# Personnages de Supernatural
Cet article présente les personnages de la série télévisée américaine Supernatural. Certains apparaissent également dans la préquelle The Winchesters.

## Personnages principaux

### Dean Winchester

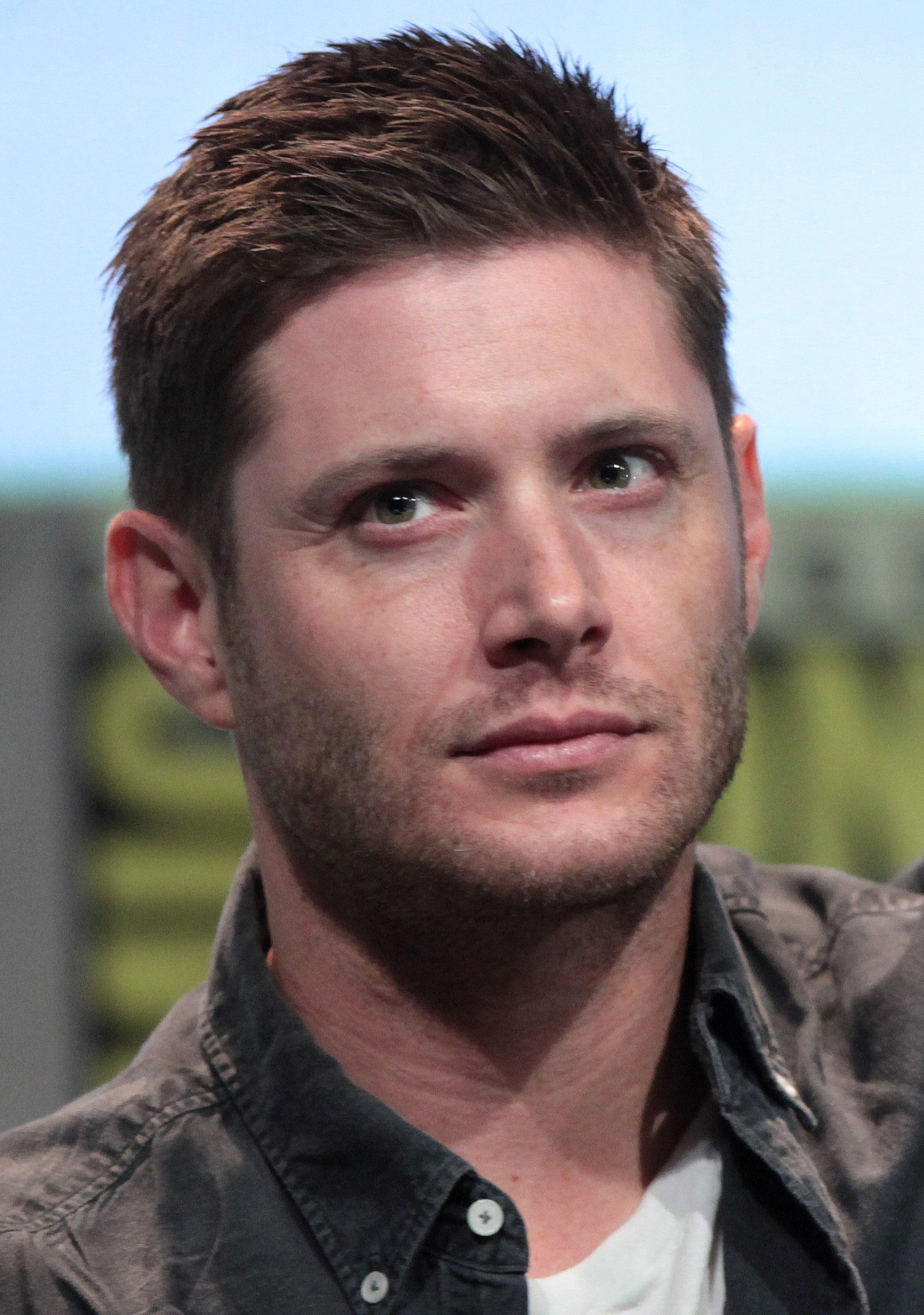
Jensen Ackles en 2015.

- Interprété par Jensen Ackles (VF : Fabrice Josso) (saisons 1 à 15 et saison 1 de The Winchesters)

Dean est l'aîné des deux frères Winchester. Vers ses quatre ans, il est témoin du meurtre surnaturel de sa mère. À la suite de cela, il grandit avec son père John et son frère Sam sur les routes des États-Unis. Son éducation est décrite comme un entraînement quasi militaire pour apprendre à chasser les forces surnaturelles (esprits, fantômes, démons…).
Le personnage de Dean est présenté comme ayant peu de respect pour la loi et pour l'autorité. Très sûr de lui, il n'a peur de rien ni de personne, il peut aller où il veut, faire ce qu'il veut, draguer n'importe quelle fille. Il passe son temps à mentir à propos de tout, que ce soit sur son identité, sur sa vie, ou sur ses sentiments. Il n'est pas du tout à l'aise pour exprimer ce qu'il ressent envers les personnes proches de lui. Il fait toujours beaucoup d'ironie dans les moments un peu sentimentaux. Son unique but dans la vie est de suivre les traces de son père et de chasser les forces surnaturelles. Il a du mal à s'imaginer avec une famille et un chez-soi à lui. Il a d'ailleurs du mal à comprendre pourquoi son frère Sam a décidé de partir étudier le droit à l'université au lieu de chasser avec son père et lui. Cependant, au fil des épisodes, le personnage de Dean va évoluer lorsque les forces du mal s'attaquent à lui ou à son entourage.

### Sam Winchester

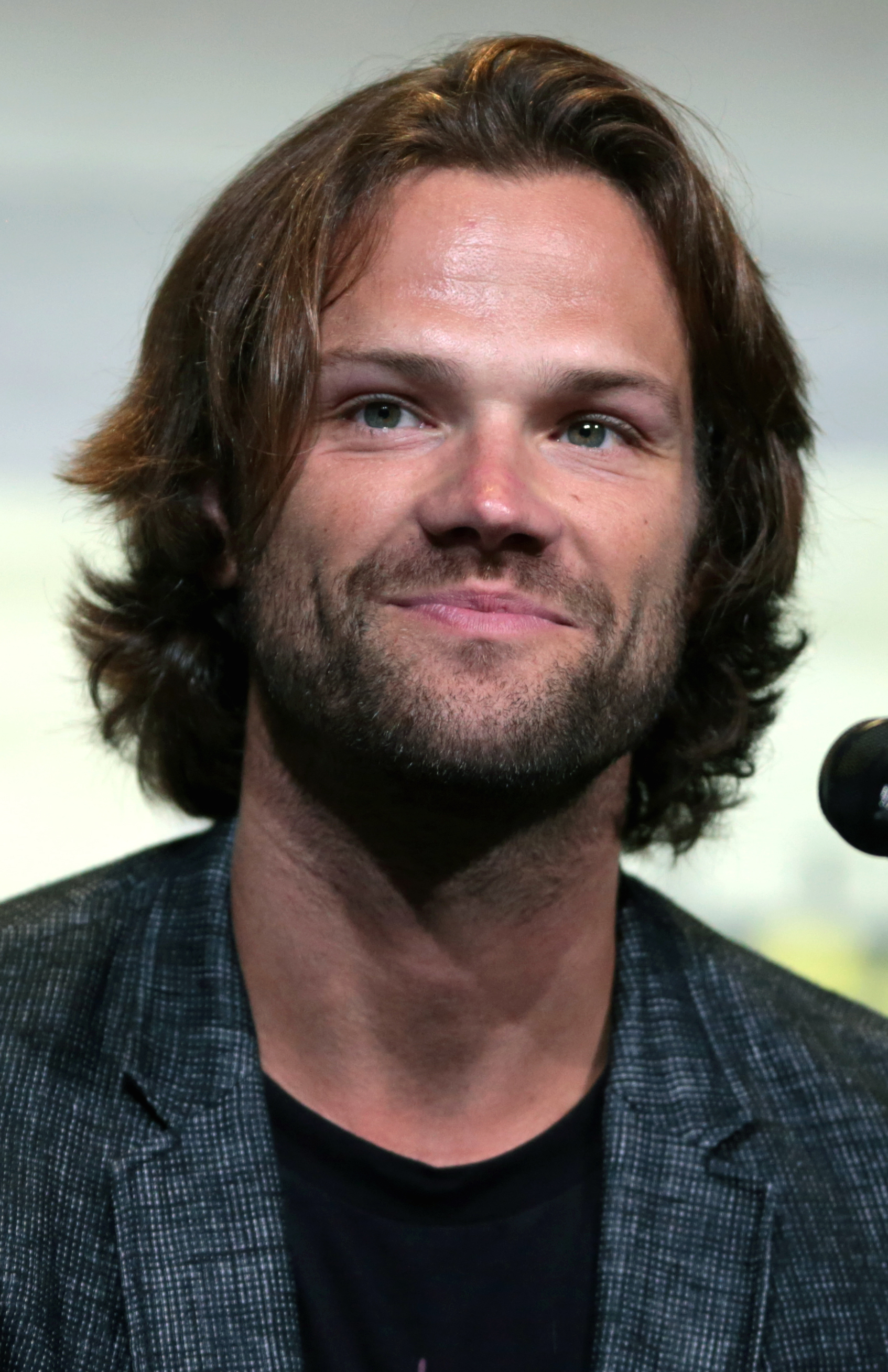
Jared Padalecki en 2016.

- Interprété par Jared Padalecki (VF : Damien Boisseau) (saisons 1 à 15)

Sam est le cadet des frères Winchester. Sa mère a été tuée au-dessus de son berceau le jour de ses 6 mois (le 2 novembre 1983). Il n'a aucun souvenir d'elle et se sent moins concerné par la chasse aux démons qui rythme le quotidien de son père et de Dean, son frère. Après le lycée, il décide d'aller à l'université et il coupe le contact avec sa famille. Pendant quatre ans, il vivra une vie « normale » avec ses amis et sa petite amie Jessica. Mais Dean revient le chercher car leur père a disparu, et après le meurtre de Jessica, il repart sur les routes avec Dean avec pour seul objectif de venger la mort de sa petite amie.
Sam est très différent de son frère. Il n'aime pas la vie de chasseur de démons, ni mentir à tout le monde (même s'il est très convaincant quand il le fait), et n'est pas à l'aise lorsqu'il s'agit de faire quelque chose d'illégal. Il respecte beaucoup plus la loi et la police que Dean. La mort de Jessica l'a beaucoup marqué et il ne cherche pas à faire d'autres rencontres (lorsque Dean et lui traînent dans les bars, le grand frère drague les filles alors qu'il fait des recherches sur l'ennemi du moment à vaincre). Ses relations avec son père sont aussi loin d'être parfaites, car ce dernier n'était pas d'accord pour qu'il aille à l'université. Il va pourtant retrouver ses habitudes de chasseur au fur et à mesure des épisodes et va évoluer au fil des saisons.

### Bobby Singer

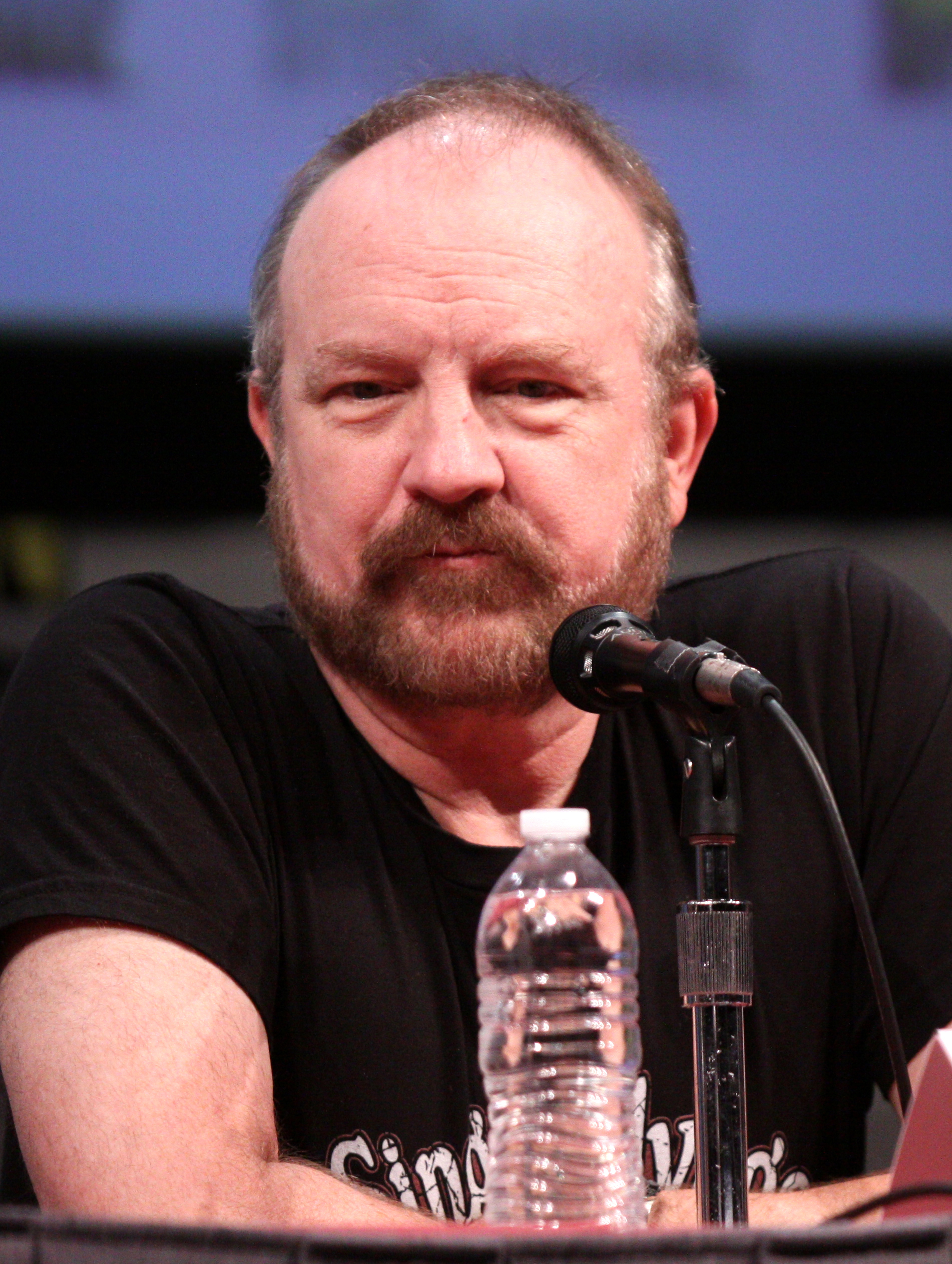
Jim Beaver en 2011.

- Interprété par Jim Beaver (VF : Jacques Bouanich) (saisons 1 à 7, saisons 13 à 15 et saison 1 de The Winchesters)

Robert « Bobby » Steven Singer est un ami de John qui est devenu chasseur après avoir été contraint de tuer sa femme possédée. Pendant toutes ces années, il a collecté de nombreuses informations dans le domaine du paranormal et du surnaturel. Après la mort de John, Bobby s'est toujours montré fidèle vis-à-vis de Sam et Dean en les renseignant et en leur faisant parfois la morale comme un père se doit de le faire avec ses enfants. Il n'a d'ailleurs pas d'enfants car, étant petit, il se faisait battre par son père ivrogne, et ne veut pas reproduire les mêmes erreurs que lui.
Dans leur chasse contre les Léviathans lors de la saison 7, Bobby se fait tirer dessus. Il meurt à l'hôpital en donnant de précieuses informations aux Winchester. Un faucheur vient pour lui mais il décide de rester sous forme de fantôme pour aider Sam et Dean car il n'a pas eu le temps de tout leur dire. Il est toujours avec eux grâce à sa flasque que Dean a gardée avec lui. En comprenant que Bobby est toujours là et après avoir découvert comment vaincre les Léviathans, Dean et Sam le libèrent en brûlant la flasque. Par la suite, le personnage de Bobby réapparait dans plusieurs saisons (flash-back, anciennes enquêtes, etc.), et il aide à nouveau les frères Winchester depuis l'enfer (saison 8) et depuis le paradis (saison 10). À partir de la saison 12, le personnage de Bobby redevient récurrent sous la forme de son alter-ego d'un univers parallèle apocalyptique.

### Castiel

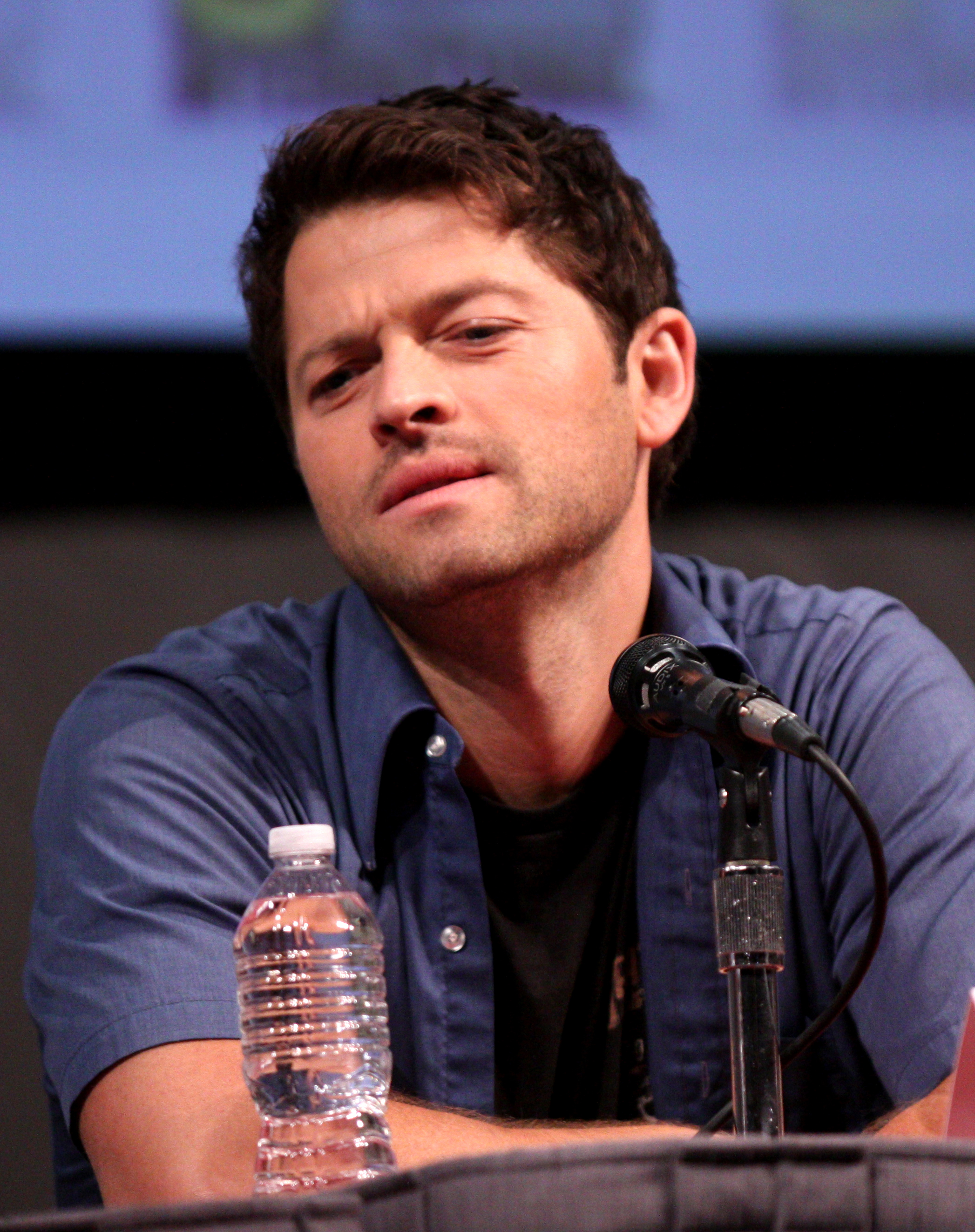
Misha Collins en 2011.

- Interprété par Misha Collins (VF : Guillaume Orsat) (saisons 4 à 15)

Castiel est un ange envoyé par le Paradis afin de faire sortir Dean Winchester de l'Enfer et lui confier la mission d'accomplir sa destinée. Il parvient à faire sortir Dean de l'Enfer après que celui-ci y ait passé 4 mois. Grâce à lui, on apprend l'existence des anges. Il occupait un poste au Ciel depuis plusieurs millénaires, dans une garnison qui consistait à surveiller les mouvements humains.
Castiel est le premier ange à désobéir aux ordres du Paradis, après Lucifer. Le personnage va permettre d'exploiter les notions de bien et mal au cours des saisons, ainsi que le thème de la rédemption après avoir cru faire ce qui était juste. En effet, il prend le contrôle du Paradis durant la saison 6, tuant beaucoup d'anges en souhaitant leur inculquer le libre arbitre et libère les Léviathans sur Terre.
Par la suite, Castiel noue une grande amitié avec les frères Winchester, particulièrement Dean, avec qui il partage un lien plus profond, n'hésitant pas à trahir le Paradis et ses supérieurs pour venir en aide à ses amis et les aider à combattre les différentes menaces surnaturelles qui viennent se mettre sur leur route.
Son véhicule humain se nomme Jimmy Novak, et plusieurs épisodes se centrent sur sa vie et celle de sa famille, notamment sa fille, Claire Novak, que Castiel a promis de protéger.

### Ruby

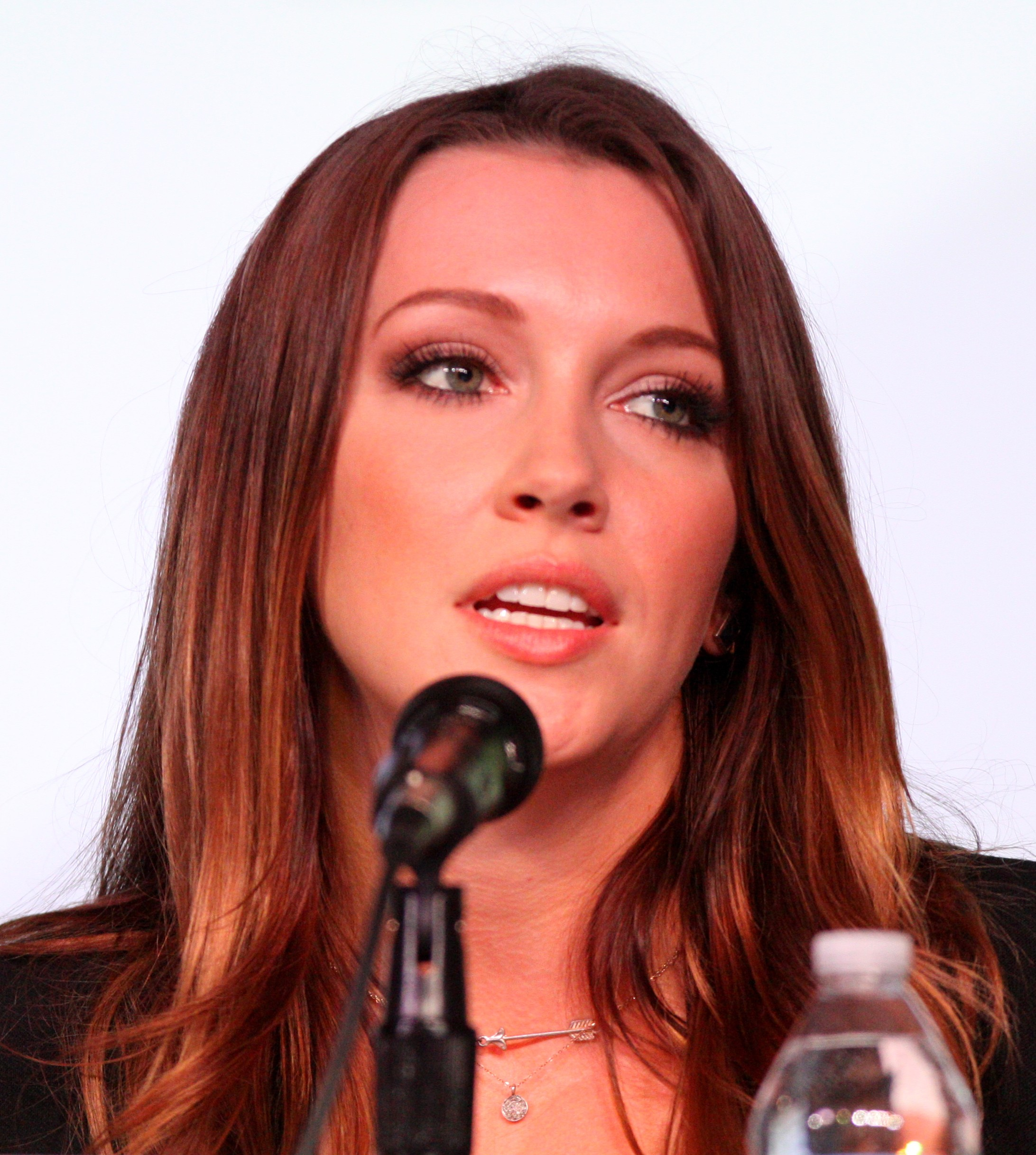
Katie Cassidy en 2012.

- Interprété par Katie Cassidy (VF : Chloé Berthier) puis Genevieve Cortese (VF : Marie-Eugénie Maréchal) (saisons 3 et 4)

Ruby est une mystérieuse jeune femme qui vient apporter son aide aux deux frères dans leur mission. On sait dès le début qu'elle possède un couteau qui peut tuer les démons. On apprend bien vite qu'elle est un démon elle aussi. Néanmoins, elle raconte à Sam que ses intentions sont bonnes : elle veut le préparer à combattre seul le nouveau démon qui s'élève sous le nom de Lilith. Pour prouver sa bonne foi, elle répare le Colt. Au fil des épisodes, on apprend que Ruby était une sorcière qui a vendu son âme à un démon, la menant tout droit en enfer dont elle est revenue en tant que démon à son tour. C'est pour ça qu'elle connaît autant de choses en matière de sorcellerie. Par ailleurs, elle est un des seuls démons à garder une trace de son humanité passée. Elle sauve les vies de Sam et Dean un nombre incalculable de fois, et est même prête à se sacrifier dans Jus in Bello. Mais ses méthodes ne sont pas toujours exemplaires. En effet, au fur et à mesure des épisodes, elle essaie de convaincre Sam que s'il veut gagner cette bataille, il doit changer. Devenir plus sombre, plus puissant. Elle lui confie même que la seule manière de sauver Dean et de tuer Lilith est d'utiliser ses pouvoirs démoniaques en buvant du sang de Démon pour les rendre plus puissants.

### Crowley

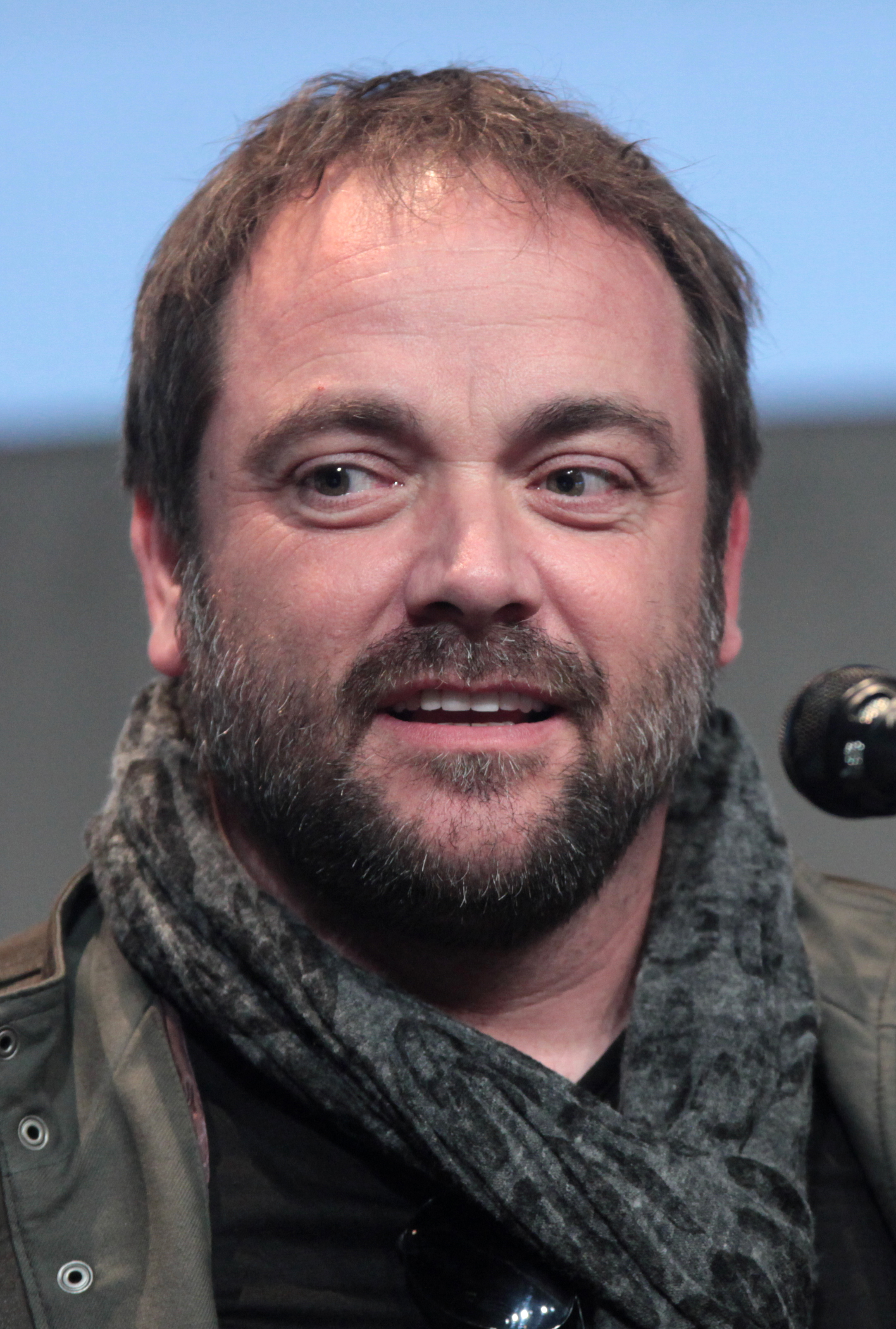
Mark Sheppard en 2015.

- Interprété par Mark Sheppard (VF : Fabien Jacquelin) (saisons 5 à 12)

Crowley, de son vrai nom Fergus McLeod, est au début de la série le roi des démons des croisements. Il est un démon sûr de lui et imbu de lui-même qui n'hésite pas à trahir ses alliés s'il pense que c'est dans son intérêt. Il aide les Winchester afin d'essayer d'arrêter l’Apocalypse en tuant Lucifer avec Le Colt. Après que les frères Winchester déjouent l'Apocalypse et renvoient le Diable dans sa cage, Crowley, devient le Roi de l'Enfer. On apprend dans la saison 12 que le poste lui a été proposé par Ramiel, l'un des quatre princes de l'enfer, refusant de prendre cette fonction lui-même.
Avec le temps, il devient un antagoniste de taille pour les Winchester, voulant les détruire pour assurer sa tranquillité au sein de l'Enfer. Malgré cela, il va souvent s'allier à eux pour éviter les différentes formes de fin du monde qui se présentent au cours des saisons. Il va même nouer une amitié avec Dean quand celui-ci se retrouve transformé en démon.
Dans la saison 10, Crowley retrouve sa mère, la puissante sorcière Rowena, mais celle-ci n'a aucun instinct maternel et complote derrière le dos de son fils pour le trahir. Il a également un fils qui apparaît dans plusieurs épisodes.

### Lucifer

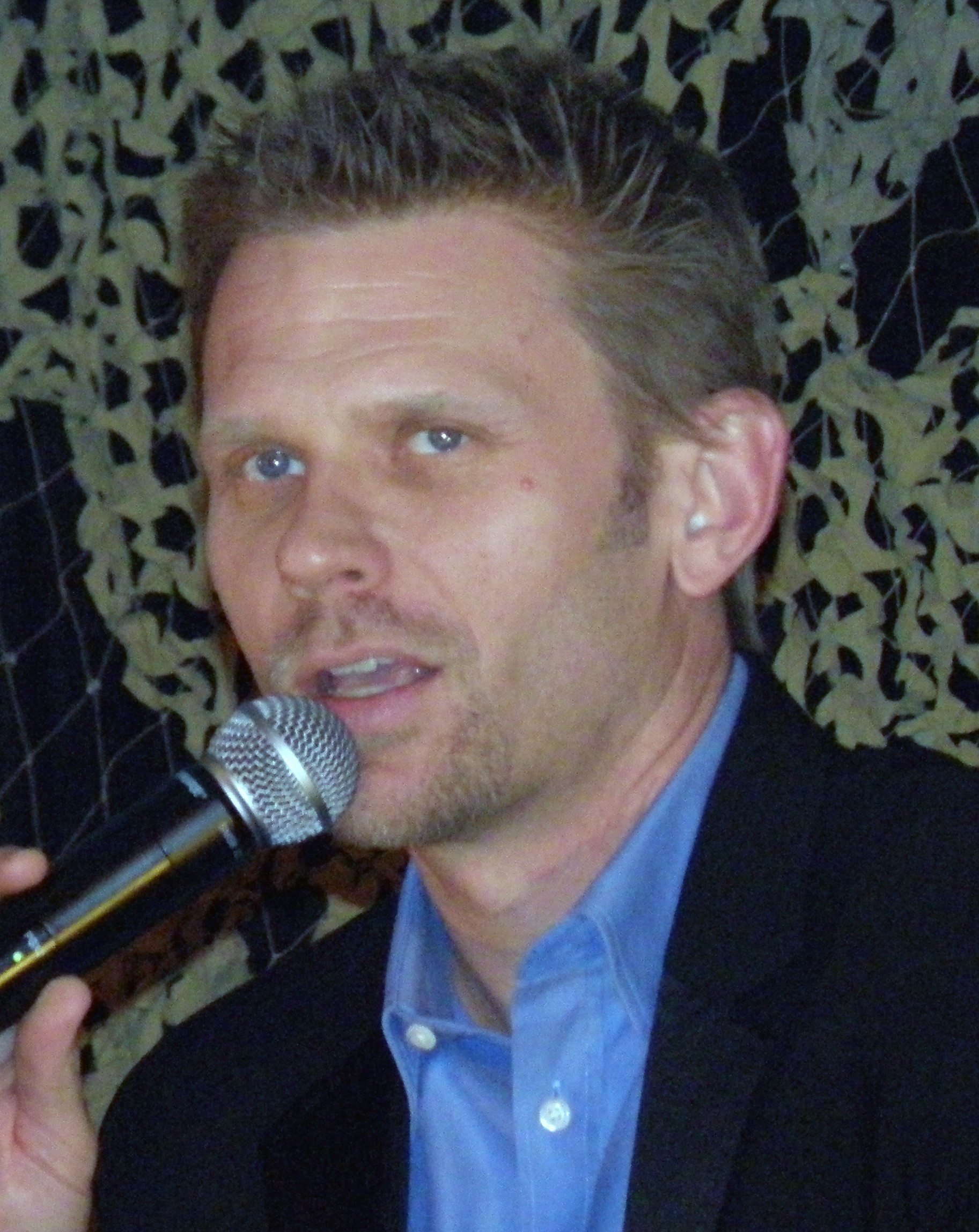
Mark Pellegrino en 2010.

- Interprété par Mark Pellegrino (VF : Nicolas Lormeau) (saisons 5 à 13)

Note : Lucifer utilise également comme véhicule d'autres personnages de la série tels que Sam, Castiel, Vincent Vincente ou encore le président des États-Unis.
Lucifer est un archange, également reconnu par les anges comme étant le plus bel ange du paradis. Ainsi, il est appelé l'« Étoile du matin ». Après sa révolte, entraînant par la suite sa chute dans la cage, il est devenu un archange déchu et il devient le Diable, le digne roi de l'enfer et le seigneur des démons. Ceux-ci, pour la plupart, le considéraient comme une divinité, voire comme un père.
Il est libéré dans la saison 5 et cela lui permet de venir sur Terre, dès la destruction du dernier sceau (la mort de Lilith) par Sam. Une fois que Lucifer possède son hôte humain, il agit pour réveiller les quatre cavaliers de l'apocalypse, afin de nettoyer la planète de l'humanité et des démons, montrant qu'en préservant la Terre Lucifer la reconnaît comme étant la dernière merveille créée par Dieu.
Après avoir été en mesure de posséder son vrai véhicule Sam Winchester, l'amour de celui-ci pour son frère Dean lui permet de reprendre le contrôle de son corps et de se sacrifier avec Lucifer dans la cage du diable.
Le personnage de Lucifer réapparait à partir de la saison 11, lorsqu'il est à nouveau libéré de la cage avec la complicité de Rowena qu'il arrive à manipuler. Il va alors posséder Castiel, puis par la suite différents humains dont le président des États-Unis fictionnel de la série, avant de retourner dans son véhicule initial Nick.

### Jack

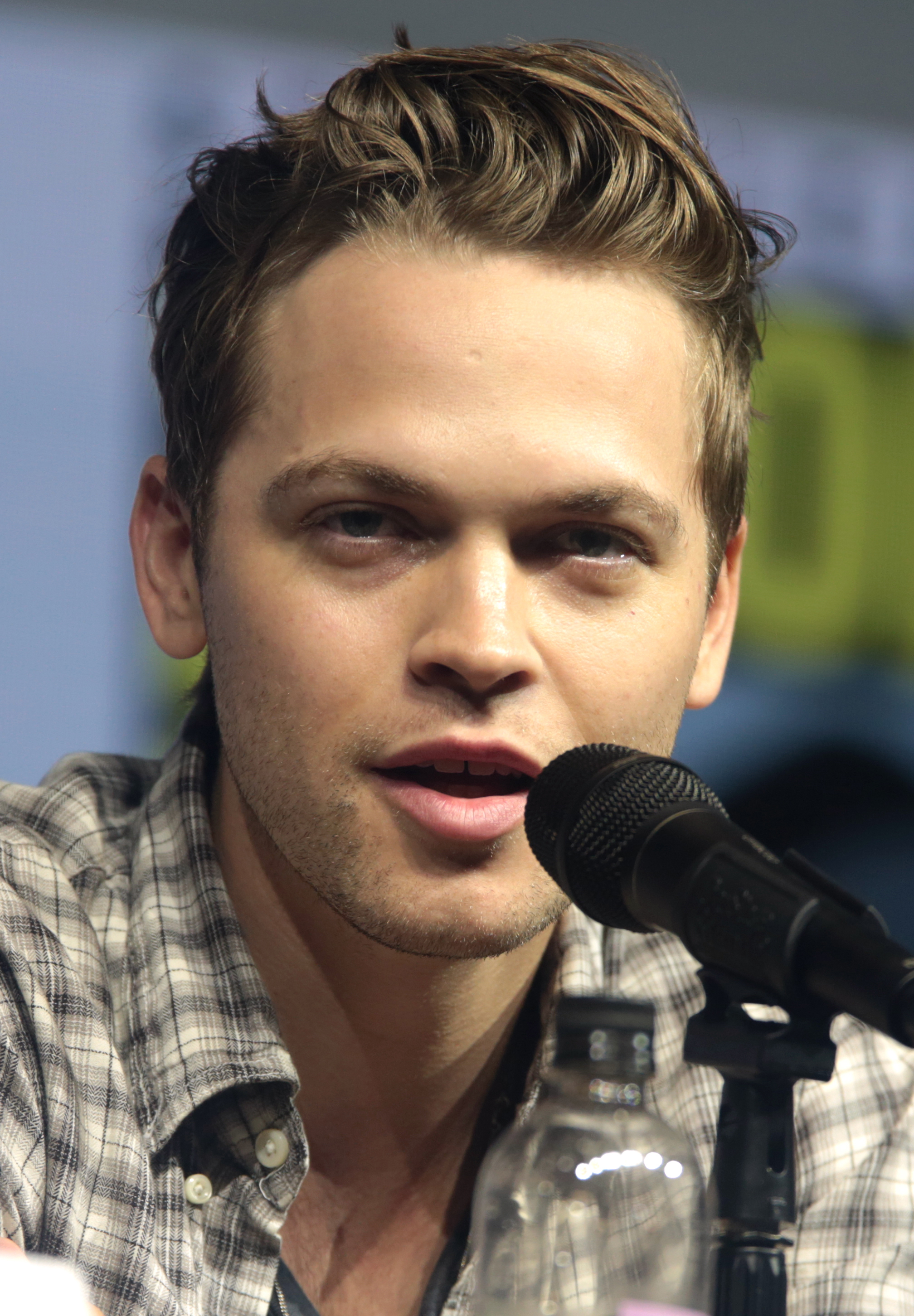
Alexander Calvert en 2017.

- Interprété par Alexander Calvert (VF : Christophe Lemoine) (saisons 12 à 15 et saison 1 de The Winchesters)

Jack est un Nephilim, un être issu d'une union entre un ange et un humain. Il est ainsi le fils de Kelly Kline et de Lucifer, lorsque celui-ci possédait le corps du président des États-Unis. Jack possède de très grands pouvoirs et ne sait pas comment les contrôler. Aidé par les frères Winchester et Castiel, il apprend comment s'en servir pour faire le bien autour de lui. Ses pouvoirs font de lui une cible pour des êtres diaboliques comme Asmodeus ou son père, qui veulent se servir de lui pour asservir le monde. Lucifer essaie de se faire aimer par son fils mais Jack comprend très vite que celui-ci est un être malfaisant ne désirant que faire le mal.
Jack ne demande qu'à apprendre du monde qui l'entoure et considère les frères Winchester et Castiel comme sa vraie famille et suit rigoureusement le dernier conseil de sa mère : être la personne qu'il veut être et pas celle que les autres veulent qu'il soit. Quand il tue par erreur un homme alors qu'il voulait empêcher le braquage d'une banque, Jack se remet en question et cherche à se rattraper en allant au secours de la mère des Winchester, alors prisonnière de Michel dans le monde alternatif. Là bas, il combat l'archange Michel avec l'aide de Mary Winchester et de Bobby Singer.

## Personnages secondaires

### Les chasseurs

#### John Winchester

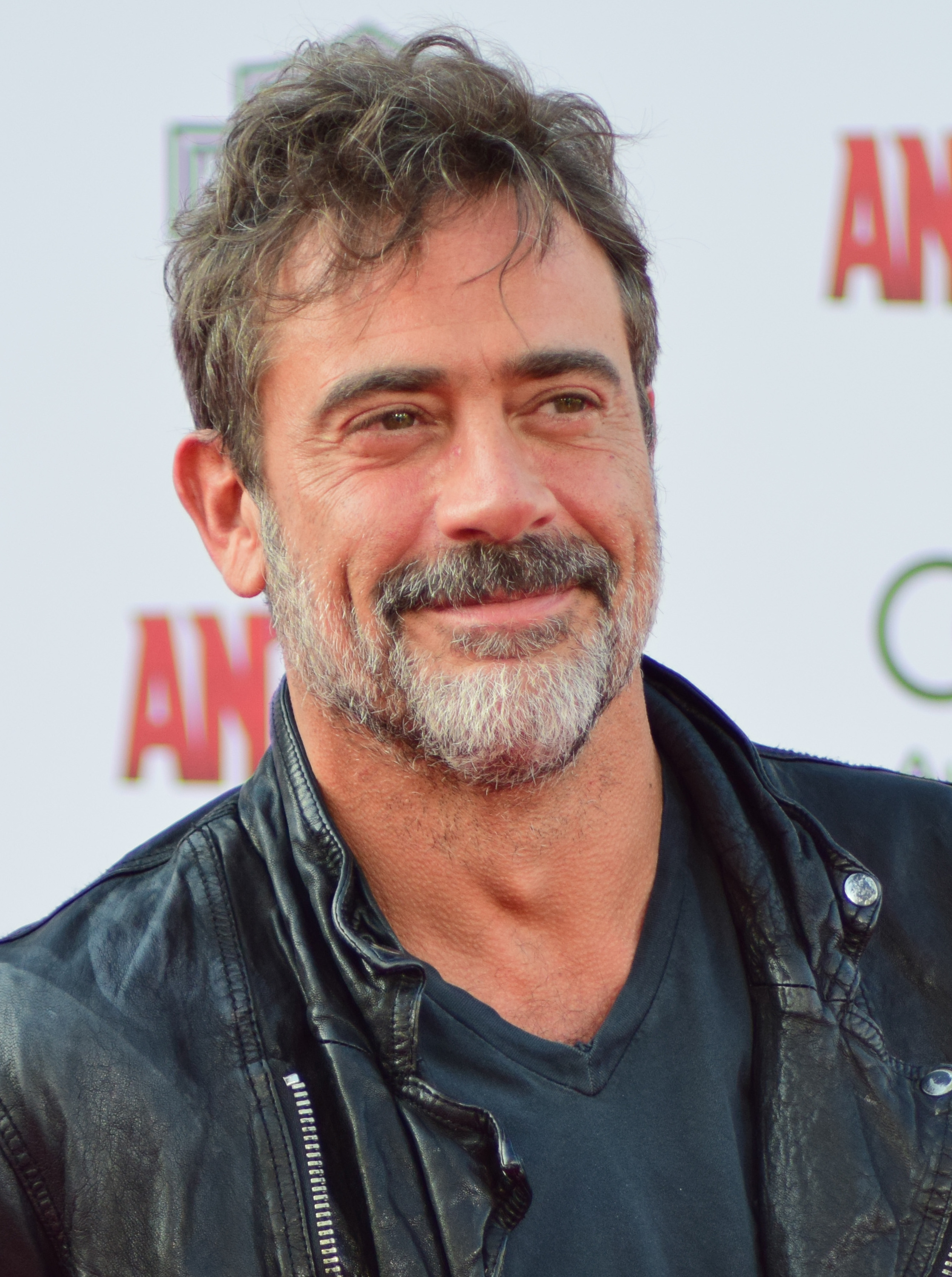
Jeffrey Dean Morgan en 2015.

- Interprété par Jeffrey Dean Morgan (VF : Bernard Tiphaine), Matt Cohen (VF : Pascal Grull) pour la version jeune du personnage et Drake Rodger (VF : Jim Redler) pour la série The Winchesters.

John E. Winchester est un ancien marine, il est le père de Dean et Sam Winchester. À cause de la mort de sa femme, Mary, tuée par Azazel, John prend conscience de l'existence du paranormal et devient chasseur. Obsédé par l'envie de retrouver le démon responsable de la mort de Mary, il abandonne son travail au garage et part sur la route avec ses deux fils, qu'il élève de façon qu'ils puissent eux aussi affronter les fantômes, démons et autres monstres en tout genre. Bien qu'entretenant des relations assez conflictuelles avec Sam, ses deux fils sont ce que John a de plus important au monde. Il se dispute souvent avec Sam, car celui-ci ne fait pas passer sa famille en priorité à ses yeux. Il meurt dans le premier épisode de la deuxième saison, en concluant un pacte avec Azazel (le démon aux yeux jaunes). Il échange sa vie pour sauver celle de Dean, dont l'esprit est traqué par une faucheuse dans le but de l'amener dans l’au-delà. Il revient dans le dernier épisode de la saison 2, en tant qu'esprit échappé de la Porte de l'Enfer qui a été ouverte, afin d'aider ses fils à tuer le démon aux yeux jaunes, avant de se volatiliser (probablement vers le Paradis).
Bien qu'il soit un personnage central dans la série, John Winchester n'apparaît que dans quelques épisodes. Même après sa mort, son nom est souvent mentionné, notamment grâce à son journal, qu'il a légué à Dean et Sam. Il est aussi quelquefois évoqué par plusieurs personnages de la série qui l'ont connu. On le revoit également jeune lors d'épisodes où Sam et Dean voyagent dans le passé (John Winchester est alors interprété par l'acteur Matt Cohen).
Lors du 200e épisode de la série (saison 10, épisode 5), qui est un épisode spécial où des collégiens interprètent une pièce de théâtre relatant l'histoire de la série, on peut voir une élève déguisée en John Winchester prenant part à la chorale.
John Winchester réapparaît sous les traits de Jeffrey Dean Morgan à l'occasion du 300e épisode de la série (saison 14, épisode 13). Il s'agit en réalité du John Winchester de l'année 2003, téléporté en 2019 à la suite d'un vœu de Dean via l'utilisation d'une perle magique. Il est renvoyé dans son époque après que Sam ait détruit la perle, car celle-ci causait des paradoxes temporels aux conséquences pouvant être gravissimes.

#### Mary Winchester
- Interprété par Samantha Smith (VF : Marie-Martine Bisson, Olivia Nicosia et Nathalie Bienaimé), Amy Gumenick (VF : Nathalie Bienaimé) pour la version jeune du personnage et Meg Donnelly (VF : Zina Khakhoulia) pour la série The Winchesters.

Mary Winchester est la femme de John Winchester et la mère de Dean et Sam. Elle est tuée par le démon Azazel dans la nurserie de Sam le 2 novembre 1983 (soit 6 mois exactement après sa naissance). Quand elle était jeune, Mary, était une chasseuse comme ses parents Samuel et Deana, dont les prénoms sont à l'origine de ceux qui ont été donnés aux garçons. Plus tard, Sam et Dean enquête dans la maison de leur enfance, où ils découvrent que le fantôme de leur mère est toujours présent.
Des années plus tard, Mary Winchester est ressuscitée par Amara, la sœur de Dieu à la fin de la saison 11. Elle devient alors un personnage récurrent pendant trois saisons, se battant aux côtés de ses fils contre les Hommes de lettres britanniques, Lucifer et d'autres personnages maléfiques. Son retour permet d'exploiter la thématique de la relation mère-fils pour Sam et Dean.

#### Samuel Campbell

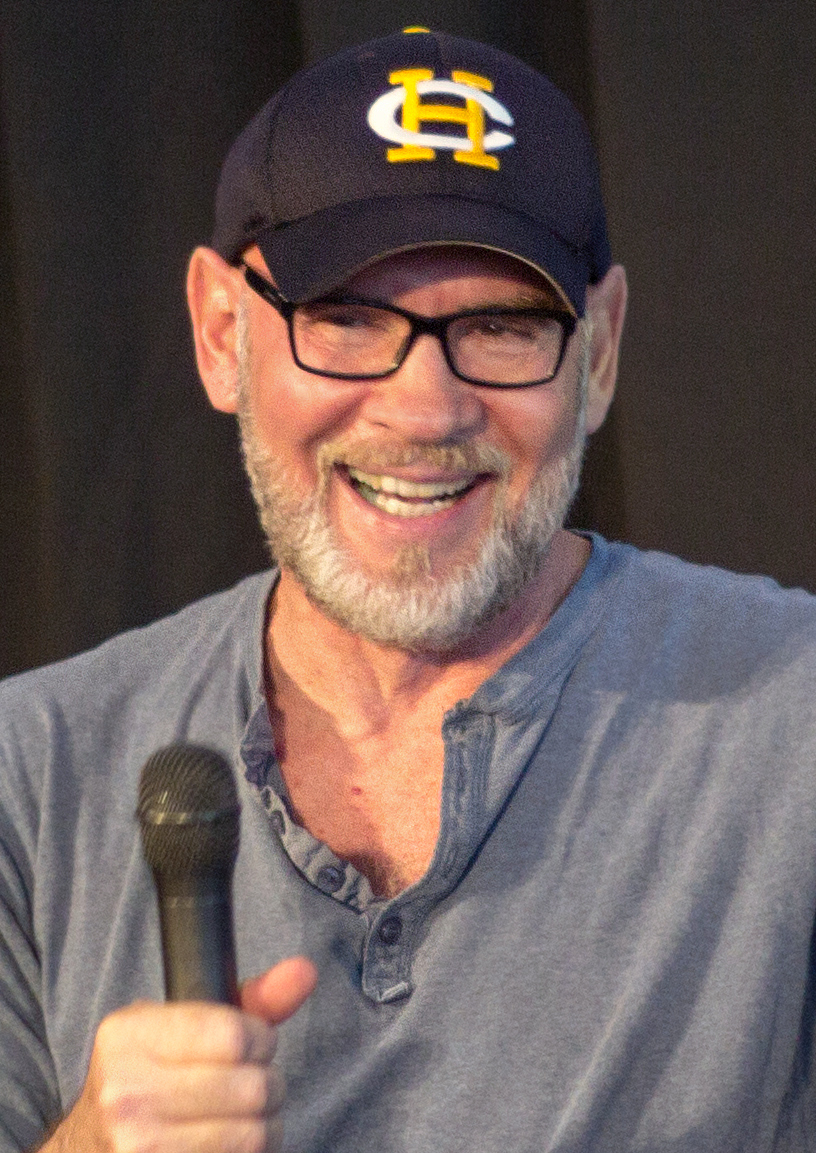
Mitch Pileggi à Wellington en 2013.

- Interprété par Mitch Pileggi (VF : Jacques Albaret) et Tom Welling pour la série The Winchesters.

Samuel Campbell est un chasseur, marié à Deanna Campbell. C'est le père de Mary Winchester donc le grand-père de Sam et Dean. Dean le rencontre quand Castiel l'envoie en 1973 pour enquêter sur les agissements d'Azazel concernant les Winchester. Il est tué en 1973 par Azazel puis il fut ressuscité par Crowley en 2010. Crowley avait besoin de lui pour chasser des Alphas et les lui ramener afin de trouver l'emplacement du Purgatoire. Samuel sera ensuite possédé par un ver démoniaque, une créature nouvellement créée par Eve, « la mère de tous » et donc tué par Sam.

#### Gwen Campbell
- Interprété par Jessica Heafey (VF : Jade Lanza)

Gwen Campbell est une cousine éloignée de Sam et Dean. Elle fait partie du groupe de chasseurs qui aident les frères Winchester contre un Djinn. Elle couvre son cousin Dean quand celui-ci désobéit aux ordres de Samuel. Elle sera plus tard tuée par Dean quand il sera possédé par le ver de Khan.

#### Christian Campbell

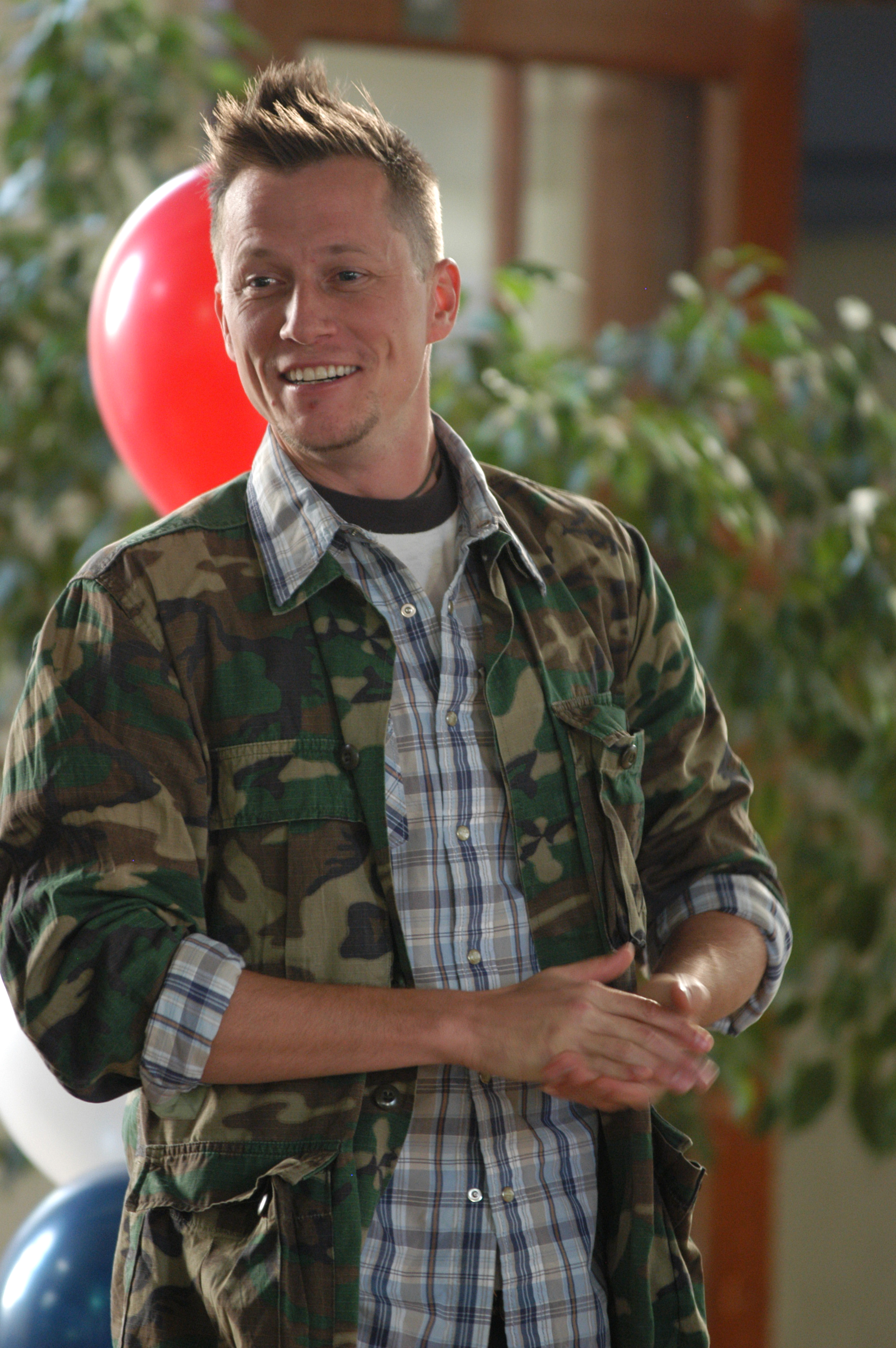
Corin Nemec en 2006.

- Interprété par Corin Nemec (VF : Lionel Tua)

Christian Campbell est, comme Gwen, un cousin éloigné des frères Winchester. Quand Sam et Dean trouvent un bébé dont les parents ont été tués, Christian émet le souhait de le garder et de l'élever avec sa femme. Mais le bébé est plus tard enlevé par l'Alpha Vampire. Christian sera d’ailleurs tué par ce dernier. On découvre alors que Christian était possédé par un démon depuis un certain temps.

#### Ellen Harvelle
- Interprété par Samantha Ferris (VF : Josiane Pinson)

Ellen est une vieille amie de John. Elle est veuve puisque son mari William, qui était un chasseur comme les Winchester, a été tué par un démon. Son décès a lieu lors d'une chasse avec John, c'est donc lui qui dut annoncer la mort de William à sa veuve. Après ça, Ellen en a voulu à John. Néanmoins, elle aidera les frères Winchester dans plusieurs affaires.

#### Bela Talbot

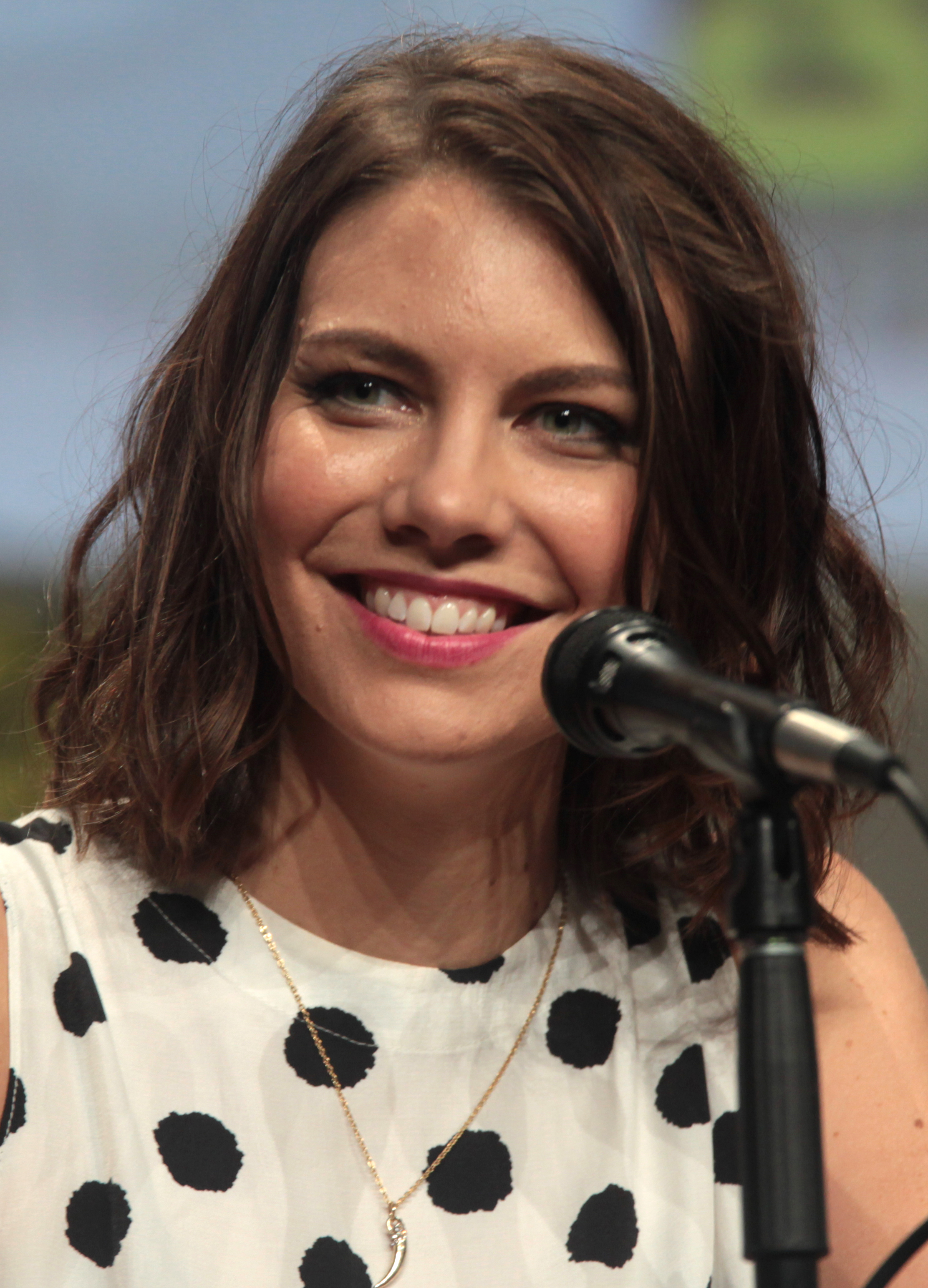
Lauren Cohan en 2014.

- Interprété par Lauren Cohan (VF : Sybille Tureau) (saison 3)

Bela, de son vrai nom Abby, est une chasseuse un peu particulière. Elle se sert de ses connaissances sur le monde surnaturel pour en faire son commerce, qui lui rapporte d'ailleurs beaucoup. Elle ne chasse pas les créatures surnaturelles mais les artefacts maléfiques qu'elle revend ensuite à des clients fortunés et insouciants. Elle aime le luxe mais aussi le danger que lui apporte son travail. Elle est de nature égoïste et immorale. Bela a vendu son âme à Lilith quand elle avait 14 ans en échange de la mort de ses parents. Il est suggéré dans un flashback que Bela a fait ce choix car elle était victime d'abus de la part de son père, bien qu'elle ait choisi de conforter Dean dans son idée qu'elle voulait alors toucher l'assurance vie de ses parents.

#### Jo Harvelle

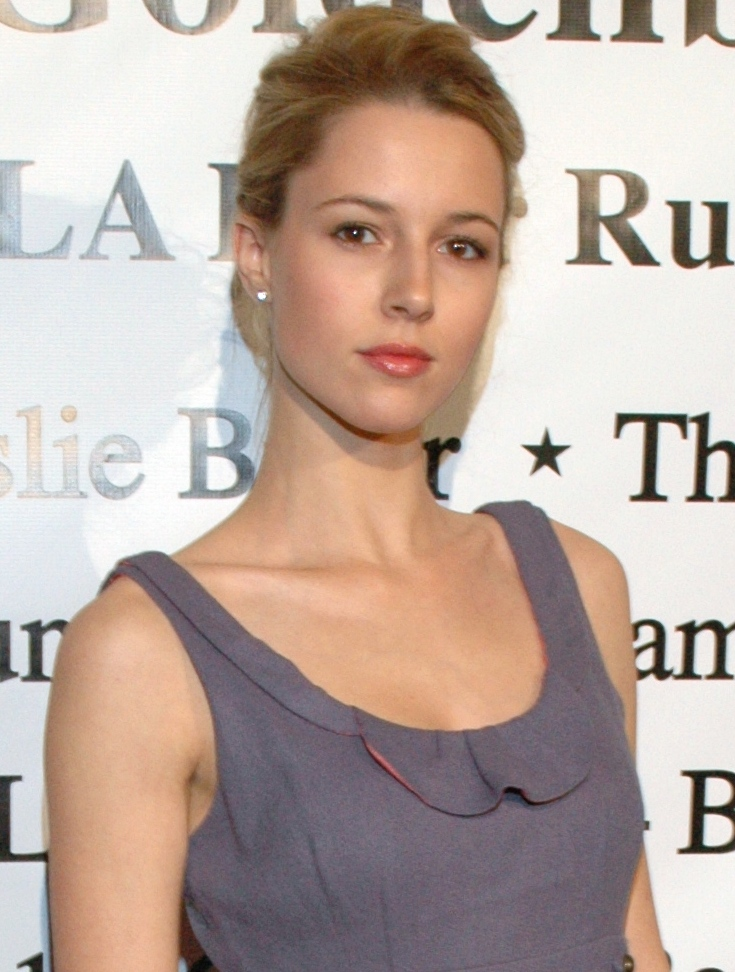
Alona Tal en 2009.

- Interprété par Alona Tal (VF : Marie Millet-Giraudon)

Joanna « Jo » Harvelle est la fille de Ellen. Elle aide les frères dans plusieurs chasses. Elle et Dean ont un petit flirt mais comme John vient tout juste de mourir, elle décide de suspendre une future possible relation pour laisser le temps à Dean de se remettre de la mort de son père. Jo veut depuis toujours devenir chasseuse, ce que Ellen refuse. Elle se joindra à Dean et Sam lors d'une affaire, mais se fera kidnapper par un esprit malin. Dean et Sam la sauvent à temps et elle les aidera à piéger et capturer l'esprit.

#### Gordon Walker
- Interprété par Sterling K. Brown (VF : Jean-Paul Pitolin)

Gordon Walker est un chasseur de vampires, cependant il n'est pas un allié des Winchester. Comme beaucoup de personnages tout au long des saisons, il ne partage pas leur vision de ce qui est juste, bien ou mal. Lorsque Gordon a 18 ans, un vampire fit éruption à son domicile et attaqua sa sœur. Dans la lutte, Gordon fut assommé. Quand il se réveilla, sa sœur et le vampire avaient disparu. Il traqua le fameux vampire et sa sœur et les tua tous les deux, puisque sa sœur avait été transformée en vampire.

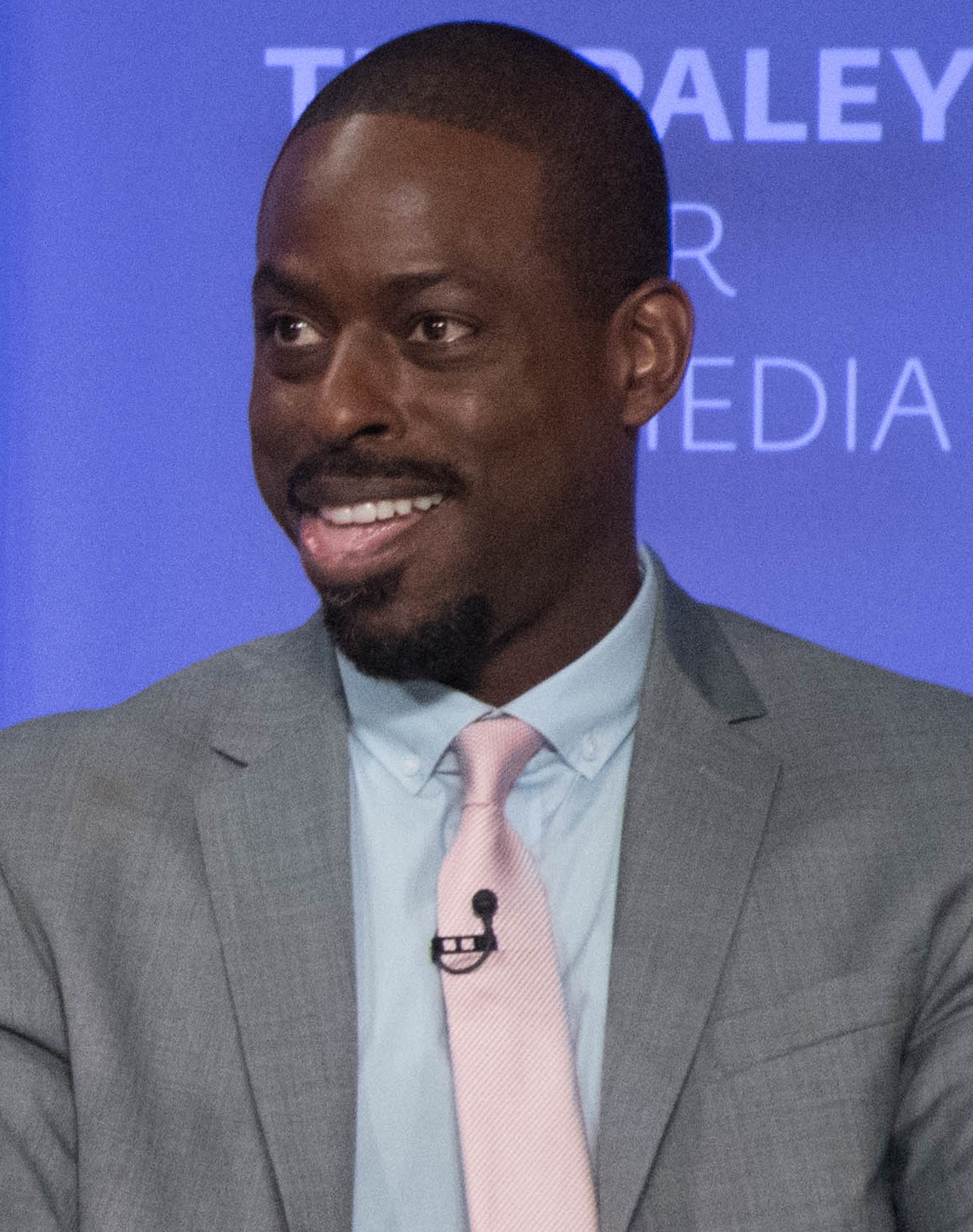
Sterling K. Brown à Paleyfest 2017.

Lorsque son personnage apparait et rencontre les frères Winchester, il en train de chasser des vampires. Gordon refuse d'écouter Sam lorsque celui-ci lui affirme que les vampires qu'il traque ne se nourrissent pas de sang humain, mais d'animaux. Gordon capture et torture un vampire qui a pour nom Léonore. Dean capture Gordon et après l'évasion du vampire, il l'attache à une chaise dans une ancienne ferme et le laisse pendant 3 jours avant d'alerter quelqu'un.
Ils se retrouvent dans la saison 2, l'épisode Bloodlust, lorsque Gordon essaie de tuer Sam car il a appris que ce dernier a des capacités psychiques et fait partie de l'armée d'un démon qui prépare une guerre à venir. Gordon utilise Dean comme appât, mais Sam réussit à le sauver et appelle la police qui arrête Gordon. En prison, Gordon s'évade avec l'aide de Kubrick et traque Dean et Sam avec son aide. Il les surprend alors qu'ils sont en train de chasser un vampire qui a pour nom Dixon, mais celui-ci capture Gordon et le change en vampire. Gordon est déterminé à tuer Sam comme son dernier acte de chasseur, avant de se suicider. Il revient voir Kubrick, et quand celui-ci voit ce qui est arrivé à Gordon, il essaie de le tuer mais il est finalement tué par ce dernier. Gordon capture une fille et s'en sert d'appât pour attirer les Winchester dans un entrepôt, mais Sam le tue en le décapitant à l'aide d'un fil barbelé.

#### Rufus Turner
- Interprété par Steven Williams (VF : Jean-Louis Faure[1])

Rufus Turner est un ex-chasseur à la retraite qui reprend du service lorsque Lucifer est libéré et l'apocalypse imminente. Il est un ancien ami de Bobby et a aidé celui-ci quand sa femme Karen fut possédée par un démon.
Son personnage est introduit lors de la saison 3 : Bobby, qui n'a pas entendu parler de Rufus depuis 15 ans, reçoit un appel téléphonique de ce dernier pour lui annoncer qu'il détient des informations sur Bela Talbot. Dean décide d'aller voir Rufus pour en savoir plus, et ce dernier lui présente un dossier sur la famille de Bela.
Par la suite, il apparaît dans différents épisodes pour demander de l'aide lors de ses chasses ou bien aider les protagonistes. On apprend à cette occasion que Bobby et lui ont chassé de nombreuses années ensemble jusqu'à ce qu'une chasse tourne mal à Omaha et Rufus perde une personne qui lui était cher. Rufus est tué à cause d'une créature de « Mère », un ver qui possède les humains, dans l'épisode 4 de la saison 6.

#### Garth Fitzgerald IV

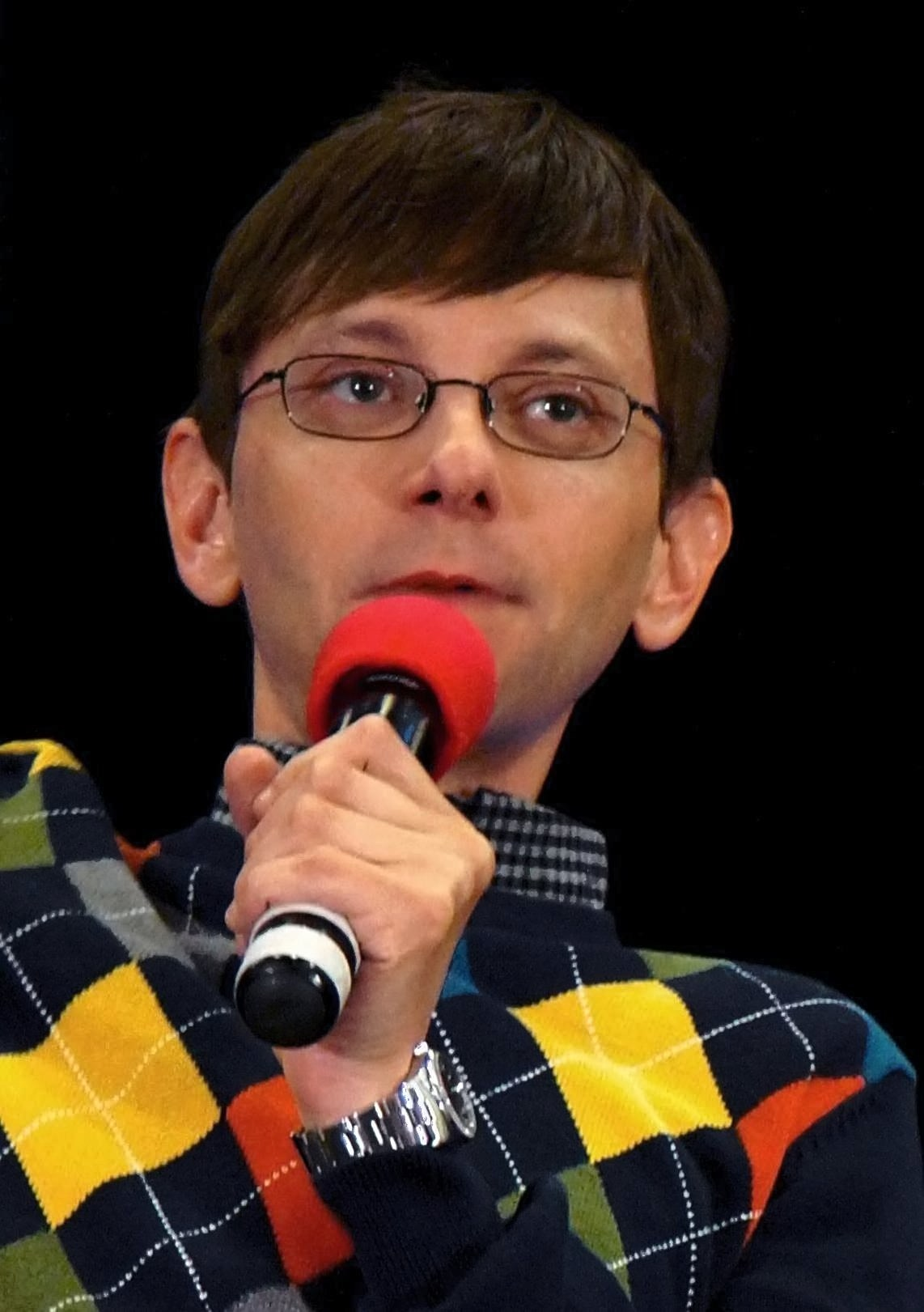
DJ Qualls.

- Interprété par DJ Qualls (VF : Thierry Bourdon)

Garth est un chasseur envoyé par Bobby pour venir en aide à Dean sur une affaire, puisque à ce moment-là Sam est parti. Leur affaire concerne des personnes ayant passé un contrat avec un démon qui meurent quelques jours après l'accord au lieu des 10 ans convenus. Il sert de seconde main à Dean, tandis que Sam est à ce moment envoûté par une de ses admiratrices sous l'effet d'un philtre d'amour. On le voit ensuite enquêter sur différentes affaires avec les frères Winchester.
Garth a un côté gaffeur et très maladroit, ce qui étonne Sam et Dean, qui se demandent comment il arrive à rester en vie avec la profession qu'il exerce. Les garçons découvrent ensuite qu'il a repris les affaires de Bobby en main en se chargeant de conseiller les chasseurs du pays. Sam et Dean lui donnent alors la tâche de protéger Kevin le prophète et sa mère.
Il cesse de donner signe de vie vers la fin de la saison 8, et les Winchester partent à sa recherche lors de l'épisode 12 de la saison 9, intitulé Une faim de loup. On découvre que Garth est devenu un loup-garou après avoir été mordu au cours d'une chasse, mais qu'il a été intégré dans une famille qui ne se nourrit que d'animaux et prône une vie en harmonie avec les humains. Il est marié avec Bess, qui l'a secouru. Il réapparait au cours des saisons 14 puis 15, bien qu'il ne soit plus un chasseur et mène une vie normale avec ses trois enfants et sa femme.

#### Eileen Leahy
- Interprété par Shoshannah Stern (VF : Katy Varda)

Eileen Leahy est une chasseuse d'origine irlandaise. Lorsqu'elle était bébé, une Banshee a attaqué sa maison et assassiné ses parents. Avant sa mort, la mère d'Eileen réussit à bannir la Banshee avec un sortilège. Les cris de la Banshee laisse Eileen sourde. Elle a ensuite été trouvée et élevée par un chasseur nommé Lillian O'Grady. Elle croisera la route des frères Winchester dans une maison de retraite où la Banshee qui a tué ses parents s'en prend aux pensionnaires.
Elle se fera tuer dans la guerre contre les hommes de lettres britanniques.

#### Donna Hanscum
- Interprété par Briana Buckmaster (VF : Virginie Ledieu puis Blanche Ravalec)

Le shérif Donna Hanscum fait la connaissance des Winchester pour la première fois dans un centre d'amaigrissement où une étrange créature se nourrit de la graisse des humains pour survivre. Néanmoins, ce n'est que lors de sa seconde apparition, dans l'épisode 8 de la saison 10, qu'elle apprend leur véritable identité. Elle chasse alors avec le Sheriff Jody Mills un nid de vampires. Par la suite, elle fera appel à Dean et à Sam pour l'aider dans différentes affaires surnaturelles. Lorsqu'elle tue sa première créature maléfique, Dean lui dit qu'elle est devenue une chasseuse.

#### Charlie Bradbury

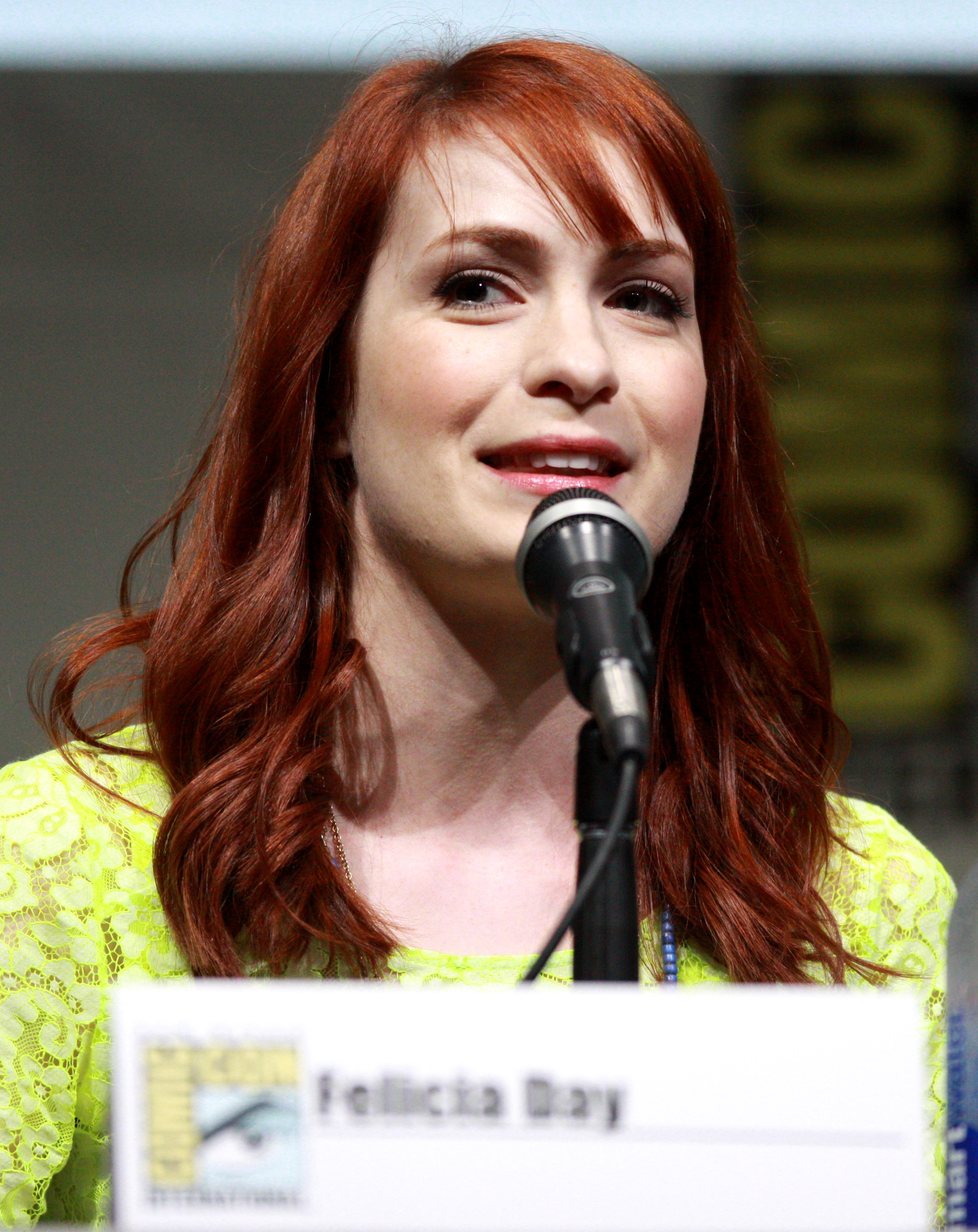
Felicia Day en 2013.

- Interprété par Felicia Day (VF : Anne Rondeleux)

Elle se présente d'abord sous le nom de Charlie Bradbury mais avoue avoir déjà changé plusieurs fois d'identité. Bradbury étant un hommage à l'écrivain de science-fiction Ray Bradbury. On apprend plusieurs saisons plus tard que son vrai nom est Céleste Middleton.
À la suite d'un accident de voiture qui tue son père sur le coup et laisse sa mère dans le coma à l'âge de 12 ans, elle se retrouve placé et à la dérive. Génie de l'informatique, Charlie se retrouve en cavale après avoir modifié un jeu vidéo et l'avoir mis en libre accès sur internet. Depuis, elle s'est spécialisée en tant que hackeuse et fait régulièrement des dons pour les soins de sa mère dans le coma ou d'autres associations comme la protection des animaux en utilisant les comptes en banque des entreprises pour lesquelles elle travaille ou qu'elle pirate.
Elle rencontre Dean et Sam à l'époque des Léviathans, lorsqu'ils sont sur les traces du disque dur de Frank Deveraux que Dick Roman a chargé Charlie de décrypter. En perçant le disque à jour et voyant toutes les allusions à des monstres ou des applications agro-pharmaceutiques, elle prend tout d'abord Franck pour un fou mais comprend vite la réalité des choses en voyant son superviseur se faire avaler et dupliquer dans la seconde par un léviathan.
Elle revient plusieurs fois dans la série, une première fois dans le rôle de la reine des lunes dans un jeu de rôles grandeur nature dans lequel Dean et Sam se retrouve à enquêter. À la suite de cette affaire elle entame quelques chasses et ramène une affaire à Sam et Dean sur laquelle elle collabore. Par la suite alors qu'elle reste au bunker, elle se trouve mêlée à la chasse de la sorcière du monde d'Oz. Dorothée lui propose alors de partir avec elle dans Oz afin d'éliminer le magicien maléfique. La saison suivante, Charlie réapparait ainsi que son double maléfique à la suite d'un accord qu'elle a passé dans le monde d'Oz. Dean et Sam l'aide à se réunifier, et une fois remise, elle les aide dans leur quête pour retirer la marque de Cain du bras de Dean, mission dans laquelle elle perdra la vie.
Elle aime les femmes et le monde heroic fantasy (elle a une statuette d'Hermione Granger d'Harry Potter et sa mère lui a fait découvrir Bilbot le Hobbit quand elle était petite) et la science-fiction (d'où le nom de Bradbury). Elle est considérée comme une sœur par les frères Winchester qu'elle appelle "mes poulets" en français.
Dean sera très affectée par son décès et il mettra un point d'honneur à la sauver dans le monde parallèle post-apocalyptique où Mary Winchester a été projetée.

#### Ash

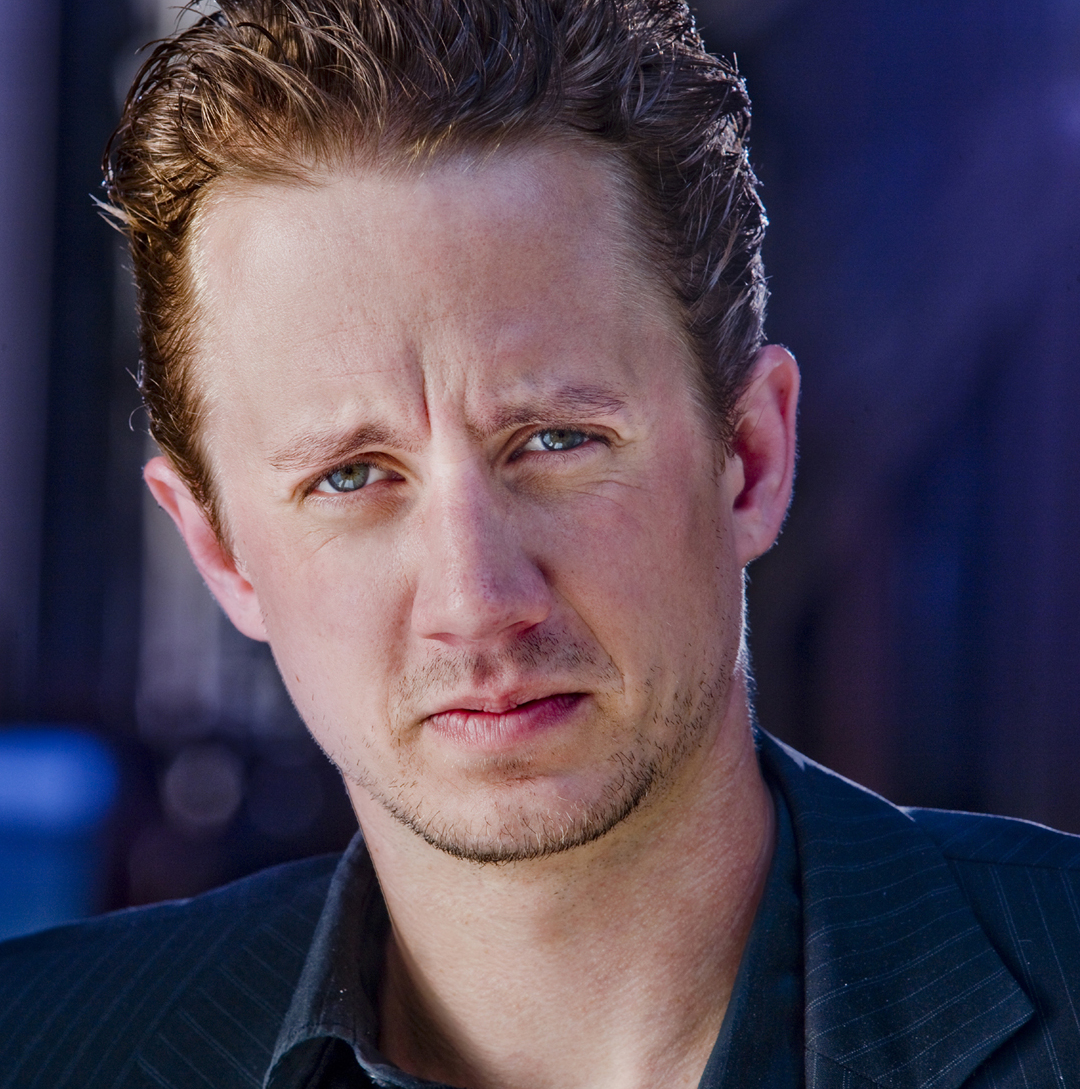
Chad Lindberg.

- Interprété par Chad Lindberg (VF : Yann Fénelon puis Benoît DuPac)

Il vit dans le Nebraska, au relais routier des Harvelle où il a sa propre chambre. Avec style et génie, Ash utilise ses talents d'informaticien pour aider les chasseurs en effectuant des recherches sur les phénomènes surnaturels et notamment en traquant le démon Azazel. Il meurt dans l'explosion du relais, provoquée par Azazel et atterrit au Paradis. Comme paradis personnel, il choisit le relais routier des Harvelle.

#### Jody Mills

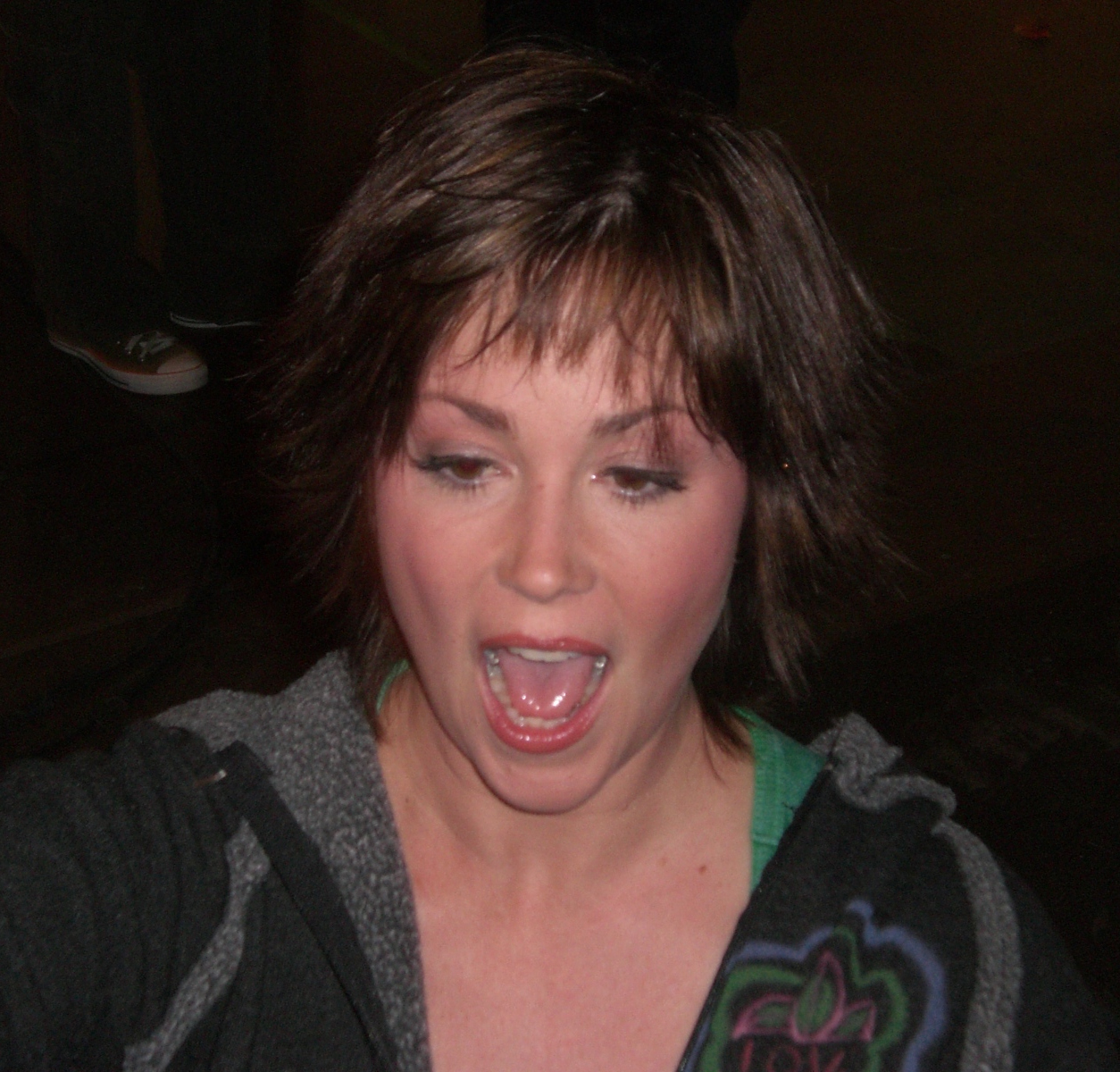
Kim Rhodes.

- Interprété par Kim Rhodes (VF : Isabelle Ganz)

Jody Mills est la shérif de Sioux Falls. C'est une connaissance de Bobby Singer et elle apparaît pour la première fois dans une enquête dans lequel les morts de la ville ressuscitent puis se transforment en zombies. Son fils, Owen, est l'un des premiers morts à revenir à la vie, c'est pour cette raison qu'elle fait tout pour empêcher Sam et Dean d'enquêter sur l'affaire. Finalement, Owen, devenu un zombie, dévore son père et sera tué par Sam. Après cela, elle aide les Winchester à tuer les zombies restants en ville.
Elle contactera les Winchester à chaque fois qu'une situation paranormale se manifestera dans sa ville. Elle recueillera plus tard Alex Jones, qui était l'esclave d'une famille de vampire et Claire Novak, la fille du véhicule de Castiel.

#### Claire Novak
- Interprété par Sydney Imbeau (VF : Geneviève Doang) puis Kathryn Newton (VF : Jennifer Fauveau et Véronique Picciotto)

Clair Novak est la fille de Jimmy Novak, le véhicule humain de Castiel. Après la disparition de sa mère, elle décide de partir à sa recherche mais Castiel la retrouve et essaie de lui venir en aide. Claire fréquente de mauvaises personnes qui l'obligent à voler pour régler de vieilles dettes de jeu. Castiel et les Winchester lui viennent en aide et Claire prend conscience qu'elle peut faire confiance aux frères Winchester pour l'aider à trouver sa mère. Après la mort de celle-ci, Claire est partie vivre avec l'amie des Winchester, Jody Mills. Elle devient par la suite une chasseuse à son tour.

### Les autres humains

#### Jessica Moore

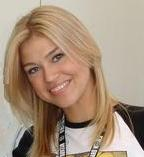
Adrianne Palicki en 2007.

- Interprété par Adrianne Palicki (VF : Dorothée Pousséo)

Dans le pilote, elle est la fiancée de Sam. A la fin de l'épisode, elle meurt exactement comme Mary Winchester, en brûlant au plafond de la chambre au moment où Sam s'allonge sur le lit.
Par la suite, on apprend que c'est son ami Brady, qui n'était plus lui-même depuis un moment, qui, sous les ordres d'Azazel a fait en sorte que Sam rencontre Jessica, fasse des projets, rêve de l'avenir... Dans le but de la lui enlever violemment afin d'éviter qu'il ne prenne la direction d'une petite vie bien tranquille.
Il semblerait que ce soit Brady qui l'ait tuée au cours d'une visite qu'elle pensait amicale. Sam tue ensuite Brady à la suite de ses aveux.

#### Lisa Braeden
- Interprétée par Cindy Sampson (VF : Laura Blanc)

Lisa a rencontré Dean en 1999 et a passé une nuit avec lui qui s'est révélée la meilleure nuit de sa vie. Plus tard elle a rencontré un homme dans un bar de motards et est tombée enceinte. Elle a accouché d'un petit Ben qui ressemble fortement à Dean.
Après la disparition de Sam, Dean s'est installé chez Lisa et Ben pour mener une vie normale. Mais la vie aux côtés d'un chasseur n'est pas tout rose, et Dean doit repartir chasser. Compréhensive, et patiente, elle décide de le laisser partir complètement, prête à se contenter de passages furtifs. Mais alors que Dean se retrouve transformé en vampire, et qu'il pousse violemment Ben, elle met un terme à sa relation avec lui. Elle est kidnappée, ainsi que son fils Ben, par les sbires de Crowley, afin d'obliger Dean et Sam à ne pas se mêler des affaires du démon. Lorsque Dean vient les secourir, elle est possédée par un démon, qui la poignarde mortellement. Dean l'amène à l'hôpital, mais il est trop tard. Elle est ramenée à la vie par Castiel, qui, à la demande de Dean, lui efface la mémoire, ainsi que celle de Ben. Ainsi, Lisa a l'impression de n'avoir jamais connu Dean.

#### Ben Braeden
- Interprété par Nicholas Elia (VF : Robin Trouffier)

Benjamin Issac "Ben" Braeden est le fils de Lisa Braeden. Il apparaît alors que Dean rend visite à sa mère et semble beaucoup ressembler à l’aîné des Winchester. Ce qui cause quelques inquiétudes à Dean, mais Lisa lui assure que Ben n'est pas son fils. Il est capturé par les changelings qui prennent son apparence, mais est ensuite secouru par les Winchester, et donne même un coup de main pour évacuer ses jeunes camarades prisonniers.
On le revoit plus tard, alors que Dean s'est installé avec sa mère et lui. Dean devient un modèle pour le jeune Ben, qui fait tout pour copier son père de substitution. Mais Dean doit repartir à la chasse, et laisser Ben et Lisa. Alors que sa mère essaie de se reconstruire avec un autre homme, Ben appelle Dean, prétextant que celle-ci est un danger. En fait de danger, il voulait juste que Dean revienne vivre avec eux. Mais cela ne se fait pas, et les choses tournent mal lorsque Ben et Lisa sont capturés par Crowley. Ben doit assister à la mort de sa mère, qui est heureusement ramenée à la vie par Castiel. L'ange leur efface la mémoire à tous les deux, de sorte que ni Lisa, ni Ben, ne se souviennent de leur temps passé avec Dean.

#### Victor Henriksen
- Interprété par Charles Malik Whitfield (VF : Jean-François Aupied)

Victor Henriksen est un agent du FBI traquant les frères Winchester. Il pense qu'ils sont des tueurs en série responsables de la mort de plusieurs personnes dans différentes villes où ils sont allés. Il finit par les capturer et se fera posséder par un démon. Après s'être fait exorciser, il se rend compte que lui et les Winchester sont en réalité du même côté et il combattra avec eux pour vaincre les démons de Lilith. Il se fera tuer par cette dernière après le départ des deux frères.

#### Les Ghostfacers (Ed Zeddmore et Harry Spangler)
- Interprété par A. J. Buckley (VF : Hervé Grull puis Gwendal Anglade)
- Interprété par Travis Wester (VF : Paolo Domingo puis Geoffrey Vigier)

Ed Zeddmore et Harry Spangler sont deux chasseurs de fantômes amateurs qui croisent la route des frères Winchester lors d'une mission sur une maison hantée. Au début, ils pensent que Sam et Dean sont des amateurs qui ne connaissent rien au surnaturel. Mais ils découvrent rapidement que les Winchester en savent beaucoup plus qu'eux sur les fantômes et autres créatures. Ils ont aussi un site web où ils publient des vidéos de chasse aux fantômes.
On retrouve les deux personnages lors de la saison 9, pour l'épisode Thinman, où Ed et Harry font face à un conflit similaire à celui qui oppose les frères Dean et Sam à ce moment-là, Harry mentant à Ed "pour son bien".

#### Adam Milligan

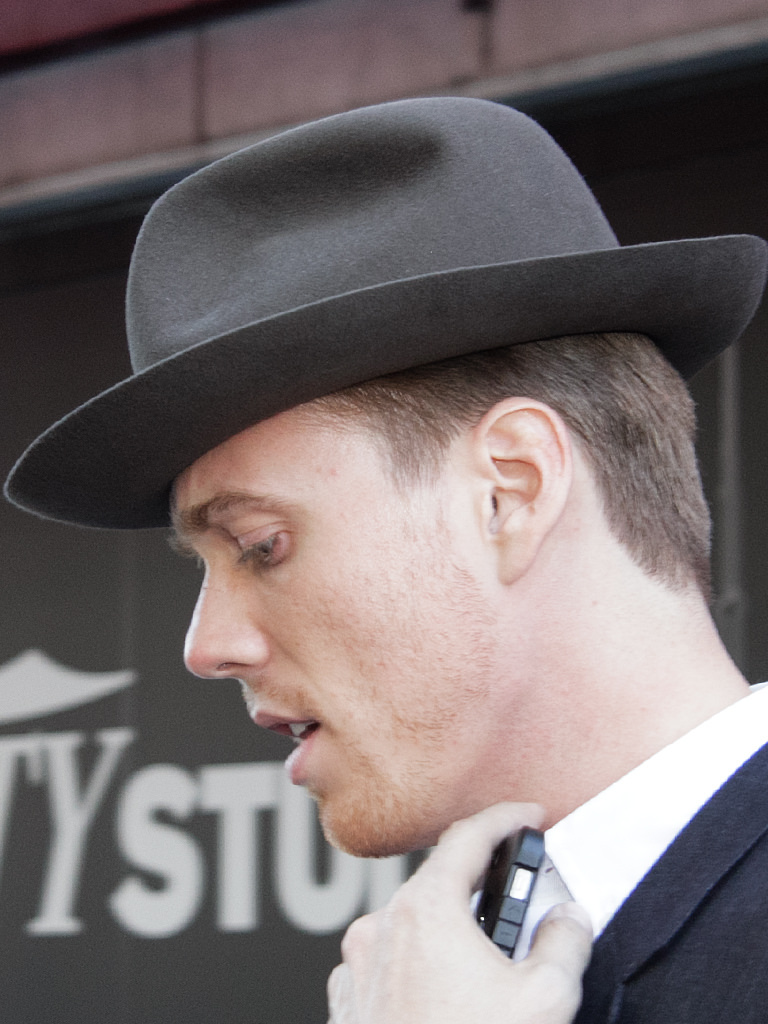
Jake Abel en 2015.

- Interprété par Jake Abel (VF : Donald Reignoux)

Un jour, Dean reçoit un coup de fil d'un certain Adam Miligan, qui se dit être le fils de John Winchester, et appelant un des téléphones portables de ce dernier pour lui annoncer que sa mère a disparu. Il ne savait pas que John était décédé depuis plusieurs années. Les fils vont donc enquêter sur cette affaire et également sur Adam qui semble être leur demi-frère. John a voulu mettre à l'écart Adam de sa vie de famille pour ne pas le mettre en danger. Il le voyait de temps en temps secrètement, durant son enfance. Finalement, on apprend plus tard qu'Adam est en réalité mort depuis plusieurs jours, dévoré par des goules, dont l'un a pris son apparence afin d'attirer John Winchester dans un guet-apens car il aurait tué leur mère dans le passé. John étant mort, ils ont voulu se venger sur les fils, en vain. Sam et Dean brûlent le corps du vrai Adam.
Plus tard, les anges ressuscitent Adam pour qu'il puisse être le véhicule de l'Archange Michel à la place de Dean et il se retrouve enfermé dans la cage avec Lucifer à la fin de la saison 6.

#### Becky Rosen
- Interprété par Emily Perkins (VF : Nathalie Bienaimé puis Barbara Tissier)

Becky Rosen est une grande fan des livres Supernatural écrits par Chuck Shurley, un prophète qui écrit la vie des Winchester. Chuck la contacte afin de remettre un message au sujet de sa dernière prophétie à Sam et à Dean sans que les anges ne soient au courant. Elle se montre très démonstrative envers Sam par qui elle est attirée.

#### Kevin Tran

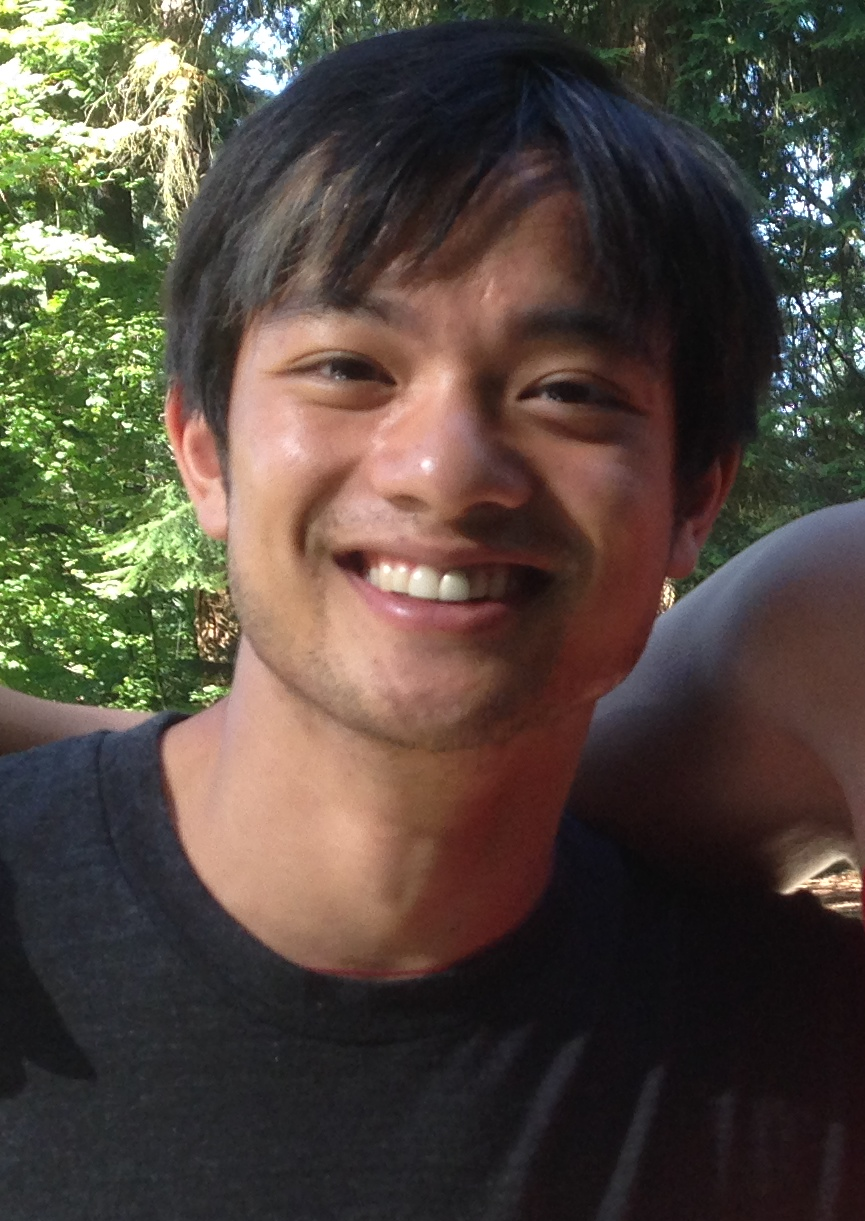
Osric Chau en 2014.

- Interprété par Osric Chau (VF : Alexandre Nguyen)

Kevin Tran est un adolescent de Neighbor, dans le Michigan. Lorsque Dean et Sam découvrent la tablette des Léviathans, il est frappé par la foudre et devient un prophète du Seigneur. L'ange Hester se réfère à lui comme étant « le seul gardien de la Parole sur Terre ».
Crowley demande à Kevin de traduire une autre tablette pour ouvrir les portes de l'enfer et faire venir tous les démons sur terre. Kevin profite de ses connaissances et du fait que Crowley ne puisse pas lire la tablette, et crée une arme qui tue les deux démons qui le gardaient prisonnier puis s'enfuit avec la tablette. Il se rend dans l'université de sa petite amie Channing mais ne la contacte pas et tente d'appeler en renfort Sam en vain. Sam et Dean retrouvent enfin Kevin et s'excusent de ne pas l'avoir aidé plus tôt. Crowley apparaît avec la petite amie de Kevin possédée mais toujours vivante et propose un marché. Kevin accepte et attire deux démons dans l'arrière-boutique et verse de l'eau bénite sur eux ce qui permet aux frères et Kevin de s'enfuir. Crowley, fou de rage, attend que Kevin l’aperçoive et tue Channing sous ses yeux. Kevin est bouleversé par la mort de sa petite amie.
Kevin rassemble finalement les deux parties de la tablette et l'offre aux frères. Les frères tentent de fermer la porte de l'enfer et demandent à Kevin de traduire la tablette des anges alors que Kevin voudrait reprendre une vie normale mais Castiel lui révèle qu'il sera prophète jusqu'à sa mort. Kevin apprend par Naomi que Métatron veut expulser du ciel tous les anges.
Plus tard, Kevin est tué par l'ange Gadreel alors qu'il tente d'aider les Winchester. Kevin devient un fantôme et apprend par un autre fantôme que sa mère est retenue prisonnière par un démon et il demande aux frères de la sauver. Une fois sauvée, Linda part avec son fils qui ne peut pas accéder au paradis et ils vont se protéger mutuellement. Dans la saison suivante, Chuck/Dieu libère Kevin et lui permet d'accéder au paradis.

#### Linda Tran

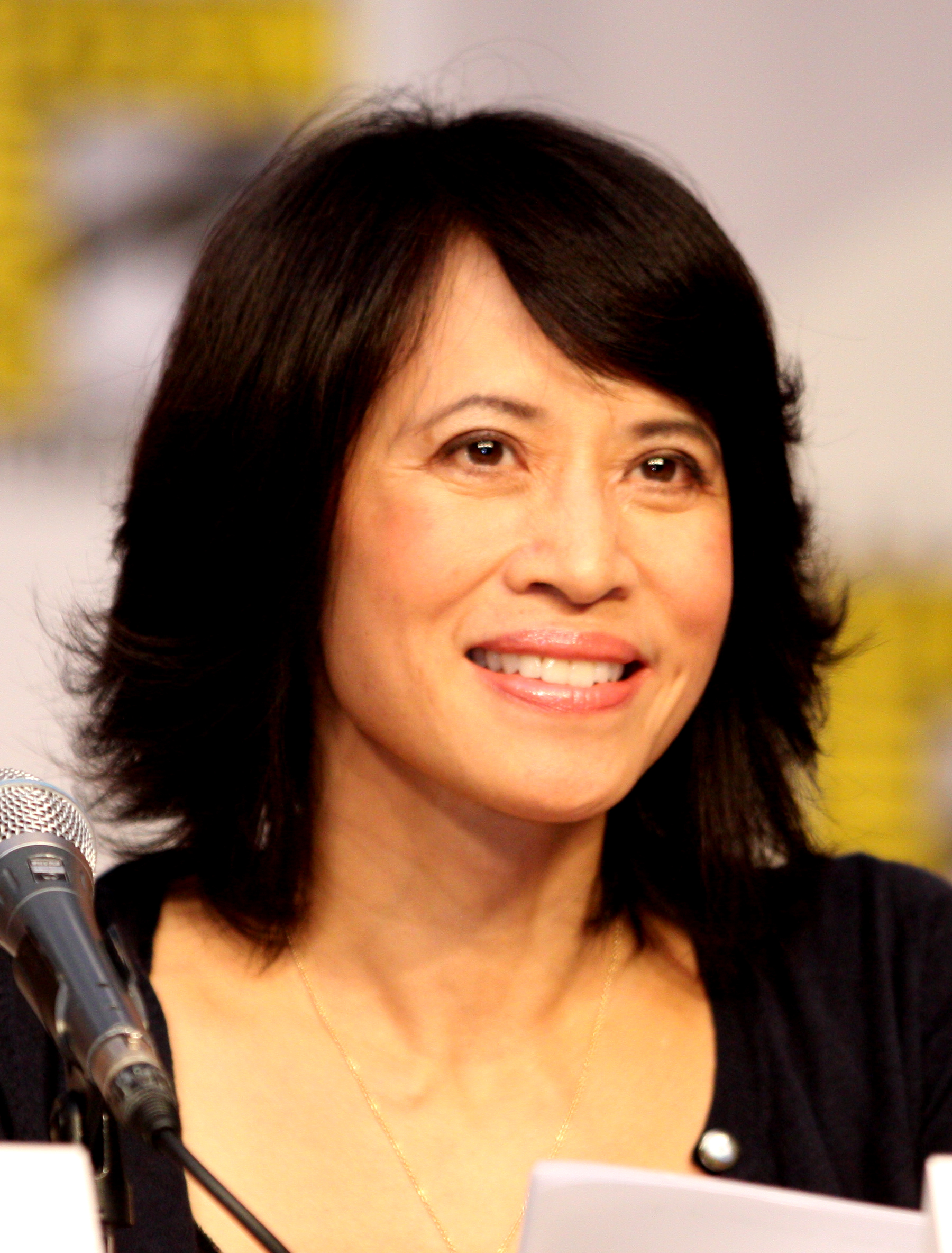
Lauren Tom durant le Comic Con en Juillet 2010.

- Interprété par Khaira Ledeyo (VF : Maïté Monceau) puis Lauren Tom (VF : Patricia Legrand)

Linda Tran est la mère de Kevin Tran. Elle a perdu son mari. Après que son fils soit révélé prophète elle sera impliquée malgré elle dans le monde surnaturel. Elle fait équipe avec Dean et Sam lorsque ces derniers lui explique les dangers qu'encourent son fils, se faisant tatouer le symbole anti-possession. Malheureusement, elle est par la suite capturée et bien que les frères arrivent à la sauver, Kevin et les Winchester décide qu'il est plus prudent de se cacher séparément pendant que le prophète traduit la tablette visant à fermer les portes de l'enfer. Plus tard, Crowley annonce à Kevin qu'il a retrouvé sa mère et l'a assassiné. Cependant, cela n'est jamais confirmé et une fois mort, Kevin apprend grâce aux fantômes dans le voile, que sa mère est en réalité retenue par les démons de Crowley. Sam et Dean la délivre et elle veillera sur son fils jusqu'à ce qu'il puisse traverser le voile vers le paradis.

#### Frank Deveraux

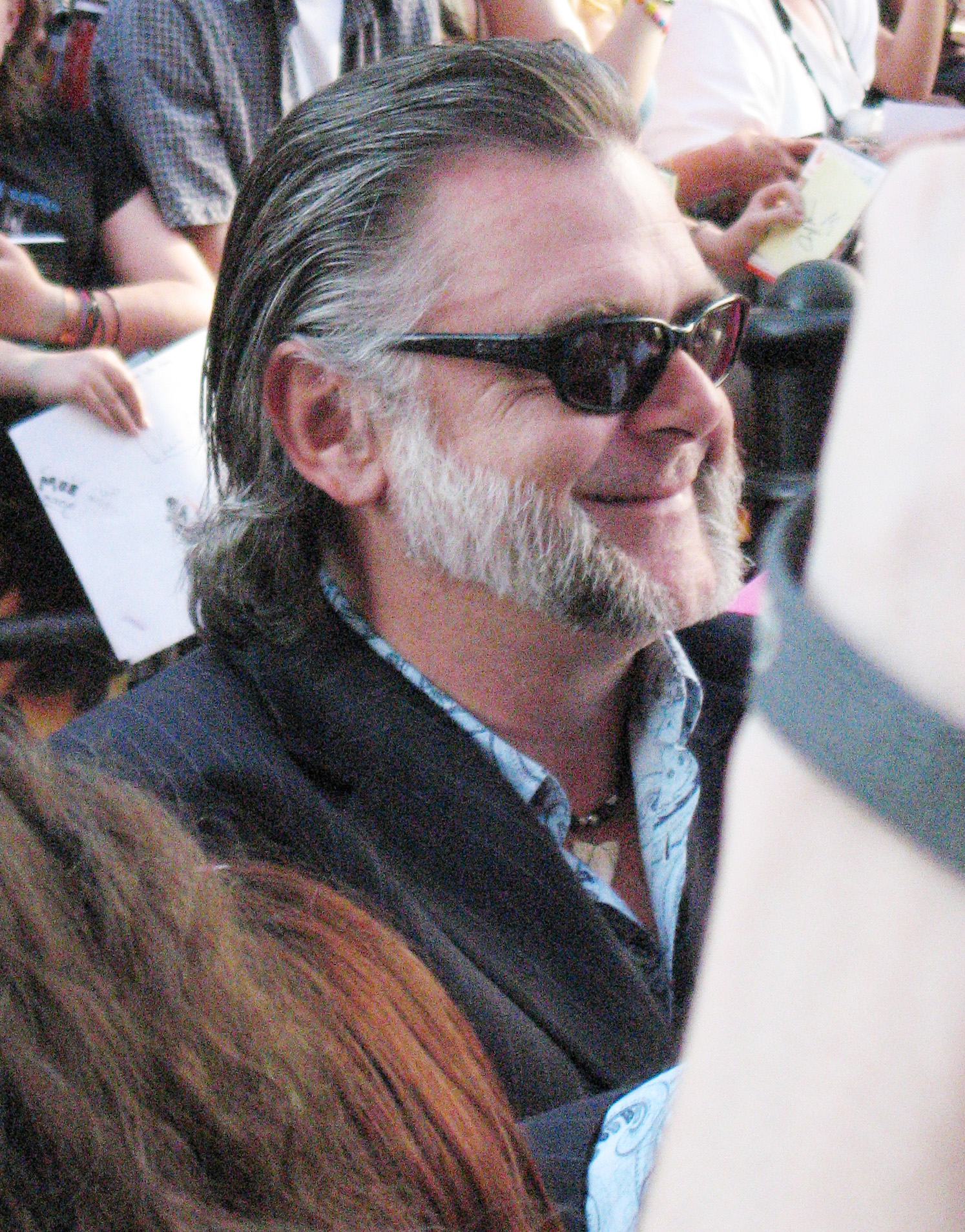
Kevin McNally.

- Interprété par Kevin McNally (VF : Bernard Métraux)

Frank Deveraux est un génie en informatique qui aide les Winchester dans leur lutte contre les Léviathan. Il a autrefois été sauvé par Bobby lors d'une affaire surnaturelle. Il lui aurait dit qu'un jour il lui renverrait l'ascenseur.
Alors que Sam et Dean sont recherchés pour des meurtres qui ont en réalité été commis par des Léviathans ayant pris leur apparence, Bobby envoie les garçons chez Frank, afin que celui-ci les aide à ne plus se faire repérer par les autorités. Il commence par leur donner de nouvelles identités, avec des noms d'agent ne faisant pas référence à des musiciens, et en leur conseillant de changer régulièrement de voiture car leurs doubles roulent avec une Impala parfaitement identique à celle de Dean.
Dean le recontacte après la mort de Bobby, afin qu'il travaille sur les chiffres que ce dernier a donné avant de rendre son dernier souffle. Il trouve finalement que ce sont des coordonnées qui indiquent un terrain récemment acheté par les entreprises Richard Roman, à savoir le chef des Léviathans. Ensuite, il enquête sur Richard "Dick" Roman, afin de savoir ce qu'il prépare réellement, mais il n'obtient aucun résultat à ce sujet, d'autant plus qu'il doit constamment se cacher, car selon lui, les Léviathans possèdent certaines personnes haut-placées dans la société qui pourraient le retrouver.
Plus tard, Sam et Dean viennent lui rendre une visite, mais ils ne découvrent personne dans la caravane de Frank, seulement des traces d'un combat qui a eu lieu et du sang répandu un peu partout. Sam et Dean supposent que Frank a été retrouvé par les Léviathans et dévoré. Il adorait rire de Dean de temps en temps, et il lui apprit notamment à pirater certains systèmes de sécurité.

#### Professeur Morrison
- Interprété par Harry Groener (VF : Gilbert Lévy)

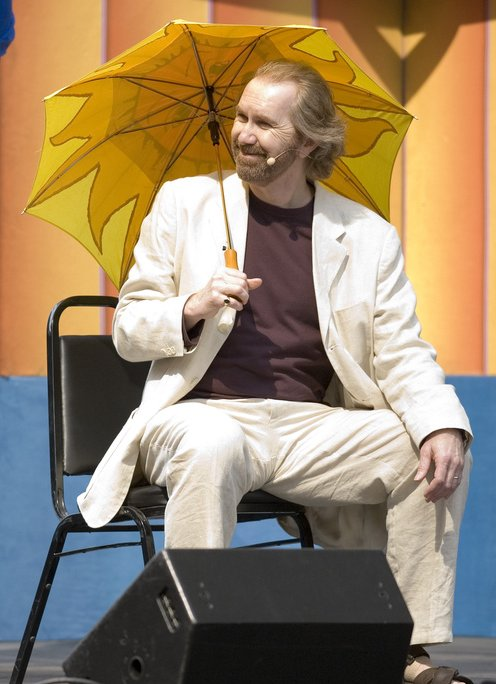
Harry Groener.

Le professeur Morrison est un expert d'anthropologie que Sam et Dean appels lorsqu'ils ont besoin d'aide sur une affaire impliquant d'étrange symbole retrouvés sur des victimes ayant été démembré de leurs mains et leurs pieds. Ils découvrent grâce à ses connaissances que les tueurs sont des Amazones, des descendantes de la déesse Harmonia et du dieu de la guerre Ares. Sam refait appel à lui plus tard pour comprendre un langage étrange impliqué dans les découvertes de victimes ayant eu leurs cœurs arrachés. Morrison détermine grâce à ses connaissances que c'est un ancien langage maya sur le dieu Cacao et plaisante en lui demandant s'il ne voudrait pas lui offrir un emploie de conseiller technique. On apprend plus tard que le professeur a déménagé en Papouasie-Nouvelle-Guinée pour étudier les insulaires Trobriand.

#### Amélia Richardson

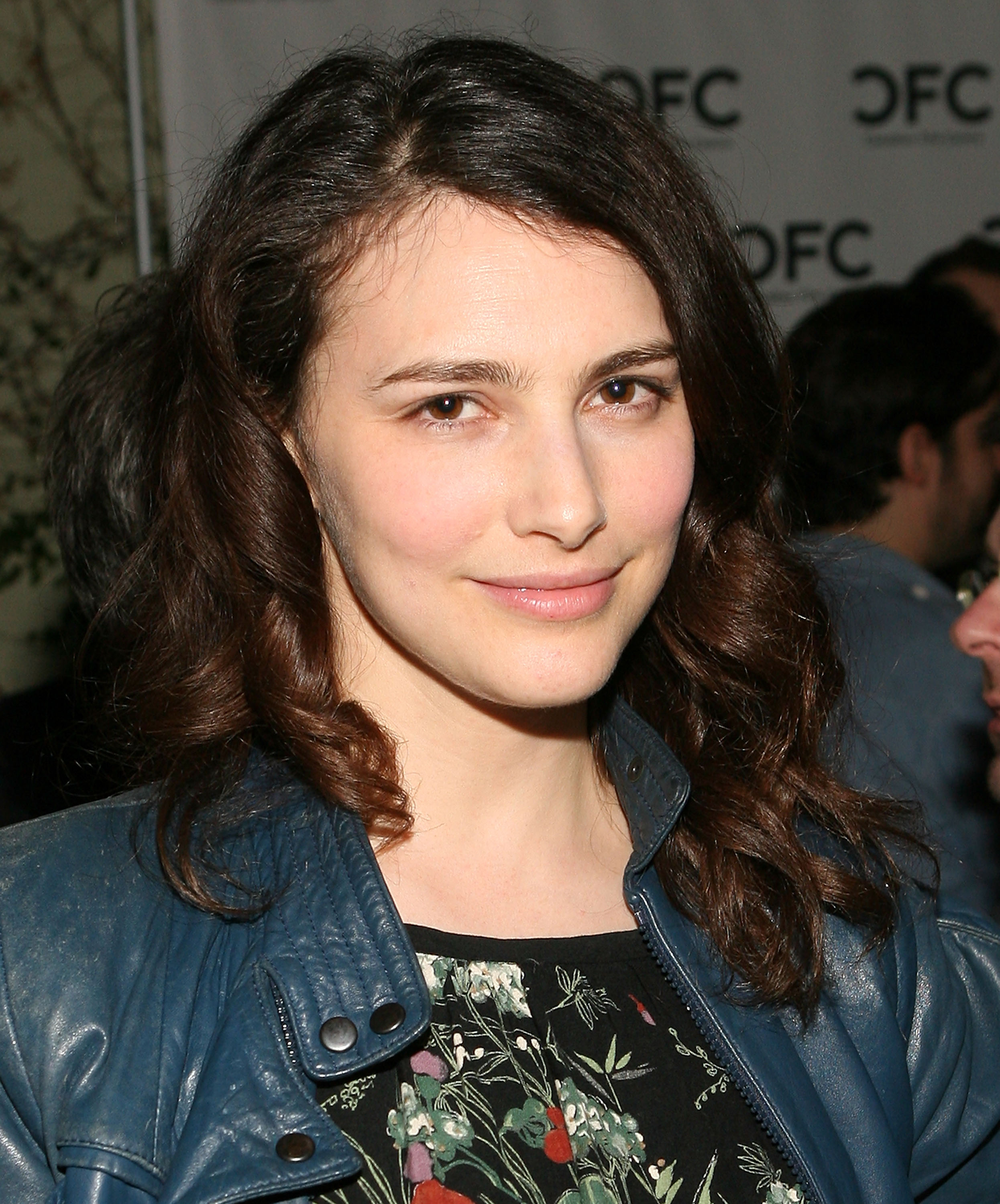
Liane Balaban en 2011.

- Interprétée par Liane Balaban (VF : Christine Lemler)

Amélia Richardson est une vétérinaire qui fait la connaissance de Sam après que celui-ci ait apporté un chien blessé dans sa clinique. Elle tombe amoureuse et pense fonder un foyer avec lui. Mais elle apprend que son mari, qu'elle croyait mort, est en réalité encore en vie. Sam décide alors de s'en aller. Cela correspond à la période pendant laquelle Dean est au purgatoire et Sam arrête de chasser.

#### Alex Jones
- Interprétée par Katherine Ramdeen (VF : Élisabeth Ventura puis Anne Tilloy)

Alex Jones est une jeune adolescente qui a été capturé par un nid de vampires quand elle était encore enfant dans le but de servir d’appât et de ramener des victimes pour les membres du nid. Même si elle les considère comme sa famille, elle décide de s’enfuir. Elle est retrouvée par le shérif Jody Mills qui fait appel aux frères Winchester. Ils vont détruire le nid de vampires et Alex sera adopté par Jody Mills.

#### Cole Trenton
- Interprété par Travis Aaron Wade (VF : Philippe Vincent)

Cole Trenton est un ex-marine à la recherche de Dean. Il pense que son père a été tué par ce dernier, qui serait selon lui une créature surnaturelle. Il finit par trouver Sam et le torture pour savoir où se trouve son frère. Mais Dean, alors possédé, n'a aucune intention d'aller aider son frère. Cole décide alors de se relancer à sa poursuite et Dean lui règle son compte pour qu'il arrête de le poursuivre. Plus tard, quand Dean retrouve son état normal, il raconte la vérité à Cole sur la mort de son père.

#### Kelly Kline
- Interprété par Courtney Ford (VF : Claire Baradat)

Kelly est l'assistante du président des États-Unis. Elle entretient liaison avec lui et quand celui-ci se retrouve possédé par Lucifer elle découvre qu'elle est enceinte. Castiel et les frères Winchester veulent mettre un terme à cette grossesse car l'enfant, appelé Néphilim, représente une trop grande menace pour le monde. Mais Kelly décide de s'enfuir pour protéger son enfant, qu'elle ne croit pas maléfique. Alors qu'elle se fait attaquer par des Anges, elle est secourue par Dagon, un démon aux yeux jaunes. Très vite, elle devient la prisonnière du démon. Castiel réussit à retrouver sa trace et, alors qu'il veut tuer le fœtus, il reçoit une vision lui montrant que l'enfant n'est pas maléfique. À son tour, il décide de protéger Kelly. Elle mourra plus tard en donnant vie à l'enfant.

#### Rick Sanchez
- Interprété par Stephen Lobo (VF : Yann Peira)

Rick Sanchez est le chef de la sécurité de Jefferson Rooney, le président des États-Unis. Lorsque les Winchester viennent tenter d'exorciser le président de Lucifer, Lucifer lui dira implicitement à Rick d'éliminer les Winchester. Persuadé que les Winchester sont une menace, il réussit à les arrêtés après qu'ils ont exorcisés Lucifer, pensant qu'ils ont tentés d'assassiner le président. Il les amène ensuite à une prison gouvernementale secrète dans le but de les interroger pour connaître leur relation. Les Winchester finissent par s'échapper et Rick veut alors les tuer, pensant qu'ils sont des psychopathes dangereux. Les deux frères mettent à terre ses hommes et le prévienne que s'il continue, ils le tueront. Cependant, Arthur Ketch, envoyé par Mick Davies pour éliminer tout les témoins, tue tous les membres de la prison, y compris Rick. Le nom de son personnage est inspiré de celui de Rick et Morty.

#### Vincent Vincente

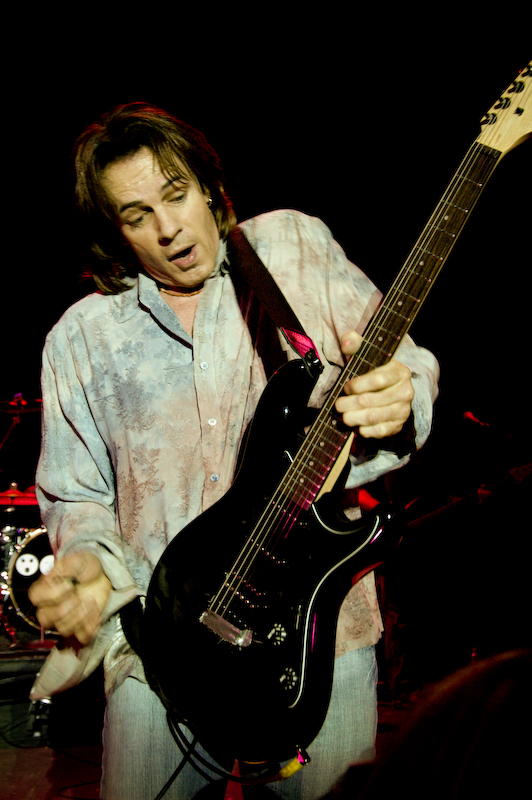
Rick Springfield.

- Interprété par Rick Springfield (VF : Charles Borg)

Vincent 'Vince' Vincente est un musicien leader du groupe Ladyheart. Il est ravagé par la disparition de sa fiancée et noie son chagrin dans l'alcool. Alors qu'il est seul dans sa chambre d’hôtel, il reçoit la visite de Lucifer, avec l'apparence de sa fiancée morte, qui lui demande la permission de prendre son corps. Vince accepte et devient ainsi le nouveau véhicule de Lucifer. Mais son corps n'est pas assez fort pour accueillir le Diable et se détériore petit à petit. Néanmoins, Lucifer aura le temps de profiter de la notoriété de Vince pour s'amuser à torturer certains de ses fans.

### Démons

#### Azazel

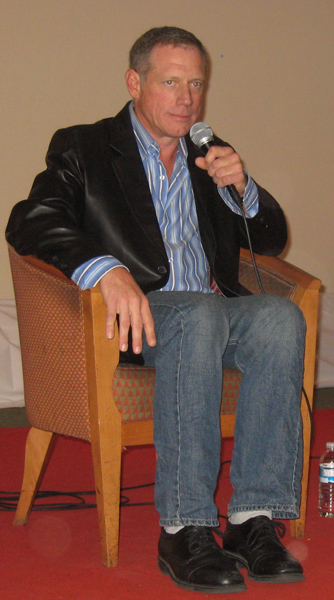
Fredric Lehne.

Note : Azazel utilise également comme véhicule d'autres personnages de la série tels que John, Tessa, le Dr Brown ou Samuel Campbell. Il est également interprété dans la première saison par Kaare Anderson, qui l'interprète lorsqu'il est dans l'ombre.
- Interprété par Fredric Lehne (VF : Patrice Baudrier)

En colère et pour se venger de sa propre damnation éternelle, Azazel prend plaisir à infliger de la douleur (psychologique ou physique) aux autres, à un point tel que même les autres démons le considèrent comme cruel. Avec un sens de l'humour sadique, il aime jouer avec les émotions de ses victimes en les convainquant que leurs pires craintes sont vraies avant de les tuer.
Azazel, alias le démon aux yeux jaunes, est le démon qui a tué Mary Winchester, la mère de Sam et Dean ainsi que toutes les personnes qu'elle connaissait. Il se fera tuer par Dean avec le Colt.
Nous découvrons plus tard que Azazel est en fait un des quatre princes de l'enfer tout comme Ramiel qui se fera assassiner par les frères Winchester à l'aide de la lance de l'Archange Michel.

#### Meg Masters

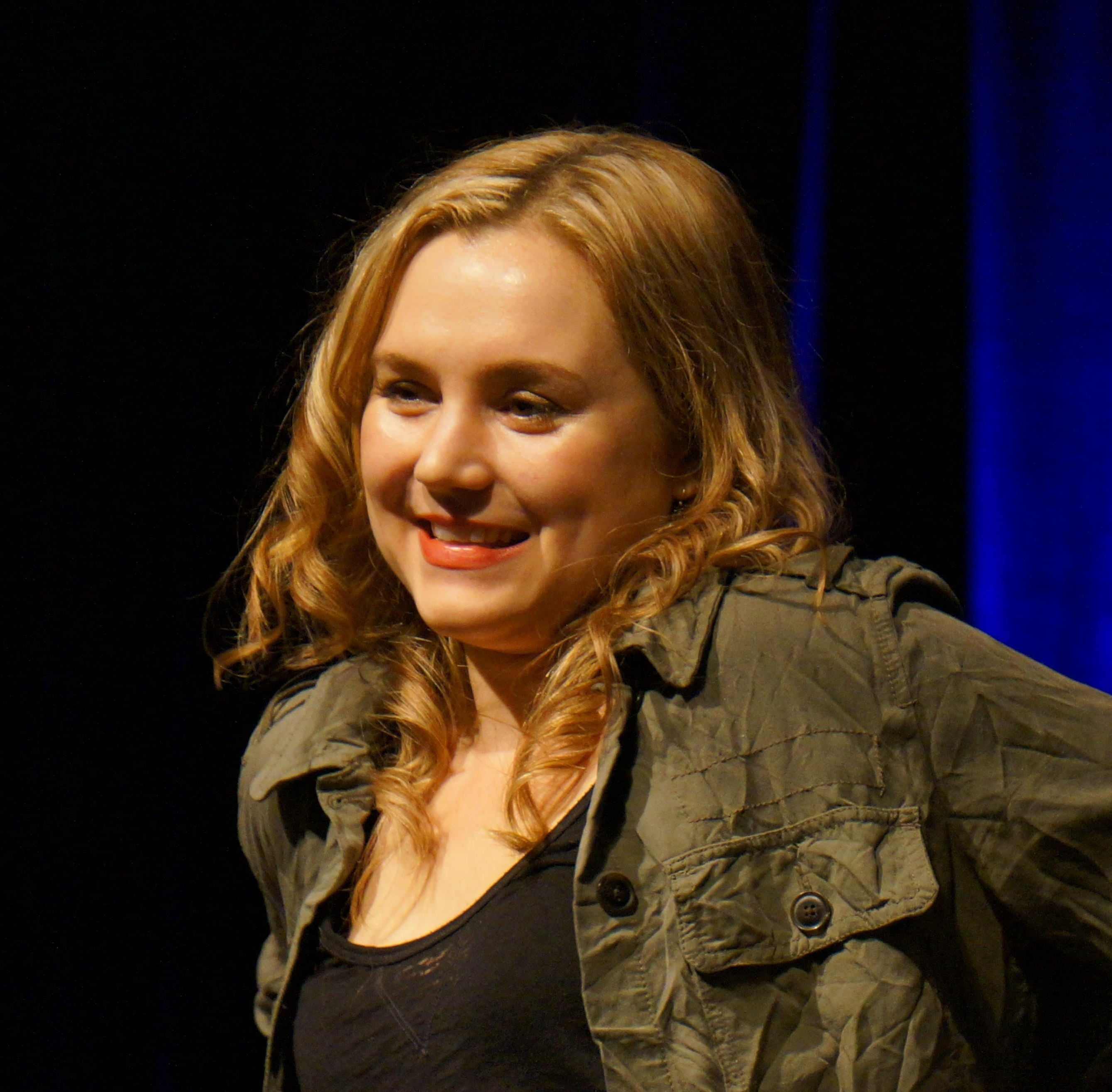
Rachel Miner.

- Interprété par Nicki Aycox puis Rachel Miner (VF : Sylvie Jacob)

Meg est un démon qui rencontre Sam Winchester en se faisant passer pour une simple auto-stoppeuse. Elle recroisera la route des Winchester quand elle tuera presque tous les plus proches amis de John Winchester pour pouvoir récupérer le Colt. Mais Sam et Dean réussiront à la piéger dans le cercle de Salomon chez Bobby, elle résiste à la torture en racontant aux garçons des mensonges sur la mort de leur père. Ils continuent à la torturer jusqu'à ce qu'elle lâche prise et dise où se trouve leur père, Meg retourne alors en enfer.
Elle réapparait plus tard et affronte à plusieurs reprises les Winchester. Mais au fil des épisodes, elle commence à devenir une alliée des Winchester en les aidant contres diverses menaces.

#### Lilith
- Interprété par Sierra McCormick (VF : Fily Keita) puis Katherine Boecher (VF : Fily Keita)

Lilith est le démon possédant le contrat de Dean et c'est aussi la première humaine transformée en démon par Lucifer. Elle essaiera de détruire 66 des 600 sceaux. Les sceaux sont comme les verrous d'une porte, et s'ils sont tous détruits, alors Lucifer sera libéré. Elle est finalement tuée par Sam (grâce au sang de Ruby), mais Lucifer est libéré car la mort du premier lieutenant de Lucifer (Lilith) était le dernier sceau.

#### Alastair
Pour les articles homonymes, voir Alastair.
- Interprété par Mark Rolston (VF : Michel Bedetti) puis Christopher Heyerdahl (VF : Serge Faliu)

Alastair est un démon de rang supérieur que Dean a rencontré en enfer. Chaque jour, il demandait à Dean, à la fin de la journée, s'il voulait torturer des âmes. Dean refusa pendant 30 ans, puis, ne supportant plus la torture perpétuelle, accepta et ce pendant les 10 années suivantes jusqu'à sa résurrection par les anges. Cela brisa le premier des 66 sceaux qui libéreront Lucifer des enfers. Lorsque Dean est libéré des enfers (grâce à Castiel), Alastair voudra capturer Anna. Plus tard, Alastair sera capturé par Uriel et Castiel et se fera torturer par Dean qui voudra savoir qui tue les anges. Il sera ensuite libéré par Uriel, qui était en fait un traître : c'est lui qui a tué les anges (la seule créature capable de tuer un ange est un autre ange). Dans un épisode, il est possible de voir que le couteau de Ruby ne tue les démons que si la lame est complètement enfoncée dans le corps du démon comme lors de la bataille entre Castiel et Alastair où l'ange tenta d'enfoncer le couteau plus profondément dans l'épaule du démon, sans succès puisqu'Alastair l'empêcha de le faire totalement. Alastair se fera ensuite tuer par Sam, qui a maintenant le pouvoir de tuer les démons, alors que le démon allait vaincre l'ange.

#### Abaddon

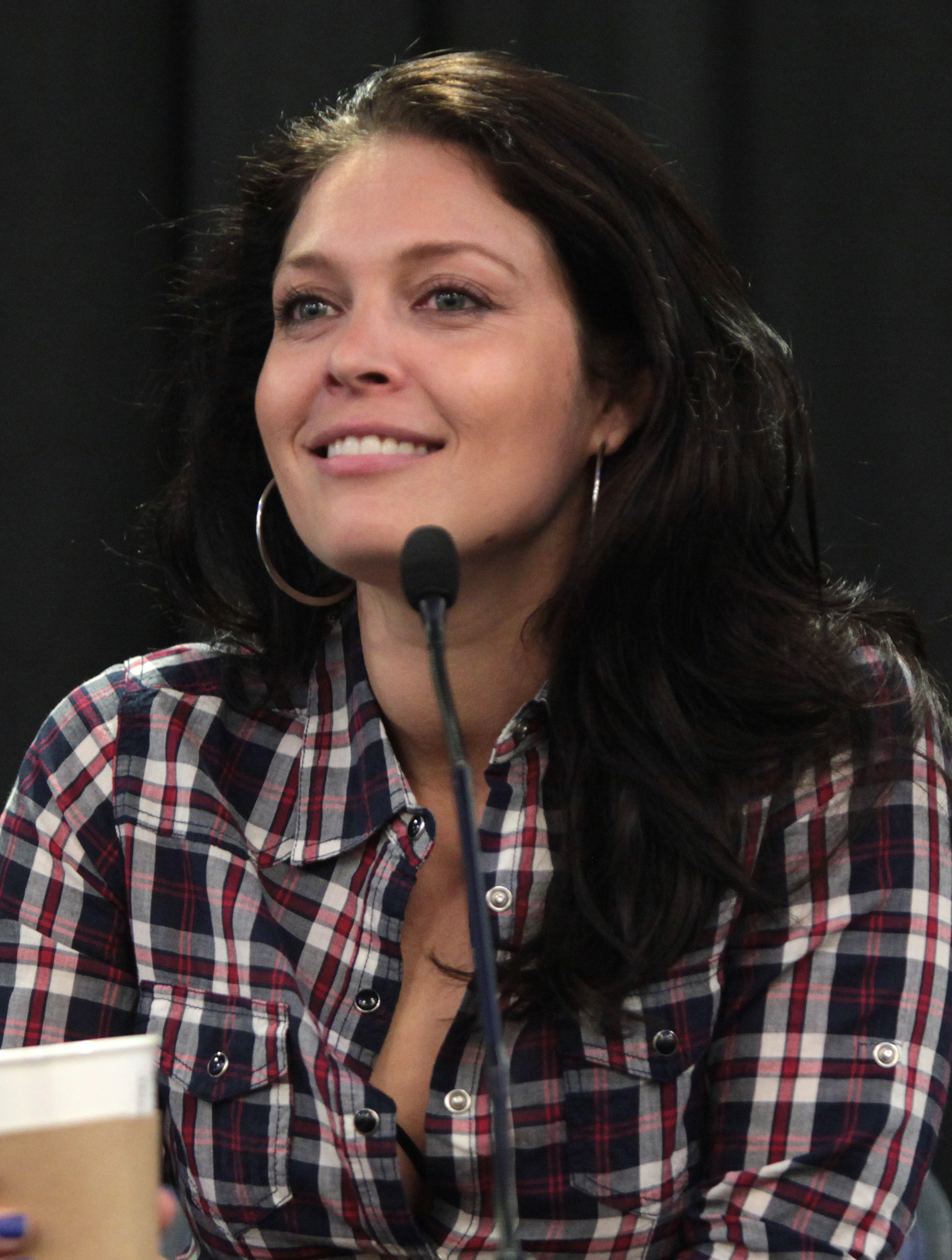
Alaina Huffman en 2015.

- Interprété par Alaina Huffman (VF : Olivia Nicosia)

Abaddon est un démon de rang supérieur, autrement dit un Chevalier de l'Enfer. Contrairement aux autres démons de rang supérieur, elle est la seule qui ait les yeux noirs comme les démons de rang inférieur. Elle était la dernière représentante de son ordre avant de se faire tuer par Dean, mise à part son mentor Caïn. Elle est en grande partie responsable de la disparition des Hommes de Lettres américains. Tous les démons la croyaient morte mais, en réalité, elle a suivi Henry Winchester jusqu'à l'année 2013.
Lors de sa première apparition, elle cherche, dans un premier temps, à obtenir l’héritage de la société des Hommes de Lettres, en voulant obtenir la clé de leur siège, et par la suite elle tente de se venger de Crowley, en découvrant que le démon des croisements est devenu Roi de l’Enfer en son absence.
Plus tard, elle devient plus ambitieuse quand elle tente par tous les moyens de devenir reine et étendre sa domination sur une planète envahit d’anges déchus.

#### Caïn
Pour les articles homonymes, voir Cain (homonymie).

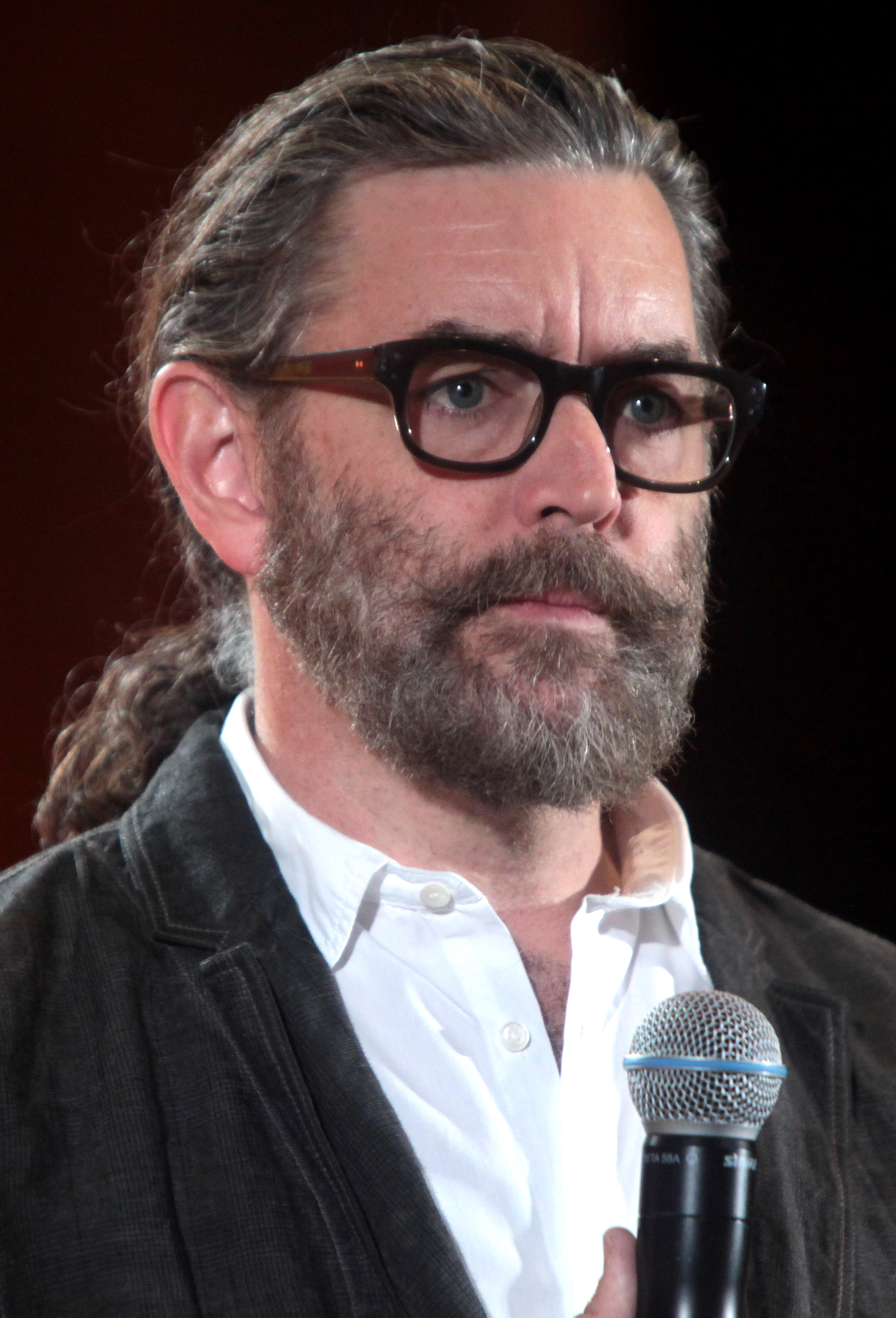
Timothy Omundson en 2016.

- Interprété par Timothy Omundson (VF : Bernard Métraux)

Caïn est le fils aîné d'Adam et Eve et le grand frère d'Abel, c'est un démon à la retraite longtemps connu comme le Père du Meurtre, le premier meurtrier de l'humanité ainsi que le mentor des Chevaliers de l'Enfer. Il raconte qu'il est devenu un démon à la suite d'un accord avec Lucifer : Caïn lui offrait son âme si Lucifer arrêtait de se servir de son frère comme souffre-douleur et le laissait aller au Paradis. Lucifer accepta à la condition que ce soit Caïn qui tue son propre frère, ce que Caïn fit, et il fut ensuite emmené en Enfer par le Diable où il devient le premier chevalier de l'Enfer, avec la Marque de Caïn. Caïn transmit la marque à Dean pour qu'il puisse tuer Abaddon grâce à la marque.
Caïn et Abel sont les ancêtres directs de Dean et Sam Winchester, selon les dires de l'Archange Michel, leur sang coule dans leurs veines.

#### Dagon
- Interprété par Ali Ahn (VF : Marie Zidi)

Comme Azazel, Dagon est un démon aux yeux jaunes et donc un des quatre princes de l'enfer. Elle travaille pour Lucifer et a pour mission de veiller sur Kelly Kline, la mère du néphilim. Elle espérait avoir une place de choix aux côtés de Lucifer quand celui-ci dominera le monde mais est tué par Castiel, grâce à la force du néphilim.

#### Asmodeus
- Interprète par Jeffrey Vincent Pariz (VF : Serge Faliu)

Frère d’Azazel, de Dagon et Ramiel, Asmodeus est un démon aux yeux jaunes et prince de l'enfer. Il occupe le trône de l’Enfer en attendant le retour de son créateur, Lucifer. Il désire plus que tout retrouver le fils de celui-ci, Jack, afin de le former et de le voir sur le trône.

### Anges

#### Raphaël
- Interprété par Demore Barnes (VF : Gilles Morvan puis Jérôme Keen) puis Lanette Ware (VF : Pascale Jacquemont)

Raphaël est l'un des quatre Archanges créés par Dieu. Il est le frère aîné de Gabriel, mais encore plus jeune que Michel et Lucifer, faisant de Raphaël le troisième archange fils de Dieu. À la création de l'humanité, Raphaël a encouragé Michel et les autres anges à se prosterner mais à l'opposition de Lucifer qui s'est rebellé, Raphaël a suivi la voie de Michel, tandis que le conflit entre Michel et Lucifer a fait fuir Gabriel du paradis
Raphaël est l'archange qui est responsable du meurtre de Castiel. Il est l'ange gardien du prophète Chuck Shurley, il tua Castiel parce qu'il voulait empêcher la libération de Lucifer et réécrire l'histoire du prophète. Selon Castiel, Raphaël a été l'une des rares personnes qui connaissait l'emplacement de Dieu. En plus de savoir l'emplacement de Dieu, il est l'un des quatre anges qui ont vu Dieu en personne.

#### Gabriel / L'embrouilleur

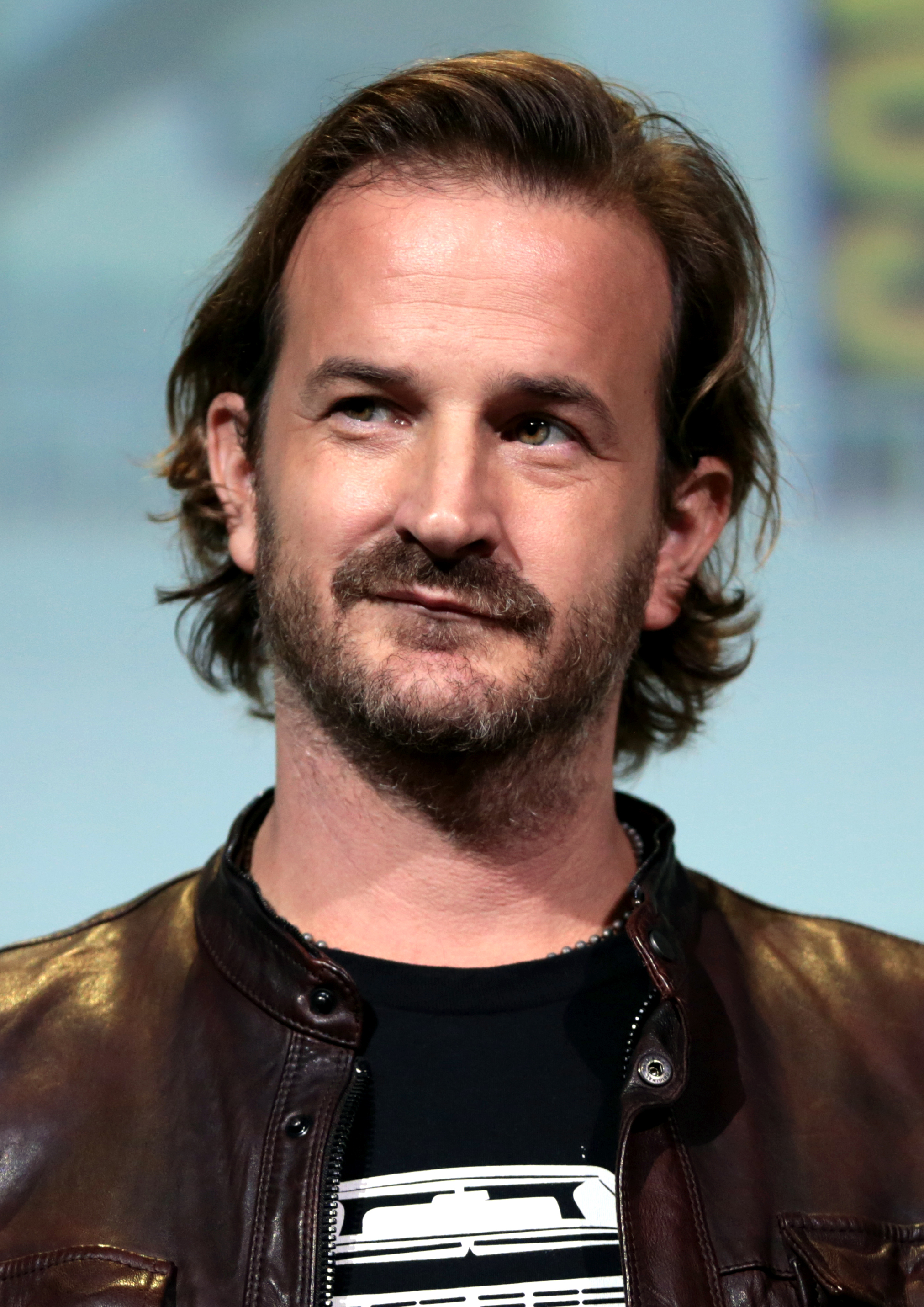
Richard Speight Jr. en 2015.

- Interprété par Richard Speight Jr. (VF : Constantin Pappas)

Gabriel est le plus jeune des Archanges mais toujours très puissant. Il est très compatissant envers sa famille. Bien qu'il ait été le premier céleste à être vu dans la série, il est le dernier Archange à être révélé. La rébellion de Lucifer, et sa trahison envers sa famille, et surtout le mépris de son grand frère Michel, l'ont poussé à fuir. Ne pouvant pas supporter ce conflit familial et la disparition de leur père, Gabriel fuit le paradis pour se poser sur Terre.
L'Apocalypse étant la conséquence du conflit entre ses grands frères, Gabriel ne pouvait y échapper. Il aimait son père et ses frères, mais il était incapable de choisir son camp entre Michel et Lucifer. C'est pour cela qu'il décrit sa fuite comme une nouvelle vie. Après cela, il s'est lui-même entré dans le système de « protection des témoins » et a commencé à se présenter comme un embrouilleur, un dieu païen. Il a donc changé de nom pour se faire une place dans la divinité païenne. Il n'est donc pas un escroc ordinaire et il se fait passer pour le célèbre dieu nordique, Loki. Lui et ses trois grands frères archanges ont toujours su que les frères Winchester sont censés être les véritables hôtes de Michel et Lucifer, puisqu'ils sont les descendants des premiers humains créés par Dieu : Caïn et Abel.

#### Michel
- Interprété principalement par Jake Abel (VF : Donald Reignoux) et Christian Keyes (VF : Patrick Delage).

Note : Michel prend aussi possession du corps de Dean.
Michel est le premier archange, fils aîné de Dieu, ce qui fait de lui le plus puissant des archanges au Ciel. En l'absence de Dieu, Michel est le vice-roi du paradis, contrôlant également l'armée céleste, jusqu’à sa chute dans la cage de Lucifer. Il se réfère à Lucifer comme son petit frère. Il a pris soin de lui, et il l'a pratiquement élevé tout seul.
Michel fut témoin de la création de l'humanité par Dieu. Ce dernier demanda par honneur à sa dernière création que le corps céleste, comprenant aussi bien les archanges que les anges, se prosterne par amour. Michel a donc été le premier à s'incliner, plus pour répondre à la demande de son père que par amour de son chef-d'œuvre. Ne voulant pas s'incliner devant les humains, Lucifer se tourna vers Michel, mais celui-ci refusa de l'aider et Dieu ordonna à Michel d'envoyer Lucifer dans la cage de l'Enfer. C'est après avoir envoyé Lucifer dans la cage que Michel va se sentir responsable et être destiné à tuer son petit frère Lucifer.
À la suite de cela, l'archange Michel va ordonner aux Cupidons de faire apparaître une descendance, afin de pouvoir contenir toute sa puissance dans un hôte humain, sur Terre. Ce dernier est donc représenté comme l'arme de Saint Michel, capable d'affronter Lucifer. Cet hôte est Dean Winchester. Dean est donc lié à Michel par le destin, ce lien définit le caractère de l'un et de l'autre. En effet, Michel a toujours été foncièrement loyal, fidèle et obéissant envers son père toujours absent, cette situation est la même que celle Dean et son père.
Dean refusant d'être le véhicule de l'Archange Michel, les anges décident de ressusciter Adam, le demi-frère des Winchester, afin d'être le nouveau véhicule de Michel. Même s'il n'est pas le véhicule idéal, il est du même sang que John Winchester, et donc la possession peut fonctionner. En réalité, sa résurrection est un piège tendu à Dean, afin de le forcer à dire oui à Michel. Cela ne fonctionne pas et Michel prit possession du corps d'Adam, par défaut. On le revoit plus tard, possédé par Michel et prêt à affronter Lucifer, qui possède Sam. Mais Dean arrive avant le début de la bataille, et Castiel jette une bouteille d'huile sacrée sur Michel, ce qui le fait disparaître de la scène pendant quelques minutes. Sam parvient à reprendre contrôle de son corps et ouvre la Cage, prêt à se jeter dedans avec Lucifer pour annuler l'Apocalypse. Adam/Michel revient juste avant qu'il ne saute, tentant d'empêcher Sam de sauter, mais il l'entraîne dans sa chute. La cage compte donc Lucifer, Michel et les âmes de Sam et d'Adam.

#### Uriel

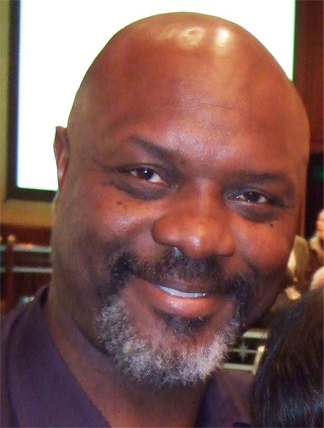
Robert Wisdom en 2014.

- Interprété par Robert Wisdom (VF : Jean-Louis Faure) puis Matt Ward

Uriel est un ange misanthrope possédant une grande force angélique. Il n'hésite pas à recourir à des mesures extrêmes pour obtenir ce qu'il veut. Lui, Castiel et d'autres anges ont formé une unité de soldats célestes.
Uriel apparait avec Castiel et semble désireux de faire disparaître une ville afin que le sceau qui retient Samhain ne soit pas brisé mais il laisse du temps à Sam et Dean pour empêcher cet événement. Plus tard, il est révélé que Castiel et Uriel devaient obéir aux ordres de Dean, car cet événement était un test pour évaluer les compétences de Dean.
Uriel réapparaît avec Castiel, pour tuer Anna Milton, un ange déchu tombé sur Terre. Mais celle-ci réussira à les renvoyer temporairement au ciel. Par la suite, Uriel apparaît dans un rêve de Dean et le menace afin qu'il lui remette Anna, lui révélant qu'il possède sa grâce angélique. Dean lui temps un piège, donnant rendez-vous à Uriel et Castiel en même temps que les démons qui poursuivent Anna. Lors du combat qui s'ensuit, Anna réussit à récupérer sa grâce en la volant à Uriel.
Malgré cela, Uriel est promu au-dessus de Castiel par ses supérieurs hiérarchiques, car Castiel a trop d'empathie pour Dean. Uriel enlève alors Dean, pour l'obliger à torturer Alastair, afin de découvrir la personne à l'origine du meurtre de plusieurs anges. On apprend alors qu'en réalité Uriel mène un complot envers son propre camp, le conduisant à tuer tous les anges qui ne souhaitent pas l'aider dans sa quête vers l'Apocalypse. Il libère Alastair contre Dean et propose à Castiel de le rejoindre dans son dessein. Comme il refuse, Uriel l'attaque et est alors tué par Anna, venue au secours de Castiel.
Plus tard, Anna fait appel au Uriel du passé, lorsqu'elle remonte le temps en 1978, pour qu'il l'aide à tuer les parents de Dean et Sam afin d'empêcher la naissance de Sam. Elle ment à Uriel en lui disant que ce sont les frères qui vont le tuer dans le futur. Toutefois, Michel intervint, tuant Anna et renvoyant Uriel dans le ciel.

#### Zacharie

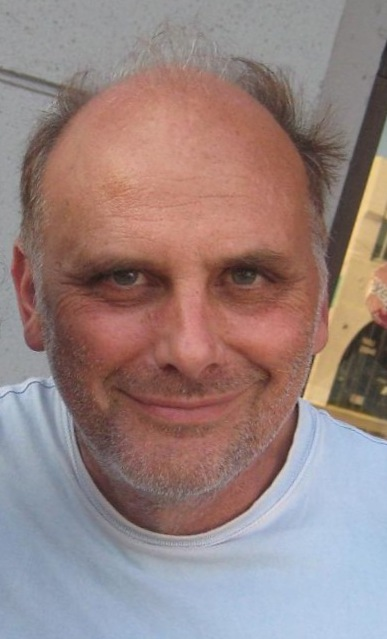
Kurt Fuller en 2008.

- Interprété par Kurt Fuller (VF : Patrice Dozier)

Zacharie est le supérieur de Castiel. Il a davantage l'allure d'un ange « bureaucrate » que d'un ange soldat. Il intervient sur Terre à contrecœur (car il n'apprécie pas le fait de se retrouver à l'intérieur d'un corps humain) pour raisonner Dean sur sa vraie nature, sur sa destinée. Zacharie considère les humains comme des insectes et des êtres dégénérés, mais ne semble pas les haïr en particulier. Il révèle à Dean qu'en réalité, les anges ne veulent pas empêcher l'Apocalypse mais la provoquer, car selon eux c'est quelque chose d'inévitable et qui permettrait à l'humanité de repartir du bon pied. Pour cela les anges de classe supérieur manipulent ceux des classes inférieures (comme Castiel), à qui ils font croire qu'ils ont pour ordre d'empêcher à tout prix l'Apocalypse (alors que tout est joué d'avance) et que cette mission vient de Dieu (alors qu'en réalité, Dieu a quitté le Paradis depuis des millénaires).
Une fois l'Apocalypse déclenchée, Zacharie a pour mission de révéler que Dean et Sam sont les véhicules respectifs de Michel et Lucifer et il va essentiellement se focaliser sur Dean, en faisant tout pour le convaincre de donner son consentement à Michel : il le torture, l'envoie dans le futur pour lui montrer à quoi le monde ressemblera s'il refuse. Il poursuivra même Sam et Dean lorsque ceux-ci sont envoyés au Paradis dans l'épisode 16. Mais Sam et Dean lui glissent sans cesse entre les doigts et Zacharie finit par être démis de ses fonctions et est exilé sur Terre, raillé par ses frères car il était considéré comme un des meilleurs anges. Dans l'épisode 18, les anges le recontactent et décident de lui donner une seconde chance pour une nouvelle mission : ressusciter Adam, le demi-frère de Sam et Dean et fils de John Winchester, en lui faisant croire qu'il est le véhicule de Michel, ce qui est techniquement possible puisqu'il est le descendant de John Winchester. Mais il n'est pas vraiment le candidat idéal, Dean étant privilégié, car il était convenu depuis la nuit des temps que ce serait lui le véritable véhicule. Adam servira en fait de guet-apens pour piéger Dean et Sam. Zacharie devra alors forcer Dean à accepter Michel, sous peine de quoi il continuera de torturer Sam et Adam. Dean se résigne à dire oui, à deux conditions : que certaines personnes soient protégées de la fin des temps et que Michel réduise en cendres Zacharie. Ce dernier agrippe alors Dean, qui en profite pour saisir une épée céleste qu'il avait caché dans sa manche, et transpercer le crâne de Zacharie, qui mourut sur le coup.

#### Anna Milton

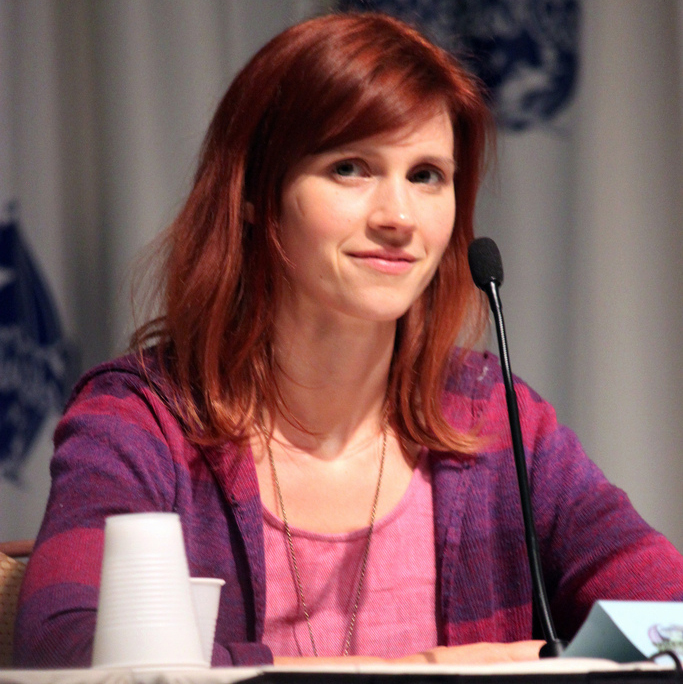
Julie McNiven.

- Interprété par Julie McNiven (VF : Nadine Girard)

Anna est enfermée dans un hôpital psychiatrique car elle entend des voix et ne sait pas qui elle est. Elle arrive à s'enfuir et sera peu de temps après recherchée par les deux frères, car Anna semble en savoir beaucoup sur l'Apocalypse. Par la suite, on apprend qu'elle entend les conversations des anges et sera poursuivie par ces derniers qui voudront l'éliminer. Anna arrive à faire fuir les anges et à l'aide de Pamela, se souvient de qui elle est : Anna est en réalité un ange qui a été déchu. Avec l'aide de Sam et Dean, elle essaiera de retrouver sa grâce mais en vain. Elle se rapproche de Dean en lui disant qu'elle connaît son secret et aura une aventure avec lui. C'est lors de la bataille entre anges et démons qu'Anna retrouvera sa grâce angélique, s'envolant immédiatement. Anna réapparaît dans l'épisode 16 pour parler à Castiel qui se sent perdu. Elle réapparaîtra également dans l'épisode 20, à l'arrière de l'Impala pour prévenir les deux frères qu'il est arrivé quelque chose à Castiel. Anna ira ensuite voir Castiel pour lui demander pourquoi il a laissé Sam s'enfuir. Castiel lui dira alors qu'il suit les ordres. Anna lui répondra que c'est le mauvais choix et disparaîtra dans la lumière, emmenée par deux autres anges.
Plus tard, Anna réapparaît devant Dean et lui dit qu'elle était séquestrée et torturée dans le ciel après que Castiel l'y ait envoyée et qu'elle s'est échappée. Elle lui dit qu'elle ne peut pas le trouver et lui demande de venir la rejoindre quelque part avec Sam. Mais Castiel arrive à leur place et découvre qu'elle a l'intention de tuer Sam. Anna lui apprend qu'elle veut tuer Sam pour que Lucifer n'ait plus de véhicule. Castiel annonce à Anna que si elle tente de tuer Sam, il n'hésitera pas à la tuer. Anna décide de remonter le temps, jusqu'en 1978, afin de tuer les parents de Sam et Dean et ainsi empêcher la naissance de Sam. Mais Castiel part avec Sam et Dean pour l'en empêcher. Anna fait appel à Uriel pour l'aider à tuer les Winchester. Mais Michel, qui a pris John pour véhicule, intervient, renvoie Uriel au ciel et tue Anna.

#### Balthazar

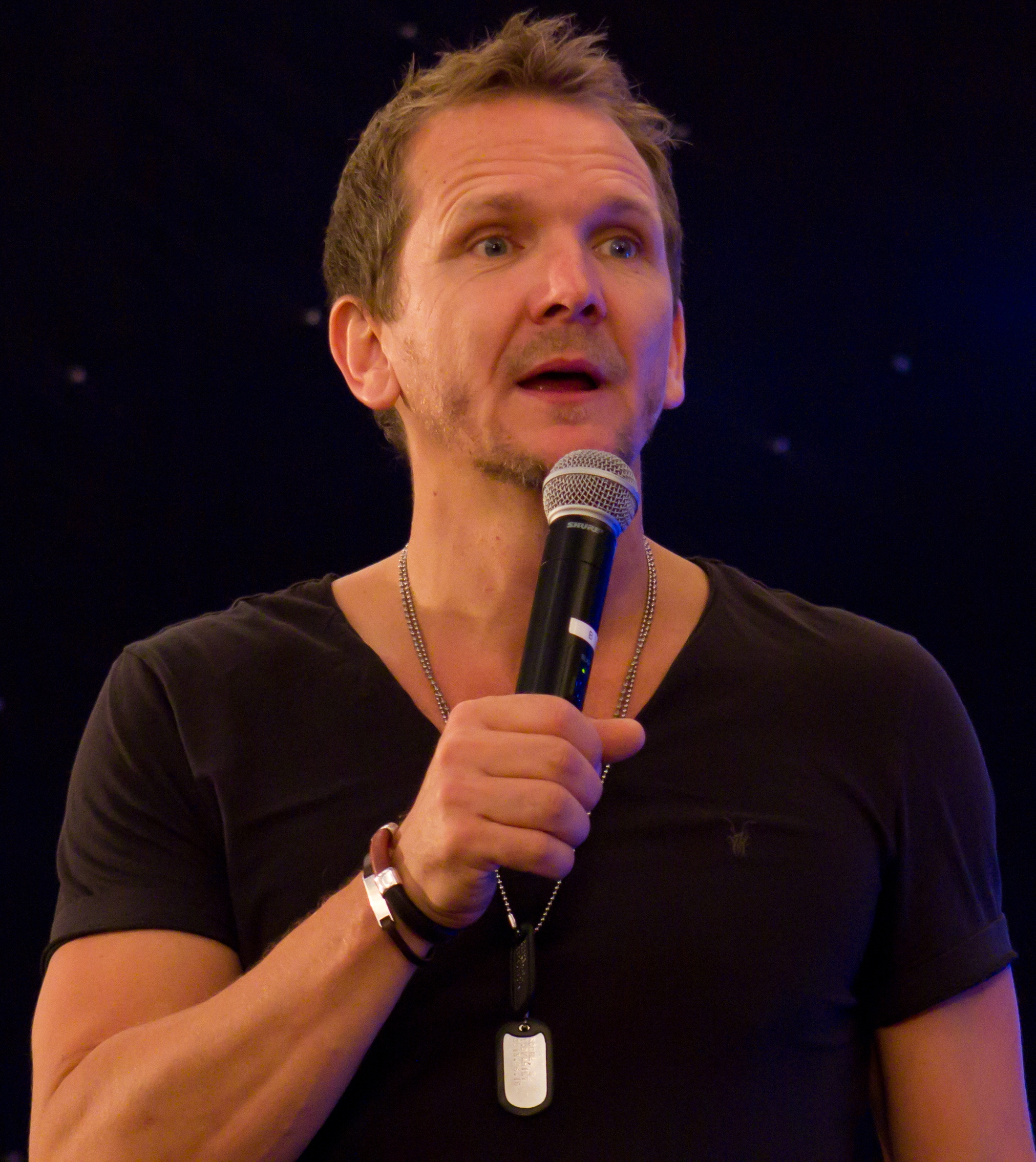
Sebastian Roché en 2013.

- Interprété par Sebastian Roché (VF : Emmanuel Gradi)

Balthazar est un ange. C'est une très bonne connaissance de Castiel. C'est un ange ayant commis des actes qu'aucun autre ange n'avait effectué depuis la Création.
Sam le contacte dans l'épisode 11 de la saison 6, afin de connaitre un moyen pour que son âme ne réintègre pas son corps. Balthazar accepte de l'aider gratuitement car il déteste Dean (qui, pendant ce temps, joue le rôle de la Mort pour récupérer l'âme de Sam) et lui dit que son corps doit être "pollué" en tuant quelqu'un qui est comme un père pour lui. John Winchester étant mort, il doit donc tuer Bobby. Mais il échoue et Sam récupère son âme de force.
Dans l'épisode 22, il indique à Dean et Bobby où se trouve le quartier général de Castiel, qui est presque sur le point de trouver le Purgatoire. Plus tard il est appelé au QG par Castiel, qui l'informe que ses espions lui ont raconté que les Winchester étaient sur la route et se dirigeaient vers eux. Balthazar prend un air innocent mais Castiel sait que Balthazar l'a trahi. Il se téléporte derrière lui et le poignarde dans le ventre en lui disant « Je sais que je pourrais toujours te faire confiance… » ce qui scelle son destin.

#### Naomi

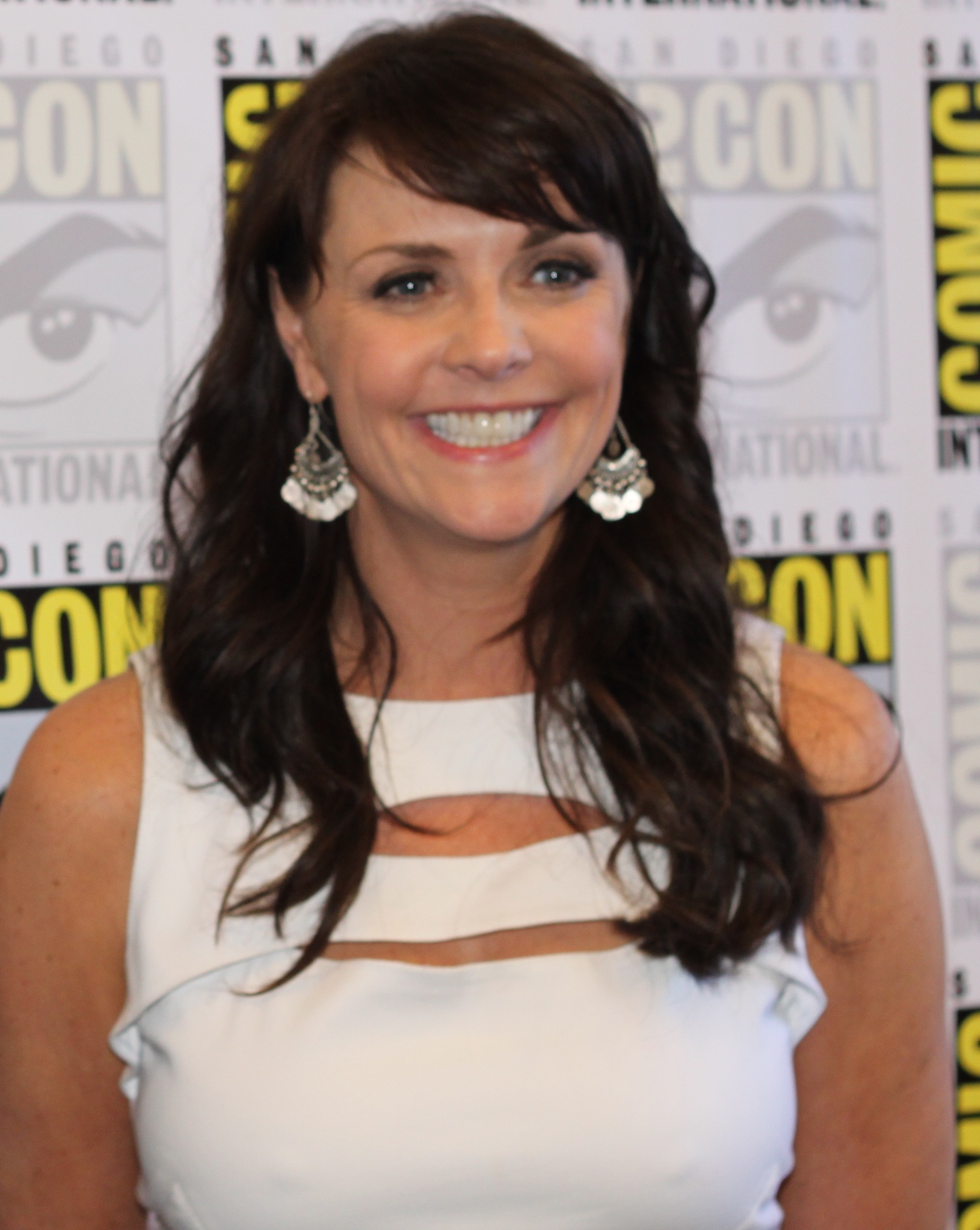
Amanda Tapping en 2012.

- Interprété par Amanda Tapping (VF : Hélène Chanson)

Naomi est l'ange responsable de la libération de Castiel du Purgatoire, qui a coûté la vie à plusieurs anges. Elle détient un certain pouvoir sur les anges. Elle ordonne à Castiel qui est sous son emprise de surveiller Dean et Sam et de lui donner des informations sur leurs actions à venir. Elle demandera à Castiel d'aller sauver Samandriel qui fut capturé par Crowley, puis elle ordonna après son sauvetage que celui-ci soit exécuté par Castiel afin de savoir s'il a parlé de la tablette de dieu à Crowley, par peur d'être exilé définitivement au Paradis. Alors qu'on la croit tuée par Metatron à la fin de la saison 11, elle réussit à survivre grâce à l'aide des anges.

#### Metatron

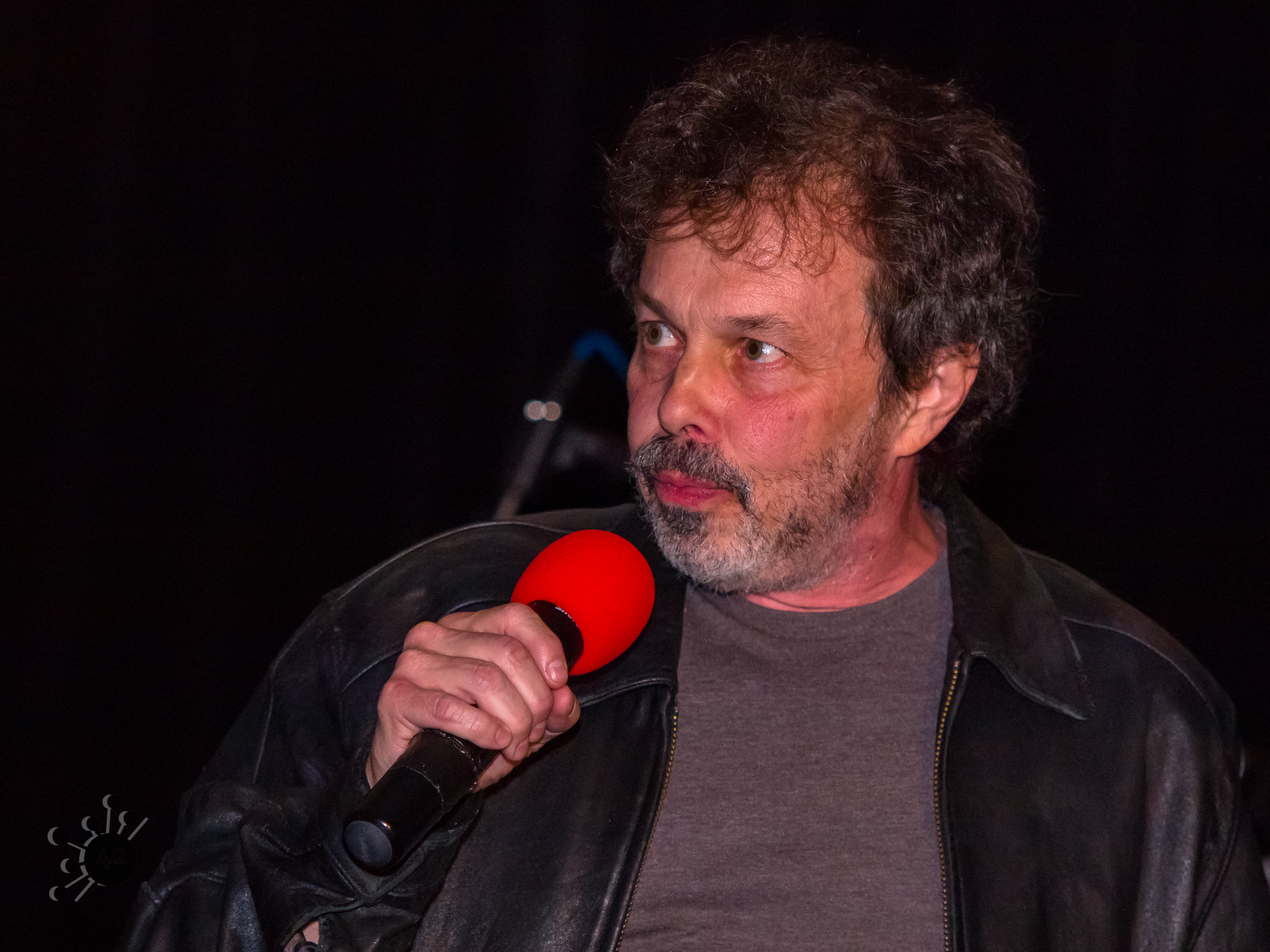
Curtis Armstrong.

- Interprété par Curtis Armstrong (VF : Jean-Claude Montalban)

Metatron est le scribe de Dieu. C'est lui qui a écrit les tablettes, il est donc à même de les traduire. Après la disparition de Dieu, les archanges sachant qu'ils ne reverront jamais leur Père, décidèrent de prendre le pouvoir aussi bien au ciel, que dans tous l'univers. Ne se rendant pas compte qu'ils auront besoin de Metatron, ils le pousseront à l'exil. L'ange s'empara donc des tablettes et les dispersa sur Terre, pour que l'humanité puisse se protéger. Metatron se coupera du monde, et sera accueilli par une tribu d'Amérindiens. Ces derniers lui fourniront des récits, puis plus tard, des livres, et Metatron leur offre en retour la longévité.
Lorsque les Winchester le retrouvent dans le but d'en savoir plus sur la fermeture des portes de l'Enfer, il décide de sortir de son exil. Il séduit Castiel, en lui proposant d'accomplir certaines tâches pour fermer également les portes du Paradis, afin d'emprisonner les anges entre eux et mettre fin aux guerres célestes par un grand conseil de famille. Mais en réalité, Metatron a manipulé Castiel dans un but caché : expulser les anges du Paradis et en devenir le simple maître. Il vole la grâce de Castiel comme dernière étape du sortilège d'expulsion des anges, qui chutent tous (à l'exception de Metatron) sur Terre, les ailes brûlées, les privant tous du pouvoir de téléportation.
Metatron devient ensuite le principal antagoniste. Seul au Paradis, il s'ennuie un peu et est prêt à négocier avec quelques anges et les manipuler pour les mettre sous ses ordres et leur permettre de revenir au Paradis. Il met la main sur la tablette des Anges, pour accroître son pouvoir et devenir un quasi-Dieu. Son but est d'assujettir la Terre en plus du Paradis. À la fin de la saison, il tue Dean sur Terre lors d'un affrontement, qui sert de diversion afin que Castiel s'infiltre au Paradis et brise la tablette des Anges. Metatron redevient un simple ange. De plus, Castiel dévoile ses ambitions en le piégeant, diffusant tout son discours à l'ensemble du paradis, qui condamne Metatron à la prison céleste.
La saison suivante, Metatron est sorti de sa prison pendant quelque temps afin d'être questionné par les Winchester à propos de la marque de Caïn que Dean porte, sans grand succès. Quelques épisodes plus tard, Il est ressortie de prison cette fois pour guider Castiel dans sa quête pour récupérer sa grâce angélique. En guise de garantie, Castiel ôte également la grâce de Metatron, qui devint du coup humain. Il mène Castiel à une bibliothèque abandonnée, où est cachée sa grâce et d'autres objets précieux. Il a en réalité voulu tendre un guet-apens à Castiel et retrouver sa grâce avant lui, mais Castiel réussit à mettre la main dessus avant. Cependant, Metatron a trouvé la tablette des démons et a eu le temps de s'enfuir.

#### Samandriel
- Interprété par Tyler Johnston (VF : Maxime Baudouin)

Samandriel est un ange envoyé sur Terre pour participer à une vente aux enchères, afin d'acquérir une tablette contenant la parole de Dieu. Toutefois, il entre en concurrence avec Crowley. Ce dernier proposant des gros montants, comme plusieurs milliards de dollars, ou même la Joconde, Samandriel n'hésite pas à proposer gros à son tour, comme la Cité du Vatican. Finalement, ce sera la mère du prophète Kévin Tran qui s'empare de la tablette en échange de son âme.
Néanmoins, Samandriel est capturé par Crowley, qui le torture afin d'obtenir le nom de tous les prophètes. Il en profite également pour étudier le fonctionnement d'un ange et arrive à "pirater" leur système interne. Il apprend ainsi qu'il existe une tablette pouvant enfermer les Anges au Paradis. Samandriel est finalement sauvé par Castiel, mais il le tue sous les ordres de Naomi, une autre ange.

#### Ezekiel / Gadreel

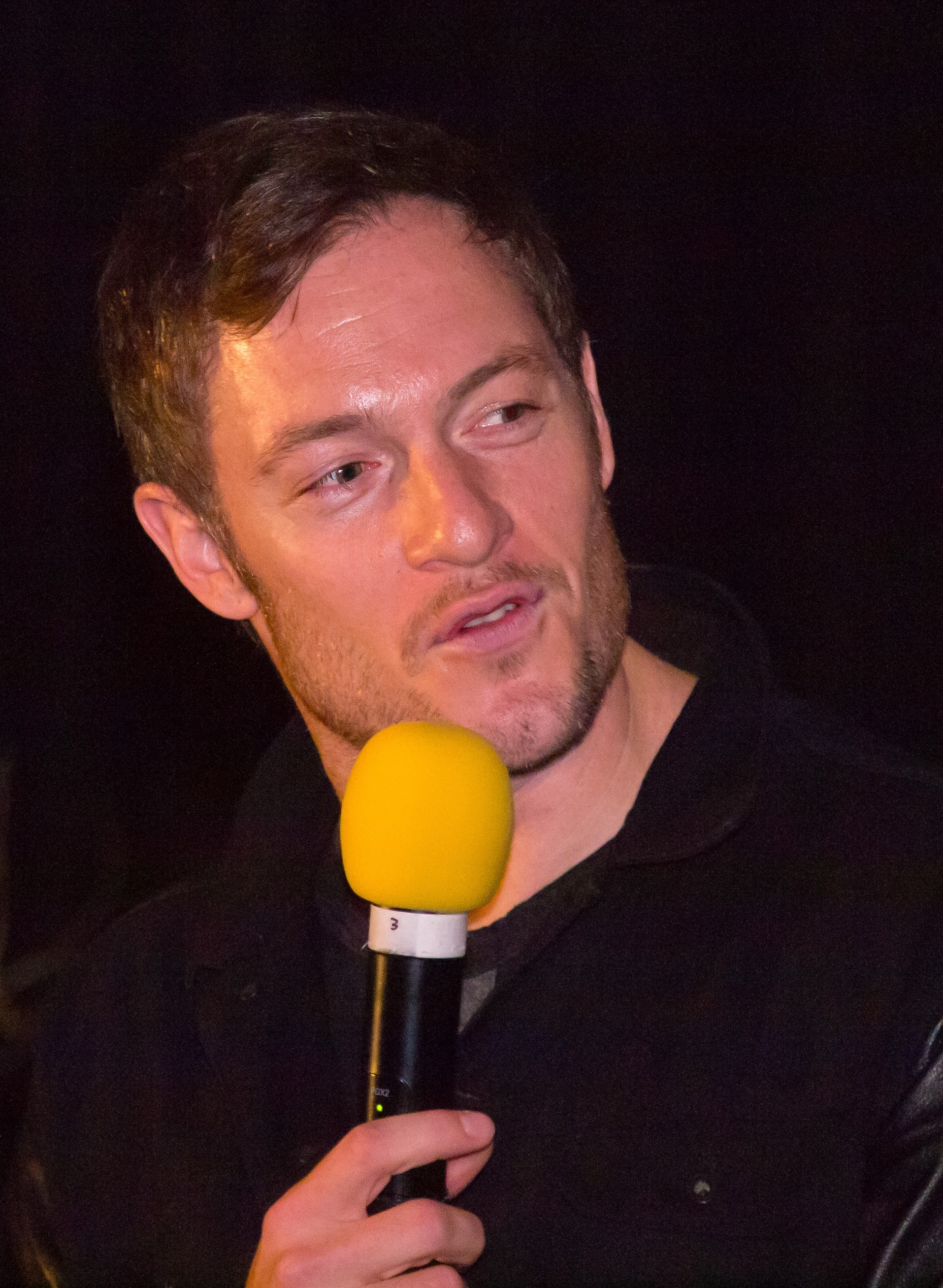
Tahmoh Penikett en 2014.

- Interprété par Tahmoh Penikett (VF : Xavier Béja) (le personnage se manifeste aussi via le corps de Sam)

Gadreel est l'ange en lequel Dieu avait le plus confiance, il fut donc désigné pour être le gardien du jardin d'Eden et le protéger du mal, en particulier de Lucifer qui venait de se rebeller. Cependant l'archange réussit à briser les défenses et à rompre la stabilité du jardin, ce qui provoqua la corruption de l'humanité et la création de l'enfer. Considérant la gravité de la situation, Gadreel fut emprisonné dans un des donjons du Paradis. Il fut considéré comme le responsable de la création des démons, de l'histoire de l'Apocalypse et donc de la disparition de Dieu, voire de tous les événements de la série.
Lorsque Métraton expulse les anges Sur Terre, Gadreel est enfin libéré et il prend par consentement possession d'un hôte humain. Il entend alors la prière désespérée de Dean pour sauver son frère. Alors qu'un autre ange l'attaque, Dean est sauvé par Gadreel qui se fait passer pour Ezekiel, un bon et honorable ange décédé à la suite de la chute. Dean tue l'autre ange et Ezekiel tombe inconscient. Il se réveille dans un cercle de feu sacré. Dean lui demande pourquoi il devrait lui faire confiance. Le faux Ezekiel arrive à le convaincre qu'il ne veut qu'aider les Winchester. Castiel confirme plus tard par téléphone qu'Ezekiel est digne de confiance. Gadreel propose de posséder Sam afin de le guérir de l'intérieur car Sam est sur le point de mourir. Il s'introduit dans l'esprit de Sam en prenant la forme de Dean pour le forcer à accepter. Il possède maintenant Sam et Dean et lui décident de ne rien dire à Sam car ce dernier pourrait mourir s'il éjecte l'ange. Cependant, il laisse à Sam le contrôle de son corps et efface son existence de la mémoire de Sam.
Lorsque Dean découvre sa véritable identité, il tente de le forcer à quitter le corps de son frère, en avertissant Sam pour qu'il puisse l'expulser. Cependant, Gadreel parvient à s'échapper en éliminant Kevin, une mort dont laquelle Dean se sent responsable. Avec l'aide de Castiel, il parvient à capturer Sam/Gadreel et c'est Crowley qui va réussir à l’expulser en entrant dans le corps de Sam. Dean tentera de tuer Gadreel lorsqu'il sera sous l'emprise de la marque de Caïn, mais celui-ci survit malgré ses blessures. Gadreel meurt en se suicidant pour libérer Castiel, en espérant que celui-ci parviendra à vaincre Metatron une bonne fois pour toutes.

#### Hannah
- Interprété principalement par Erica Carroll (VF : Gaëlle Savary) puis par Lee Majdoub (VF : Thibault Dudin) dans la saison 11.

Hannah est l'un des innombrables anges qui sont tombés du ciel en raison de l'incantation de Metatron. Elle s'allie à Castiel pour trouver et vaincre Métatron. Elle n'apprécie pas les relations que Castiel a avec les Winchester. Celle-ci trouve qu'il leur est trop dévoué, et qu'il serait prêt à les choisir eux plutôt que les anges qui forment sa véritable famille. Son hôte se prénomme Caroline et le jour où le mari de celle-ci débarque, après l'avoir cherché pendant un an, Hannah se fait passer pour elle et lui fait croire qu'elle a disparu parce qu'elle était tombée amoureuse de quelqu'un d'autre, en l'occurrence Castiel, pour qui elle commence à éprouver de vrais sentiments, qui semblent être réciproques. Seulement, elle se rend compte qu'elle ne fait que du mal à son hôte et elle finit par la laisser afin qu'elle récupère son ancienne vie. Hannah réapparait la saison suivante dans un autre véhicule, mais elle meurt assassinée par un autre ange alors qu'elle tentait de libérer Castiel.

#### Barthélemy
- Interprété par Adam J. Harrington (VF : Arnaud Arbessier)

Barthélemy est un ange déchu, il est le protégé de Naomi avant qu'elle ne subisse la vengeance de Metatron. À la suite de cela, il prend la direction de la faction de Naomi. Après que Métatron brise le paradis et bannit les anges sur Terre, le protégé de Naomi réunit sa propre faction d'adeptes et essaye de trouver le moyen de retourner au paradis. L'arrogance de Barthélemy sur ses méthodes de recrutement le force à pousser Castiel dans la violence. Cependant, en attaquant Castiel, ce dernier se défend en tuant Barthélemy avec sa propre épée.

### Faucheuses

#### La Mort

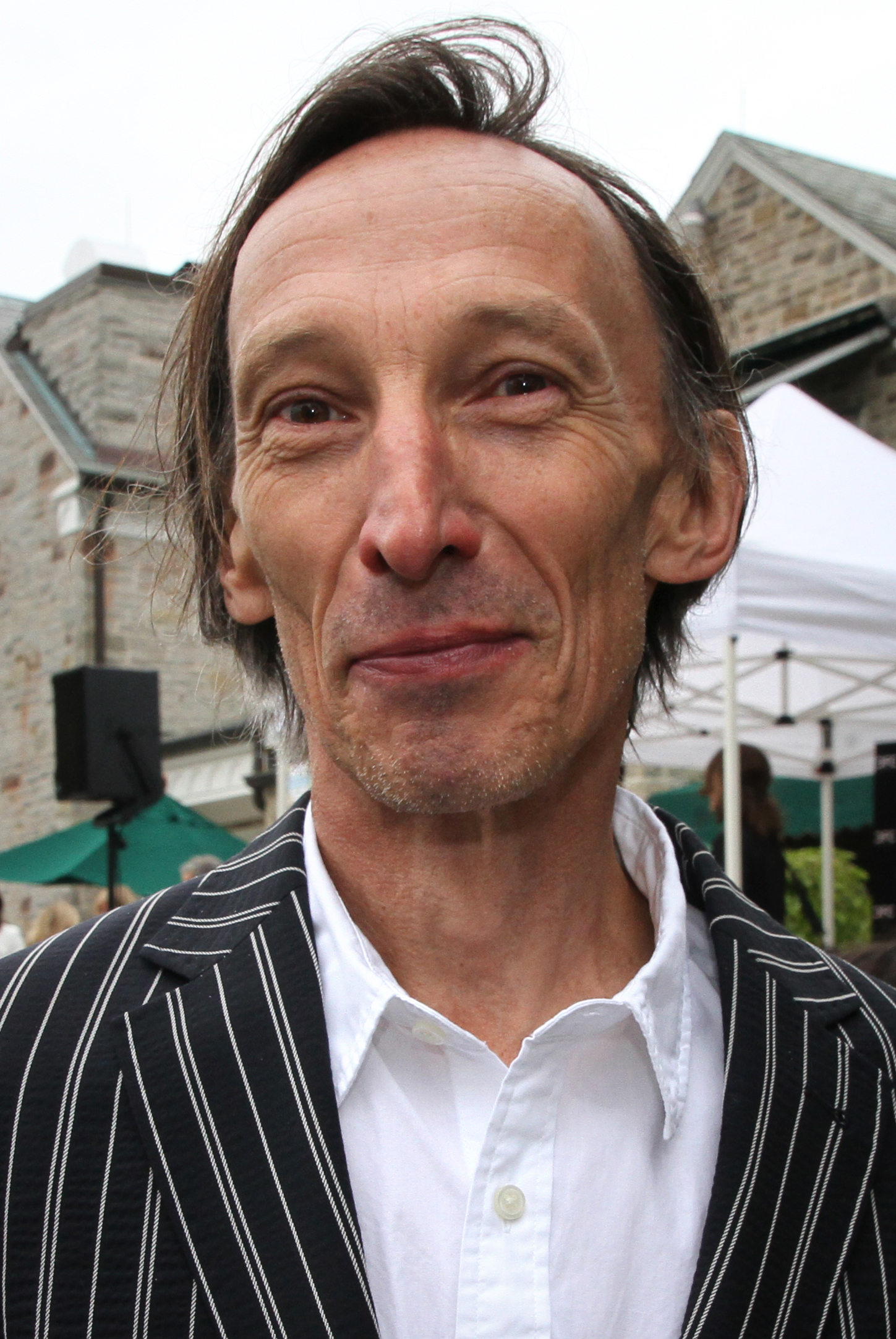
Julian Richings en 2015.

- Interprété par Julian Richings (VF : Vincent Violette)

Elle est l'un des quatre cavaliers de l'Apocalypse. Elle est prétendument là pour répandre de grandes catastrophes. Mais elle se montrera toujours très gentille et très patiente en particulier avec Dean et se révélera être une aide précieuse.
Elle rencontre Dean à Chicago qu'elle est supposée faucher d'une gigantesque tempête pour l'Apocalypse. Elle lui révèle alors qu'elle n'a pas le choix dans cette histoire, qu'elle se retrouve bien malgré elle forcée d'obéir à un "enfant capricieux " et qu'elle sera heureuse de prêter sa bague si les frères Winchester arrive à la libérer de ses chaines et emprisonner Lucifer.
Elle dit être aussi vielle que le monde, que Dieu lui-même peut-être même plus. A ses dires, ils ont tous les deux vus le jour il y a si longtemps que ni Dieu ni lui ne se souviennent qui est apparu en premier. Mais une chose est sûre, c'est que tôt ou tard la Mort est destinée à faucher Dieu, tout doit mourir et lui aussi se devra de mourir. Sa présence à un endroit est signalée par une foule de Faucheurs, dont elle est le Maître. La Mort voyage à bord d'une superbe Cadillac Eldorado de couleur pâle voire verdâtre, représentative de sa monture dans la traditionnelle Apocalypse selon Saint Jean.

Bien plus tard alors que Dean est accablé par la marque de Caïn, il invoque la Mort espérant qu'elle le libère de son fardeau. Mais la Mort lui dit qu'elle en est incapable, que le but de cette malédiction est justement de l'empêcher de mourir. Cependant la Mort accepte un compromis : elle accepte de l'emmener dans un endroit reculé du monde afin qu'il ne soit plus un danger pour personne, mais en échange Dean doit tuer Sam, sous prétexte que Sam n'acceptera jamais un tel marché et qu'il n'aura de cesse de vouloir le ramener à tout prix même si ça doit signifier la fin du monde. La Mort profite de cet instant pour en révéler un peu plus à Dean sur l'histoire de la Marque, et la vérité sur les origines de ce monde : bien avant Dieu, les Anges et les Hommes, il y avait quelque chose d'autre, quelque chose de terrifiant appelée les Ténèbres. Dieu, avec l'aide de ses archanges, parvint à l'enfermer et à la sceller dans la Marque. Marque qu'il confiera alors à son ange préféré Lucife, pensant qu'il serait assez fort pour y résister. Plus tard Dieu dira que la marque ne fit qu'exacerber ses mauvais côtés. Avant que Dieu n'ait eu le temps de le bannir, Lucifer transmis la Marque à Caïn.
Selon les explications de la Mort, la Marque est à la fois la prison et sa clef.
Ainsi si la malédiction venait à être brisée, les Ténèbres seraient alors libérées.
Dean parait déterminé à exécuter Sam, et Sam semble l'accepter. Mais la Mort qui avait confié sa propre Faux à Dean, se retrouve elle-même fauchée par surprise et tombe en poussière.

#### Tessa
- Interprété par Lindsey McKeon (VF : Noémie Orphelin et Julie Dumas)

Tessa est une faucheuse qui guide les personnes décédées dans l'au-delà. Après un accident de voiture, Dean se retrouve dans le coma et se retrouve face à Tessa qui essaie de le convaincre qu'il doit renoncer et accepter de mourir. Mais Dean revient à la vie grâce à son père. Plus tard, Tessa rejoindra Castiel dans sa lutte contre Métatron, mais elle finira par mourir, empalée par la première lame sur laquelle elle s'est volontairement jetée.

#### Billie
- Interprété par Lisa Berry (VF : Isabelle Leprince)

Lorsque Sam rencontre Billie, elle n'est qu'une simple faucheuse. Elle sera la première à leur dire que les faucheurs ne supporteront plus leur passe-droit avec la mort et que la prochaine fois que l'un d'eux mourra, ils s'assureront qu'il le reste en faisant une petite erreur pour les envoyer tout droit dans le Néant. Elle termine en disant qu'elle espère que ce sera elle.
C'est sur ce ton qu'elle va passer un pacte avec Dean, alors qu'ils seront retenus dans une prison militaire (le site 04) après avoir tenté de libérer le président de Lucifer. Afin qu'ils s'échappent, elle accepte de les ressusciter tous les deux, après qu'ils ont eu le temps d'être déclarés morts par le médecin et de se retrouver seuls à la morgue, si et seulement si elle peut se débarrasser d'un des Winchester à l'issue de l'évasion.
Mary ayant trouvé une faille dans la formulation du marché se dévoue pour éviter la mort à ses fils. Castiel tue Billie avant qu'elle n'ait eu le temps de récolter son dû. Mais sans le savoir, il fait d'elle la nouvelle personnification de la Mort.
Avec ce nouveau rôle, son regard change, elle établit son bureau dans la section W des livres de la vie. Lors de la mort suivante de Dean, elle lui explique que sur toutes les étagères de la section, chaque livre donne une version différente de sa mort mais qu'aucun d'entre eux ne dit qu'il meurt ce jour-là. Elle lui dit que désormais elle voit les choses dans leur ensemble, et que lui et son frère sont importants et qu'ils ont du travail à faire. Et elle le ramène à la vie.
Dans la saison 14, alors que le groupe vient en aide à Garth, Michel reprend possession de Dean. Sam et les autres sont sauvés par Billie qui les téléporte au bunker, contre toutes les lois établies. Dean réussit à enfermer Michel dans sa tête et Billie lui apparaît alors, lui expliquant que désormais tous ses livres finissent de la même manière, avec Michel qui s'échappe et qui détruit le monde. Tous sauf un. Un, qui contient la seule version où il ne s'échappe pas et qu'elle lui donne, lui disant que c'est maintenant à lui de décider de la suite.

### Léviathans

#### Richard «Dick» Roman

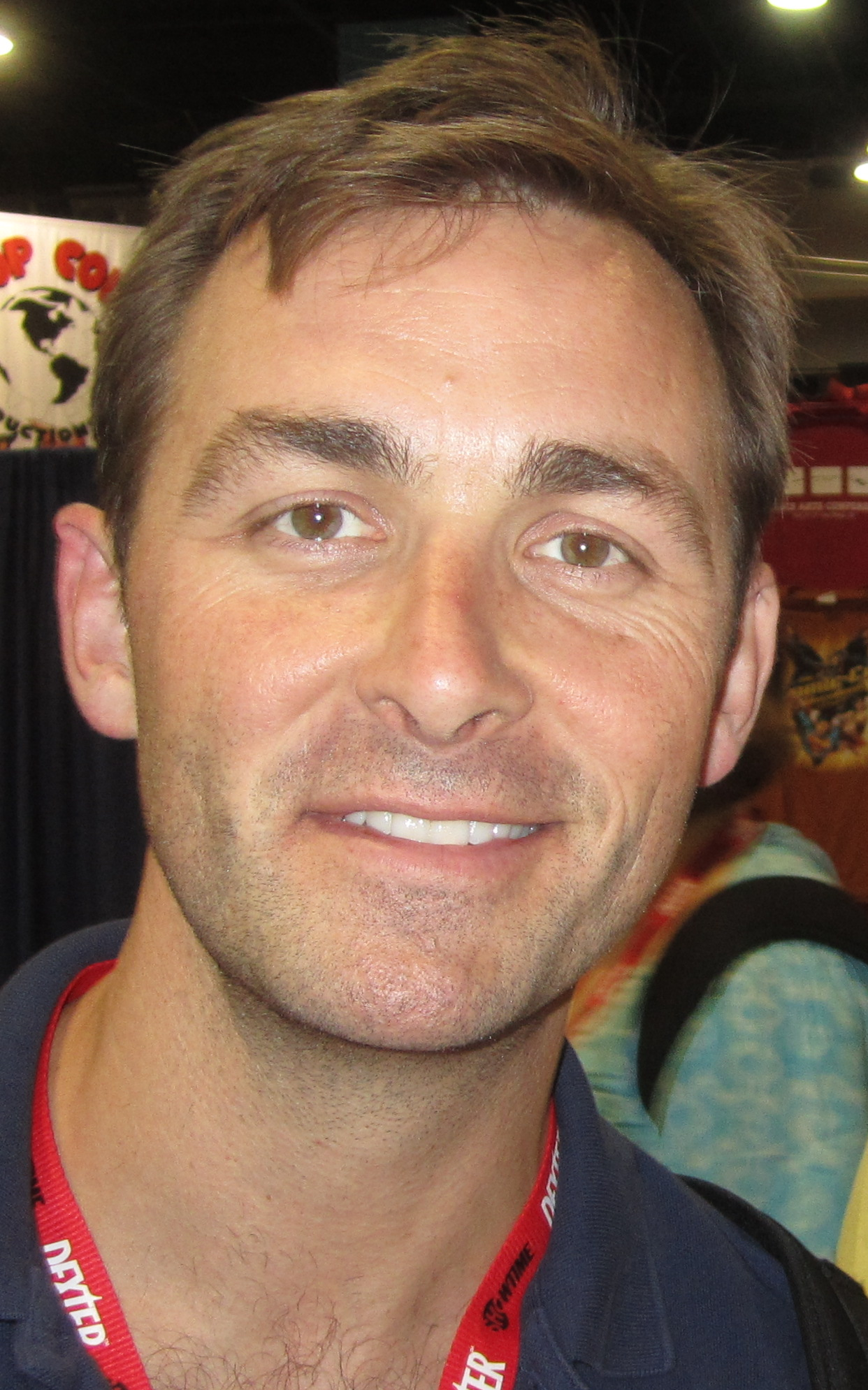
James Patrick Stuart en 2010.

- Interprété par James Patrick Stuart (VF : Olivier Destrez)

Richard Roman, également connu sous le nom de « Dick », est un homme d'affaires milliardaire étant secrètement le chef des Léviathans, après avoir copié le corps du vrai Dick Roman et l'avoir mangé.
Il rejette l'offre de Crowley d'unir leurs forces et de devenir le leader de l'enfer. Il tuera Bobby d'une balle dans la tête, à la suite de cela Dean sera obsédé par le moyen de vaincre le chef des Léviathans. Les frères découvrent que Dick est à la recherche de quelque chose, car il effectue des fouilles un peu partout dans le monde. Il réussit enfin à trouver ce qu'il cherche, mais les Winchester lui volent l'objet. Il s'agit d'une tablette avec les mots de Dieu inscrits dessus, qui indique notamment comment tuer le chef des Léviathans. Grâce à ces indications, qui suggèrent la possession d'un os d'un homme pieu mélangé avec le sang d'un ange déchu, d'une créature Alpha et du roi de l'Enfer, Dean arrive à tuer Dick avec l'aide de Castiel. Une des principales raisons pour que Dick soit le chef des Léviathans est sa résistance accrue contre le borax par rapport aux autres de son espèce.

#### Edgar
- Interprété par Benito Martinez (VF : Patrick Borg)

C'est un léviathan au service de Dick Romans qui est haut placé dans la hiérarchie des léviathans. Il est chargé d'éliminer ses pairs qui n'ont pas été capable de résister a leur faim ainsi que les Winchester. Il apparaîtra à de multiples occasions jusqu'à ce qu'il se fasse finalement décapiter.
Edgar était autrefois un humain qui travaillait dans la destruction de bâtiments. Alors qu'il réparait une voiture dans son garage, le léviathan se trouvant dans ses tuyaux de canalisation provoqua des secousses. En voulant y jeter un coup d'œil, Edgar fut aspergé de liquide noir, ce qui laissa le Léviathan prendre possession de son corps.

#### DrGaines
- Interprété par Cameron Bancroft (VF : Stéphane Marais)

Le docteur Gaines est un chirurgien. Après qu'un Léviathan ait pris possession de son corps, il travaille à la demande de Dick et d'Edgar, pour fabriquer un composé chimique qui, dissimulé dans la nourriture, rendrait les humains drogués et dociles. Mais ses premières expériences furent un échec et rendirent fous et cannibales certains de ses sujets. Dick, ayant appris cela, punira Gaines en le forçant à s'auto-dévorer.

#### Chet
- Interprété par Sean Owen Roberts (VF : Olivier Chauvel)

Chet est un Léviathan traquant les frères Winchester. Il les affronte à leur motel, mais se fait ensorceler par un sorcier qui l'immobilise pendant quelques jours. Durant cette période, Bobby l'utilisa pour trouver les points faibles des Leviathans. Sans succès, jusqu'à ce qu'il fut aspergé de borax, qui lui inflige de graves brûlures. Bobby, après cela, lui coupe la tête.

#### Susan
- Interprété par Olivia Cheng (VF : Maïté Monceau)

Susan est l'assistante personnelle de Dick Roman, elle s’efforce de servir au mieux la cause des Léviathan. Elle se fera tirer une balle en pleine tête par Boby Singer, mais ses pouvoirs de Léviathan lui permettent de guérir facilement.

### Dieu / Chuck Shurley

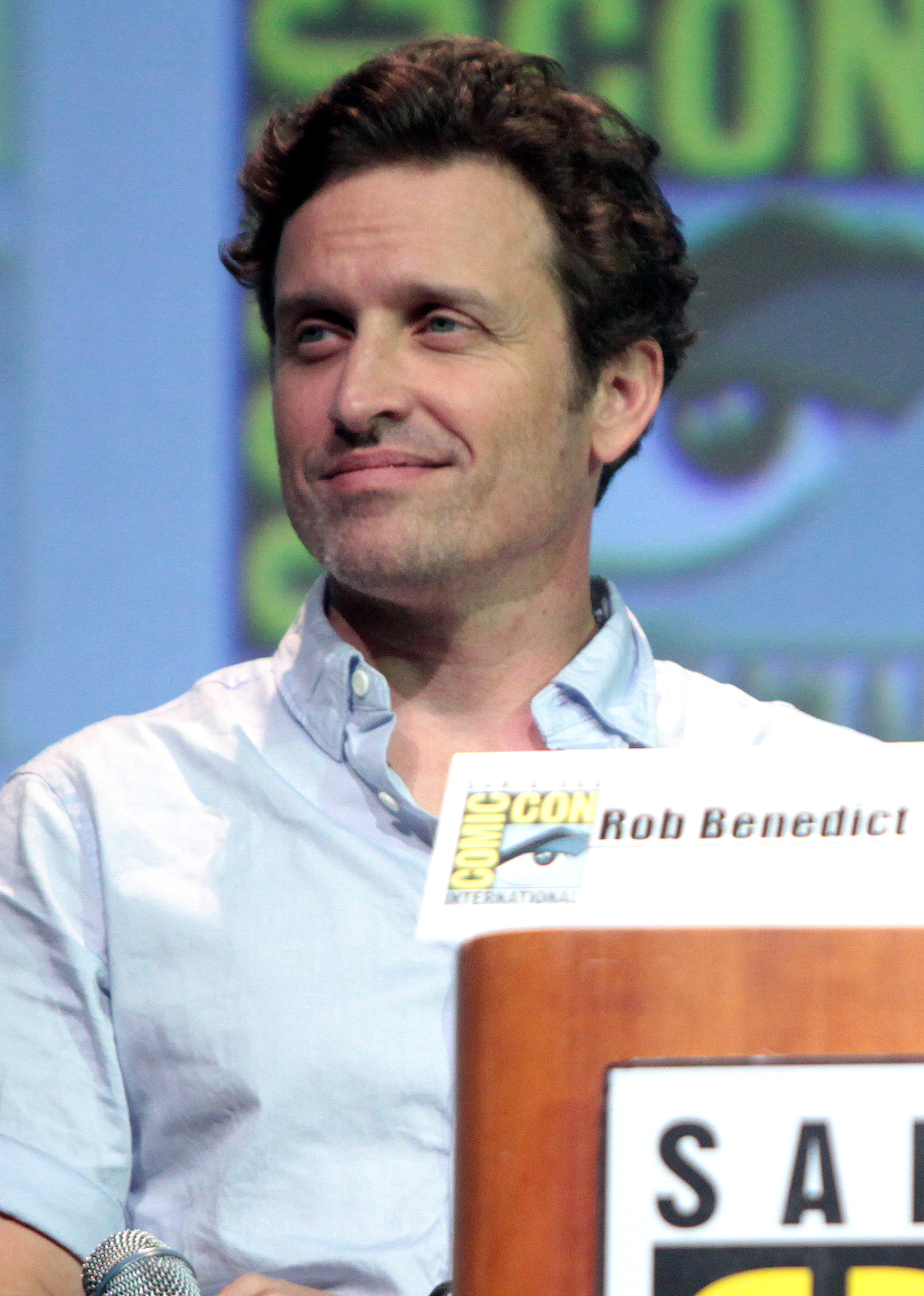
Rob Benedict en 2016.

- Interprété par Rob Benedict (VF : Fabien Jacquelin puis Olivier Destrez)

Chuck est d'abord le prophète qui narre les aventures de Sam et Dean Winchester dans une série de romans, qu'il publie sous le pseudonyme Carver Edlund. Il est désigné par le Ciel comme le rédacteur de « l'Évangile des Winchesters ». Cependant, de nombreux mystères planent autour de lui, il est protégé par des archanges prétendument parce qu'il est prophète mais les suivants ne le seront pas. Et il est supposé n'y avoir qu'un prophète à la fois mais Kevin Tran fait son apparition alors que le caméo de Chuck dans le 200e épisode prouve qu'il est encore en vie.
Plus tard dans la série, Chuck fait son grand retour et révèle alors sa véritable forme. Celui qui était considéré comme étant un prophète du Seigneur, n'est autre que Dieu lui-même qui est revenu pour combattre sa sœur Amara (Les Ténèbres).
Il se présente comme étant Dieu aux frères Winchesters après avoir guéris les infectés et ressuscité les morts du brouillard causé par les Ténèbres. Il justifiera son refus d'intervenir jusqu'à maintenant par le fait que ses « enfants » sont doués de libre arbitre, et donc s'être contenté de rester spectateur pour voir ce qu'ils en feraient, tout en se cachant sous les traits de Chuck pour rester « au 1er rang de l'action ».

### Les Ténèbres / Amara
- Interprété par Emily Swallow (VF : Florence Cabaret) et Gracyn Shinyei (enfant), Yasmeene Ball (adolescente) et Samantha Isler (jeune adulte) (VF : Corinne Martin)

Les Ténèbres sont une entité primordiale, le Mal Suprême existant avant Dieu lui-même. Après la révélation et l'apparition de son jeune frère Dieu, Le Créateur a conçu l'Univers mais pour ce faire, il a dû sacrifier la seule chose qu'il avait, sa propre famille, sa sœur. C'est ainsi qu'à la création des premiers êtres célestes, Dieu et ses fils ont mené une terrible guerre contre les Ténèbres. Mais même la puissance combinée de Dieu et de ses archanges ne pouvait vaincre cette obscurité, Dieu n'a réussi qu'à la bannir pour l'éternité par le moyen d'une marque qui servira de verrou et de clé.
À l'aide du Livre des Damnés, retrouvé par Charlie avant de se faire tuer par la très ancienne famille Frankenstein, la sorcière Rowena lance un sort permettant de retirer la marque des Ténèbres et ainsi sauver son hôte, Dean Winchester. En conséquence, les Ténèbres sont libérés sur Terre. Les deux frères ont juste le temps de rejoindre l'Impala lorsque les Ténèbres finissent de se reconstituer, mais l'Impala se coince dans la boue, et avant d'avoir pu s'enfuir, les frères se font engloutir par les Ténèbres, laissant leur sort incertain.
Sam se réveille dans l'Impala, seul, il cherche son frère mais ne le trouve pas. De son côté Dean se réveille dans un champ et tente lui aussi de se remémorer le passé. Il se souvient que les Ténèbres se déchaînaient et au moment où ils sont entrés en contact avec l'Impala il a été téléporté à l'extérieur de la voiture, dans l'amas de fumée que constituait les Ténèbres. Il a ensuite rencontré les Ténèbres incarné sous la forme d'une femme qui lui parle d'elle. Elle lui explique qu'ils sont tous les deux liés et qu'ils s'aideront toujours l'un l'autre quoi qu'il arrive.
Plus tard au cours de la saison, nous apprenons que les Ténèbres sont incarnés par Amara, la sœur de Dieu.

### Autres créatures

#### Eve
- Interprété par Julia Maxwell (VF : Anne Tilloy)

C'est la Mère de toutes les créatures surnaturelles qui existent sur Terre (alphas, vampires, polymorphes, djinns, loup-garou, rugarous, etc.) et est appelée Eve. Elle est apparue sur Terre aux environs de 8000 avant Jésus-Christ, avant d'être envoyée au Purgatoire (on ne sait pas si c'est par Dieu, les anges ou autre). Bien qu'on sait qu'elle est la créatrice de tous les monstres, son origine exacte reste cependant inconnue. Edgar, le Léviathan, dira à l'alpha-vampire qu'elle était proche de leur espèce dans l'épisode 22 de la septième saison. Elle est sortie du purgatoire grâce à des dragons car ses enfants (les Alphas) se faisaient torturer et tuer. Elle considérait que « l'ordre naturel » était rompu. Elle sera tuée par Dean grâce aux cendres de phœnix, dans l'épisode 19 de la saison 6 (Mommy Dearest).

#### Eleanor Visyak
- Interprété par Kim Johnston Ulrich (VF : Marjorie Frantz)

Le docteur Eleanor Visyak est une très ancienne créature du purgatoire qui a été libérée par un sortilège réalisé par H.P. Lovecraft. Elle a par la suite été professeur d'études médiévales à l'Université de San Francisco et elle est aussi une vieille connaissance de Bobby Singer. Quand les frères Winchester cherchent un moyen de tuer un dragon, Bobby leur suggère d'aller la voir. Elle sera plus tard torturée à mort par Castiel et Crowley.

#### Alpha Vampire
- Interprété par Rick Worthy (VF : Jérôme Keen puis Sylvain Lemarié)

C'est le premier des vampires. Il fut capturé par l'équipe de Samuel, le grand père de Dean, afin qu'il lui donne des informations sur le Purgatoire. C'est lui qui révélera à Sam et Dean que les âmes des créatures surnaturelles finissent au Purgatoire. Quand ceux-ci lui demandèrent comment il est devenu ce qu'il est, il mentionnera qu'il a « une mère » lui aussi. Il parvint cependant à s'échapper, et faillit contaminer Sam, mais des démons le capturèrent, sous les ordres de Crowley. Apparemment, il a réussi à s'échapper ou il a été relâché, car on le revit plus tard dans son antre. Il donna un peu de son sang aux frères Winchester, sang qui est un élément essentiel pour fabriquer l'arme qui permettra de tuer le chef des Léviathans.

#### Benny Lafitte

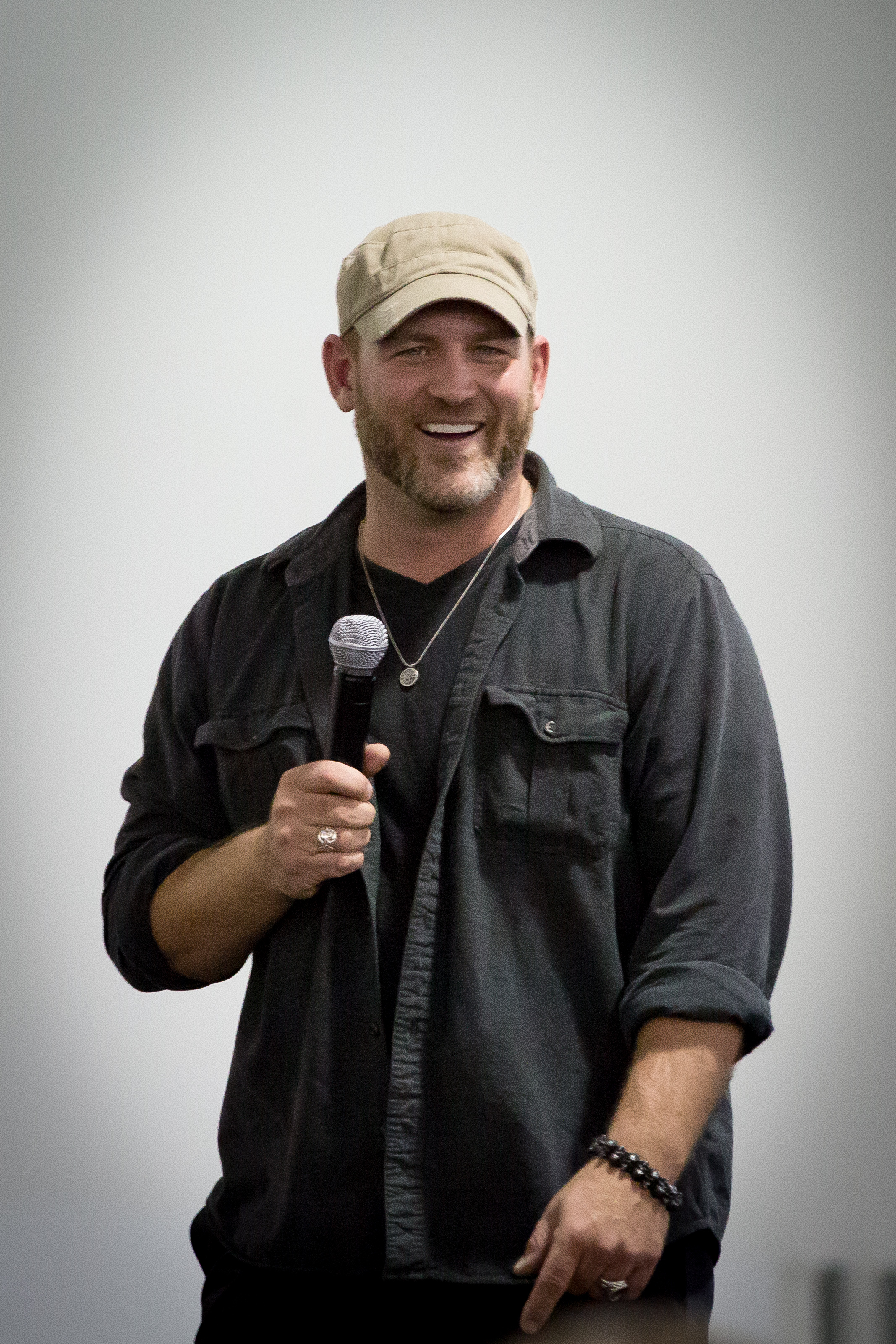
Ty Olsson en 2013.

- Interprété par Ty Olsson (VF : Julien Kramer)

Benny Lafitte est un vampire que Dean rencontre dans le Purgatoire et avec qui il s'allie pour sortir de cet endroit. Ils finiront par devenir amis, malgré leur nature respective. Benny, contrairement aux autres vampires, ne tue pas les humains pour boire leur sang mais se nourrit via des poches de sang.
Il demande de l'aide à Dean pour tuer le vampire qui l'a engendré et est responsable de sa mort et celle de la femme qu'il aime. Mais lors de la chasse, il découvre qu'elle a été transformé en vampire. Il tente de la raisonner mais Dean sera obligé de la tuer. Quand Sam découvrire l'existence de Benny, il tente de le tuer, mais est stoppé par Dean. Sam fera suivre Benny par Martin Creaser (un autre chasseur), pour s'assurer de sa bonne conduite. Benny est retourné dans sa ville natale pour retrouver ses origines et sa petite fille afin de vivre une vie normale. Un nouvel épisode lui est consacré lorsqu'un vampire est responsable de morts dans sa ville natale et il fait équipe avec Dean pour tuer ce vampire.
Après l'avoir tué, Benny retrouve sa petite fille dans son bar, sauf que Martin est décidé à le tuer. Martin prend en otage sa petite fille et Benny sera poussé à bout par Martin et il tuera celui-ci, en étant obligé d'abandonner sa ville natale et sa petite fille. Benny tentera de s'excuser par rapport au meurtre de Martin auprès de Dean, mais Dean renoncera à lui pour Sam.
Benny aura de plus en plus du mal à contrôler sa soif de sang. Quand Dean réapparait, il demande à Benny un sacrifice qui consiste à se laisser tuer pour aller sauver Sam et Bobby du Purgatoire en les guidant par le portail par lequel lui et Dean sont sortis. Benny accepte et Dean le décapitera. Benny retrouve Sam et Bobby puis les emmène au portail, sauf qu'ils seront attaqués par des vampires. Quand Sam lui demande de le suivre, Benny lui fera la confidence qu'il n'a jamais eu l'envie de retourner sur Terre. Comme dernière volonté, il décidera d'affronter les vampires pour laisser le temps à Sam et Bobby de sortir du Purgatoire. Sam annoncera à Dean ce qu'a fait Benny pour lui et aura des remords de l'avoir mal jugé.

#### Lenore

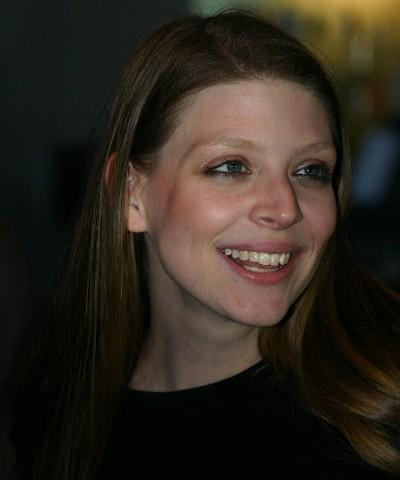
Amber Benson en 2014.

- Interprété par Amber Benson (VF : Laurence Crouzet)

Lenore est une vampire pacifique qui a renoncé à la chasse et a fondé une famille de vampire. Elle et son clan sont pourchassés par Gordon Walker qui ne fait pas de différence. Sam est du côté de Lenore et convainc Dean de ses bonnes intentions, lui permettant de s'enfuir.
Lenore réapparaît des années plus tard, quand Dean et Sam font appel à elle pour découvrir où se trouve Eve. Lenore accepte de les aider à condition que Sam et Dean s'engagent à la tuer. Dean et Sam refusent, mais Castiel la tue sans hésiter.

#### Rowena

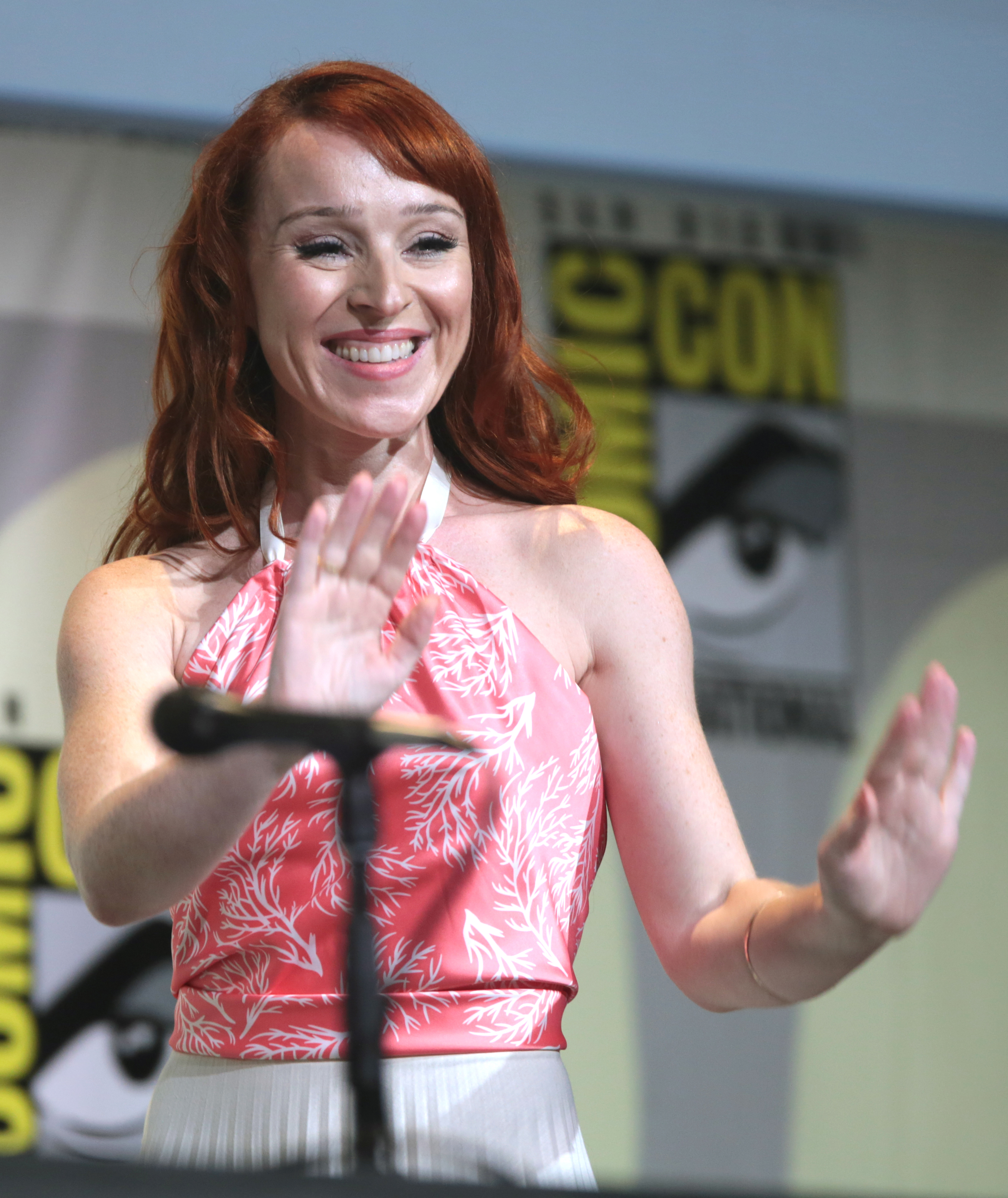
Ruth Connell.

- Interprété par Ruth Connell (VF : Julie Dumas)

Rowena est une des premières sorcières sur terre. Elle est très distinguée et cherche à tout prix à se venger car elle s'est fait exclure du conseil des sorcières. Elle a fui pendant des siècles à cause de ses méthodes trop radicales qui ne respectaient pas le règlement des sorcières. Par la suite on apprend qu'elle est en fait la mère de Crowley et qu'elle veut le manipuler pour arriver à ses fins. Elle veut à son tour fonder un club de "méga conseil de sorcière" et essaie de trouver des sorcières qui seraient prêtes à se ranger de son côté.

### Les Médiums

#### Pamela Barnes

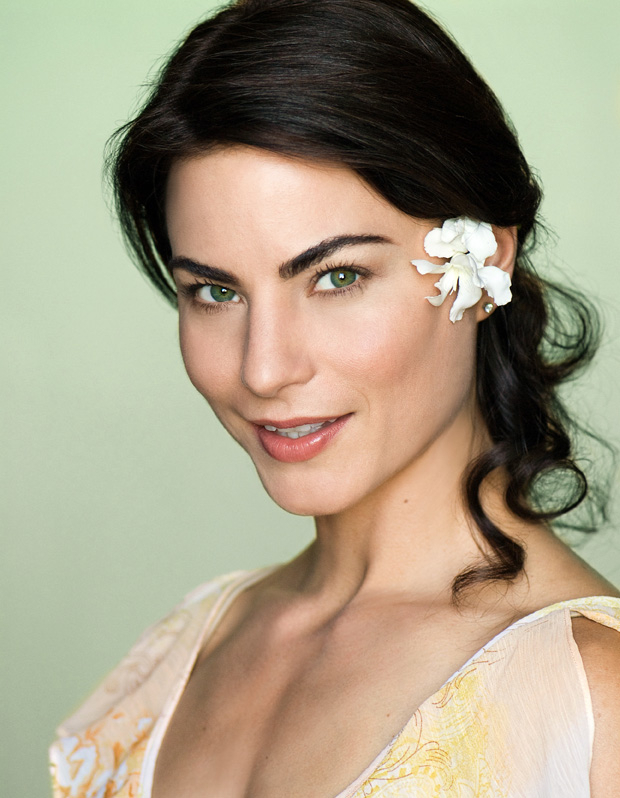
Traci Dinwiddie.

- Interprété par Traci Dinwiddie (VF : Nathalie Karsenti)

Pamela est une médium réputée qui aide les Winchester dans leur quêtes de réponses. Bobby présente Pamela à Dean et Sam, pour découvrir qui a ramené Dean à la vie. Elle tente de le découvrir en faisant une séance de spiritisme, mais à la place découvre le vrai visage de Castiel ce qui a pour conséquence de lui brûler les yeux.
Plus tard, Sam et Dean demandent de nouveau de l'aide à Pamela lorsque le Faucheur d'une ville est enlevé par des démons. Dean et Sam lui demandent de les envoyer dans le royaume des esprits pour découvrir les responsables. Alors que Pamela veille sur les corps de Sam et Dean, elle se fait agresser et poignarder par un démon. Elle parvient à ramener Sam dans son corps et celui-ci exorcise le démon. Pamela semble aller bien car il n'y a pas de faucheurs libre dans la ville, mais quand Dean réussit à libérer Tessa qui est faucheuse, elle meurt de sa blessure. Dans un dernier souffle, elle demande à Sam d'arrêter de boire du sang de démon.

#### Missouri Moseley

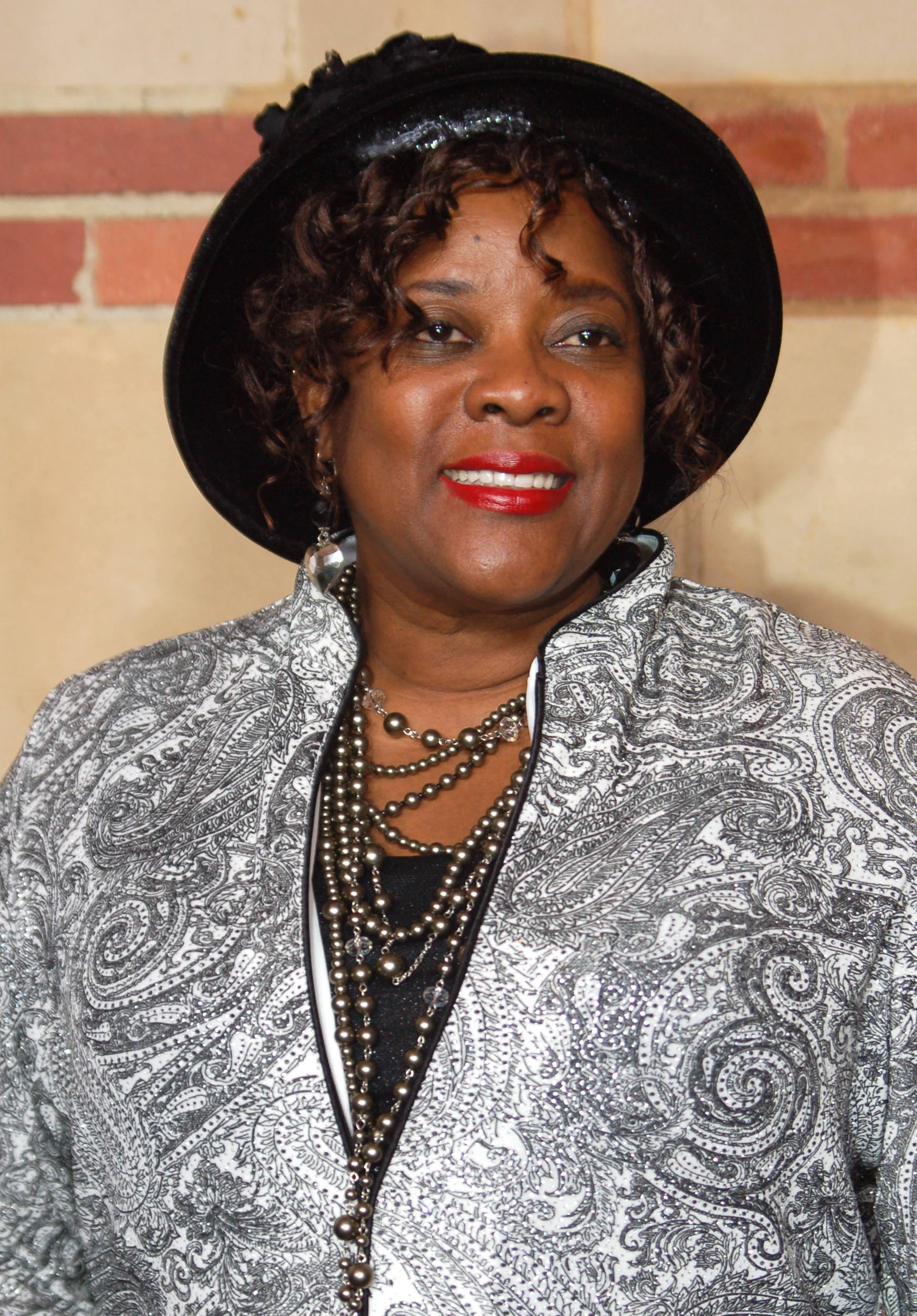
Loretta Devine.

- Interprété par Loretta Devine (VF : Claude Chantal puis Brigitte Virtudes)

Missouri est une médium qui habite à Laurence, dans la ville où les Winchester sont nés. Elle a fait découvrir le monde surnaturel à John Winchester.
Plus tard lors d’une affaire de fantôme dans leur ancienne maison Sam et Dean retourne à Laurence en pensant qu’il s’agit de leur mère.
Pour cela, ils décident de trouver un médium pouvant les aider. Sam cherche alors un médium, citant des noms dont celui de Missouri et c’est alors que Dean se souvient de ce nom dans le journal de leur père.
Elle les aide donc et s’aperçoit en fait que ce n’est pas leur mère mais un poltergeist.
Elle fait plus tard appel aux Winchester car une de ses amies médiums est morte, tuée par un spectre. Elle leur dit d’aller protéger sa petite fille, Patience Turner, qu'elle a vu être la prochaine victime du spectre.
Cependant une fois les Winchester parti, le spectre revient pour tuer Missouri Moseley.

#### Patience Turner
- Interprété par Clark Backo (VF : Elsa Bougerie)

Patience est la petite fille de Missouri Moseley, elle est, tout comme sa grand-mère, une médium. On la voit pour la toute première fois, quand un spectre s'attaque à elle. Elle est sauvée par Sam, Dean et Jody. Elle les aidera ensuite quand ils seront coincés dans le monde parallèle.

### Les Hommes de Lettres

#### Henry Winchester

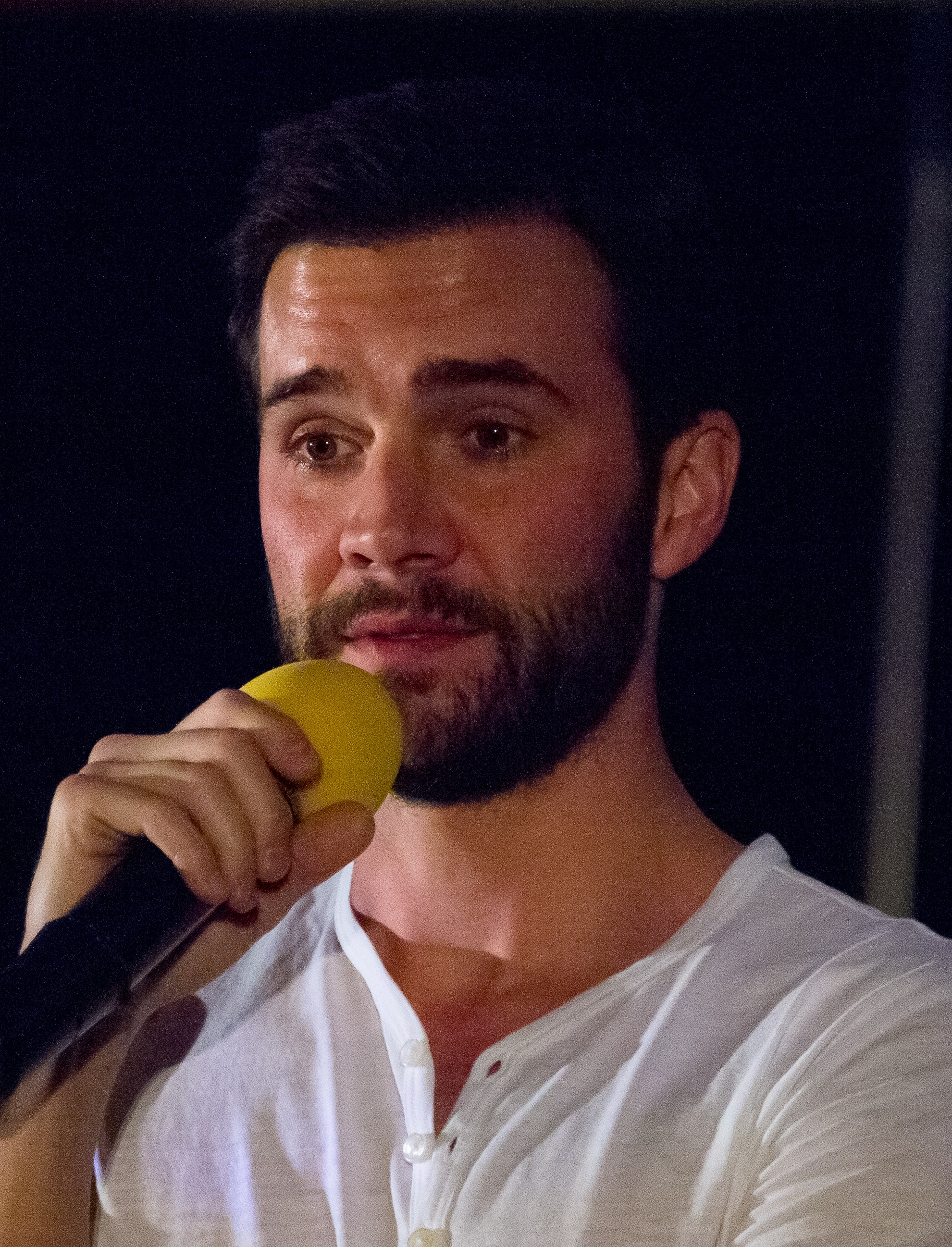
Gil McKinney.

- Interprété par Gil McKinney (VF : Régis Reuillhac puis Sébastien Desjours)

Henry Winchester est le père de John Winchester, et le grand-Père de Dean et Sam Winchester. Il faisait partie d'un groupe "Les Hommes de Lettres" qui est une organisation regroupant tous les objets et informations sur le monde surnaturel. Lors d'une réunion des Hommes de Lettres, Abaddon attaqua l'organisation et seul Henry réussit à s'échapper en voyageant dans le Futur pour rejoindre John, mais il tombe sur Dean et Sam. Il leur explique la raison pour laquelle ils ont combattu tant de créatures de haut niveau en partageant leur histoire familiale. Il se fera tuer par Abaddon, mais avant de mourir, il donnera aux frères une clé ouvrant un lieu contenant tous les sorts et objets magiques récoltés depuis des siècles et intouchables par les forces du mal. Ce lieu, connu sous le nom de "Bunker", devient la nouvelle base des Winchester pour les prochaines saisons.

#### Toni Bevell
- Interprété par Elizabeth Blackmore (VF : Marine Jolivet puis Ingrid Donnadieu)

Lady Toni Bevell fait partie de la branche britannique des hommes de lettres. Elle est envoyée en Amérique par Mike Davies dans le but de traquer les frères Winchester et d'obtenir des informations sur l'identité des chasseurs américain. Sans scrupules, elle n'hésite pas a employer la torture physique et mentale, tel que le lavage de cerveau, pour arriver à ses fins.

#### Mick Davies
- Interprété par Adam Fergus (VF : Philippe Siboulet puis Marc Saez)

Mick Davies fait partie des hommes de lettres britanniques. Il supervise les opérations visant à recruter les chasseurs américains dans le but de se débarrasser de toutes les créatures du pays. Il apprécie les frères Winchester pour leur travail et tente de les recruter dans l'organisation. Grâce à eux, il prend conscience que les méthodes peu conventionnelles des hommes de lettres ne sont pas forcément nécessaires pour réussir leur travail.

#### Arthur Ketch
- Interprété par David Haydn-Jones (VF : Bertrand Liebert)

Arthur Ketch fait aussi partie des hommes de lettres britanniques. Il est connu au sein de l'organisation pour ses pratiques meurtrières et son absence totale de remord. Il réussit à recruter Mary Winchester et accomplit de nombreuses missions à ses côtés. Ils auront aussi une relation intime de courte durée avant que Mary ne réalise quel monstre il est en réalité. Arthur déteste Toni Bevell car il la considère comme une rivale.

#### Docteur Hess
- Interprété par Gillian Barber (VF : Blanche Ravalec)

Le docteur (ou professeur) Hess est la directrice des hommes de lettres britanniques. Elle a formé bon nombre d'hommes de lettres et pense que seul le règlement et la discipline permettent de mener à bien une mission. Elle ne supporte pas qu'on ne suive pas le règlement et n'hésite pas à tuer, ou à faire tuer, quiconque osera sortir du rang.